# Noirs de France
Les Noirs de France, également appelés les Français noirs, ou les Noirs français, constituent la population noire de France, c'est-à-dire les personnes ayant une origine ou un ancêtre originaire d'Afrique noire ou subsaharienne, de la Caraïbe, de l'océan Indien et, selon certaines sources, d'Océanie (principalement de Nouvelle-Calédonie),.
D'après certaines estimations, ils représenteraient, au XXIe siècle, entre 2,5 % et 7,5 % de la population française (France d'outre-mer incluse),,,,. Cependant, l'absence de définition légale de ce qu'est « être noir » en France, l'importance du métissage depuis plusieurs siècles, la grande diversité des populations noires (africaines, caribéennes, indo-pacifiques) ainsi que l'interdiction légale du recueil de données sur l'ethnicité dans les recensements de la population française rend cette construction sociale extrêmement difficile à cerner, contrairement à certains pays comme le Royaume-Uni et les États-Unis.

## Qu'est-ce qu'être noir en France?

### Absence de définition officielle
Il n'existe pas en France de définition formelle de ce type d'identité, et l'indice mélanique élevé (pigmentation de la peau) n'est pas suffisant pour la définir. De plus, la loi informatiques et libertés du 6 janvier 1978, mainte fois modifiée depuis, interdit « de collecter ou de traiter des données à caractère personnel qui font apparaître, directement ou indirectement, les origines raciales ou ethniques »,.

### Point de vue américain

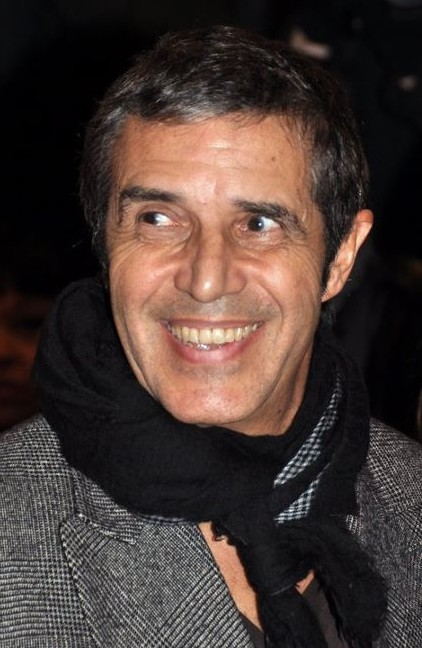
Le chanteur Julien Clerc a un grand-père maternel métis, ce qui, dans l'ancienne nomenclature américaine de l'unique goutte de sang, aurait fait de lui un « Noir ».

Une grande partie des travaux universitaires sur les « Noirs » provient (ou parle) des États-Unis, où l'« identité noire » est relativement homogène : il s'agit essentiellement de descendants d'esclaves africains amenés au XVIIIe siècle pour travailler dans les plantations du Sud. La définition de ce qu'est être « noir » aux États-Unis, était initialement fondée sur la « Règle de l'unique goutte de sang ». Depuis 1960, il revient aux individus de choisir leurs catégories d'appartenance « raciales et ethniques » lors du recensement, selon le principe d'auto-identification, et non plus aux agents du Bureau du recensement des États-Unis,. 

### Point de vue français

#### Concept de race sans fondements scientifiques
À partir du XVe siècle, les Européens ont assimilé les différentes carnations à des « races », justifiant une hiérarchie sociale et l'exploitation massive d'Africains dans le cadre de l'esclavage colonial. C'est la raison pour laquelle, au XVIIIe siècle, les termes de « Noir », « nègre » et « esclave » étaient pratiquement synonymes dans la langue française. Cet amalgame est renforcé à partir du milieu du XIXe siècle par des théories pseudo-scientifiques comme la phrénologie.
Désormais, le consensus scientifique rejette l’existence d'arguments biologiques qui pourraient légitimer la notion de « race », reléguée à une représentation arbitraire selon des critères morphologiques (dont la couleur de peau).

#### «Noir», une identification subjective
Pour l'historien Pap Ndiaye, il est impossible de définir qui est « Noir » par des facteurs objectifs, relevant de la nature intrinsèque des personnes concernées, car « ce n’est pas à la nature de trancher d’une question sociale ». Il estime toutefois que, si les races n’existent pas d'un point de vue biologique, elles existent en revanche en tant que « catégories imaginaires historiquement construites », et que c'est donc une catégorie valide d'analyse sociale. Il relève enfin que la hiérarchie coloriste s'est conservée, y compris au sein de la population « noire », où une peau plus claire est valorisée. Ainsi, « dans les sociétés où ils sont minoritaires, est noir celui qui est réputé tel, est noire, a minima, une population d’hommes et de femmes dont l’expérience sociale partagée est celle de discriminations subies en raison de la couleur de leur peau. Il y a donc des Noirs (des Blancs aussi) par accord social tacite ».

### Origines géographiques des Noirs de France
Les Noirs de France sont principalement des afro-descendants, à savoir des personnes originaires d'Afrique, des Caraïbes et de l'océan Indien. 
De même, les démographes et certains historiens (Blanchard, Dorigny) y incluent des populations en provenance d'Océanie, et plus particulièrement de Nouvelle-Calédonie (Kanaks). 

### Les Noirs de France, un groupe hétérogène

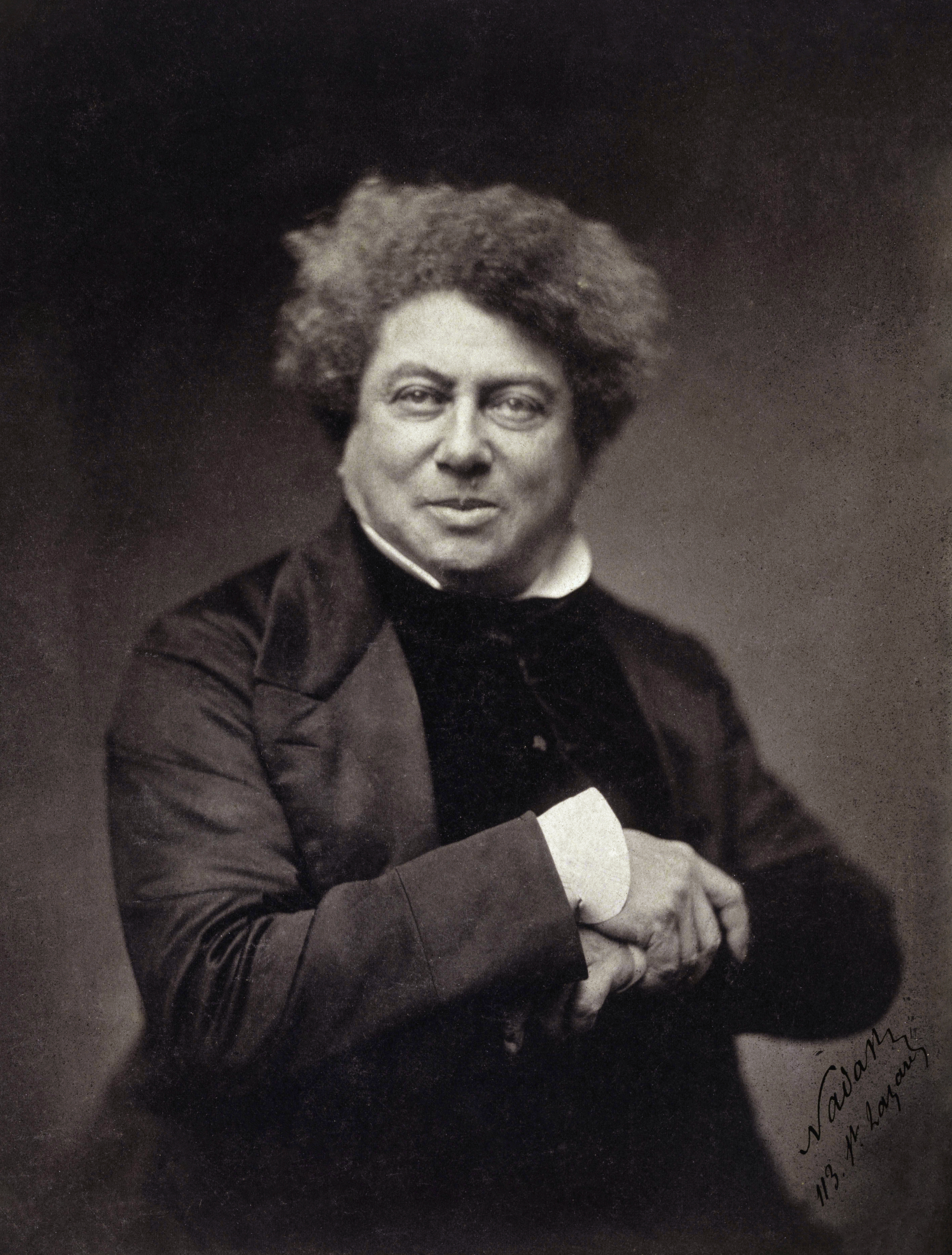
Portrait d'Alexandre Dumas par Nadar. La nomenclature raciale du XIXe siècle le classait parmi les « quarterons » (un quart africain).

En France, comme le souligne l'historien Pap Ndiaye : « le groupe des Noirs est infiniment divers socialement et culturellement, et mettre tous les Noirs dans le même sac catégoriel est une opération problématique ». Ainsi, les populations noires d'outre-mer, à l'exception des Kanaks, sont principalement issues de l'histoire de l'esclavage colonial ; tandis qu'en Métropole, une majorité est issue de diverses vagues de migrations plus récentes ayant essentiellement commencé au XXe siècle, en provenance d'une diversité de pays toujours croissante, et qui ne sont pas nécessairement liés à la colonisation française. De plus, il existe en France, et notamment dans les départements d'outre-mer, un métissage important depuis plusieurs siècles (illustré dès l'époque romantique par l'écrivain Alexandre Dumas), qui achève de complexifier la catégorie « Noir ». 

## Histoire

### De la Francie duVIIesiècleà l'Édit de 1315: «nul n'est esclave en France»
La réprobation de l'esclavage dans le pays des Francs (cf. chronologie de l'abolition de l'esclavage) peut remonter à la reine Bathilde, ancienne esclave, qui au milieu du VIIe siècle rend la vente et l'achat d'esclaves définitivement illégaux, sans toutefois obliger les propriétaires des grandes exploitations (souvent d'ancienne origine gallo-romaine), à affranchir les leurs immédiatement. Quant aux captifs venus de l'étranger et proposés à la vente, elle décrète qu'ils deviennent obligatoirement libres sur le sol des Francs.
Par l'édit du 3 juillet 1315, le roi de France Louis le Hutin pose « par tout notre royaume les serviteurs seront amenés à franchise. » D'où la maxime « nul n'est esclave en France,, » et l'énonciation « le sol de la France affranchit l'esclave qui le touche. » C'est la naissance du concept du privilège de la terre de France, fortement lié à l'étymologie du nom de la France (frank signifie « homme libre », du fait que ce mot signifiait « libre » dans les anciennes langues germaniques du peuple franc).
Par rapport à la présence d'esclaves Noirs en France métropolitaine, l'édit de 1315 est consacré en 1571 lorsque le parlement de Bordeaux affranchit des esclaves noirs mis en vente à Bordeaux par un armateur normand, au motif que la France « mère des libertés » ne tolère pas la pratique esclavagiste sur son sol,,. Il a aussi servi dans les procès qui ont affranchi les esclaves Pauline Villeneuve, Furcy Madeleine ou la dite « indienne Tola ».

### Premiers contacts

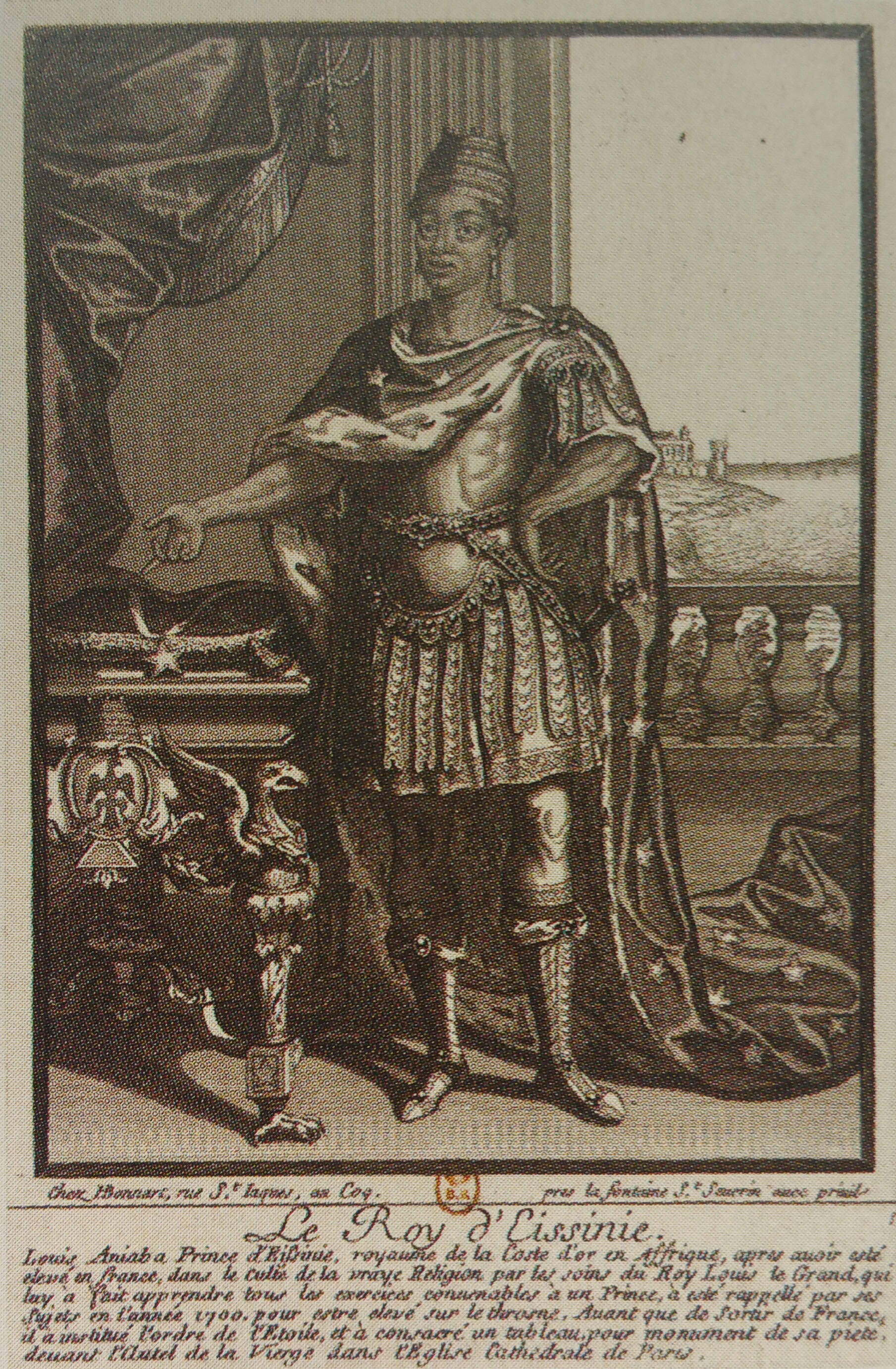
Le roy d'Eissenie, gravure d'Henri Bonnart représentant Louis, Aniaba, prince d'Eissenie, royaume de la côte d'Or.

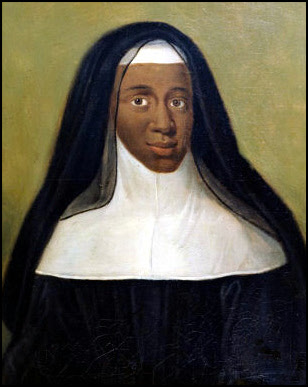
Portrait de sœur Louise Marie Thérèse, 1695.

L'Amérique est découverte par Christophe Colomb en 1492, et dès 1494 le Portugal et l'Espagne se répartissent le Nouveau Monde par le traité de Tordesillas. La France, qui était à l'Époque moderne l'un des plus grands pays européens, très agricole et encore partiellement inexploité, n'a alors aucune vocation coloniale (ni maritime), et l'opinion publique y semble opposée. L'esclavage quant à lui fut toujours condamné par la majorité des intellectuels français, en particulier les humanistes (comme Montaigne) et plus tard les Lumières (comme Voltaire, Diderot ou Condorcet).
On retrouve même un jeune Malgache, Olivier Le Jeune, esclave affranchi, ainsi que le fameux truchement (interprète) Mathieu da Costa, bras droit de l'explorateur français fondateur en 1599 du comptoir de Tadoussac puis gouverneur de l'Acadie Pierre Dugua de Mons, en Nouvelle France, entre 1607 et 1619, parmi les premiers habitants de cette ancienne colonie française des Amériques devenu le Québec.
En France métropolitaine, deux jeunes princes africains, ramenés comme otages de luxe ou gages commerciaux pour protéger des postes coloniaux nouvellement établis et des accords passés entre les administrateurs coloniaux de leur temps et les chefs locaux, devinrent officiers dans l'Armée royale française : Machicor, prince malgache antanosy, cornette dans les Gardes du duc de Mazarin, alors gouverneur d'Alsace en 1675, ; et en 1693, Aniaba, prince d'Assinie (sud de l'actuelle Côte-d'Ivoire), du peuple ehotilé, filleul de Louis XIV lui-même, baptisé dans l'église des Missions Étrangères par Jacques-Bénigne Bossuet, mousquetaire dans un régiment du Hainaut (Picardie),.
Par ailleurs, la dite « Mauresse de Moret », Louise Marie Thérèse, née entre 1658 ou 1664, une religieuse française bénédictine du prieuré Notre-Dame-des-Anges, situé à Moret-sur-Loing, est une figure mystérieuse de l'entourage royal de Louis XIV.

### Colonisation et débuts de la traite des esclaves
Cependant, la nécessité de ne pas se faire doubler par les grandes puissances coloniales qu'étaient déjà le Portugal, l'Espagne, l'Angleterre ou la Hollande pousse les rois Louis XIII et Louis XIV à se lancer à leur tour dans l'entreprise coloniale, avec plus d'un siècle de retard. Pour rattraper leurs rivaux, ils usent des mêmes techniques que ces derniers, en particulier le recours à l'esclavage (qui débute vers 1635 aux Antilles et prend de l'ampleur à partir de 1650), justifié par les penseurs utilitaristes (« Le sucre serait trop cher si l’on ne faisait travailler la plante qui le produit par des esclaves » dit Montesquieu), en dépit des condamnations véhémentes de la plupart des moralistes, laïcs comme religieux.
En 1672, Louis XIV fonde ainsi les Compagnie du Sénégal et Compagnie de Guinée, destinées à approvisionner les colonies françaises d'Amérique (et de la Caraïbe) en esclaves africains, et fait rédiger en 1685 une Ordonnance de mars 1685 sur les esclaves des îles de l'Amérique (qui deviendra plus tard le « Code noir »), dont le but est d'encadrer ce nouveau modèle industriel et social des colonies, et de l'insérer dans le cadre légal du royaume, où l'esclavage est pourtant interdit en métropole depuis 1315.
Cette époque marque donc le début de la traite négrière, qui dura en France de la fin du XVIIe au XVIIIe siècle, consistant à amener des esclaves achetés en Afrique vers les colonies d'Amérique (presque jamais en France métropolitaine, où l'esclavage demeurait strictement interdit).

Étapes de la traite négrière
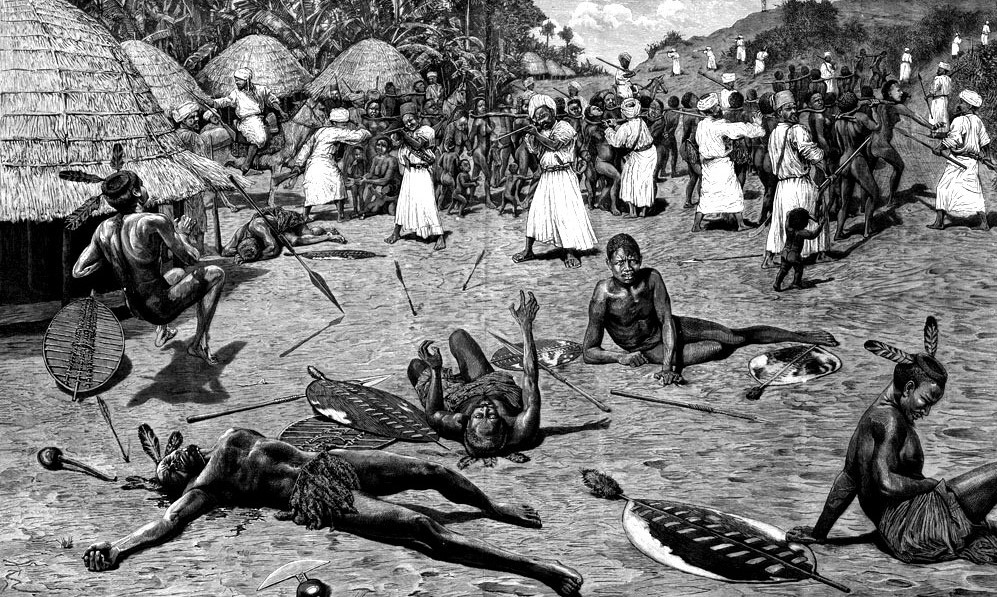
Razzia d'esclaves dans un village africain.
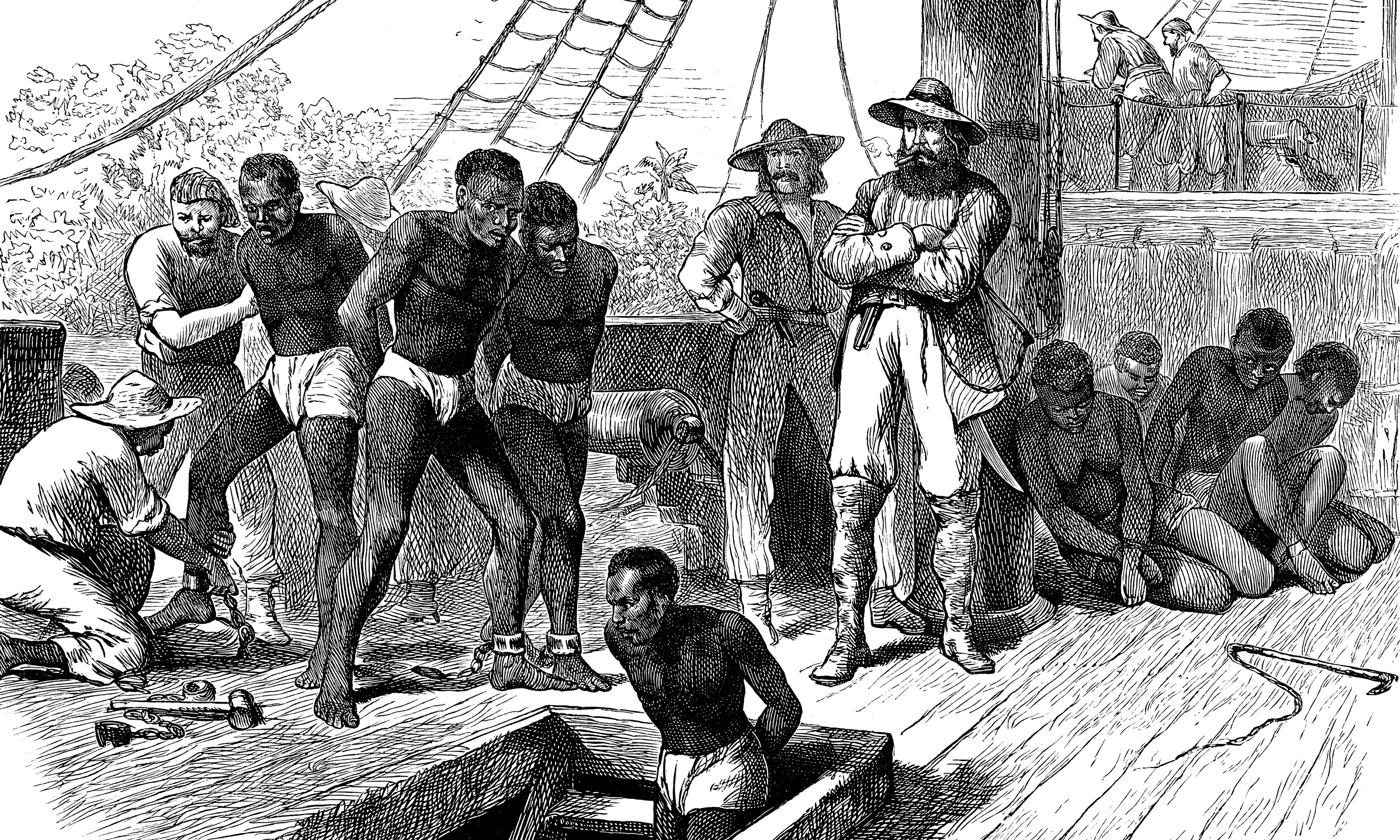
Embarquement des captifs africains à bord des navires négriers européens.
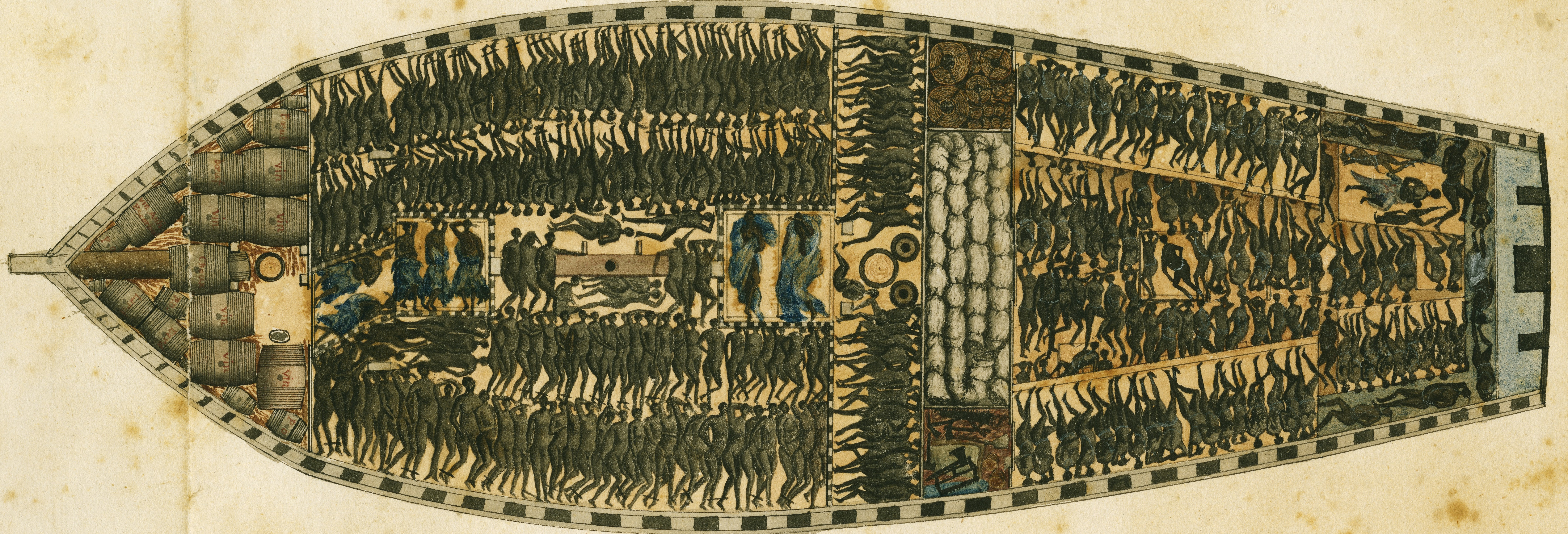
Entassement des captifs dans l'entrepont de La Marie Séraphique, navire négrier nantais.
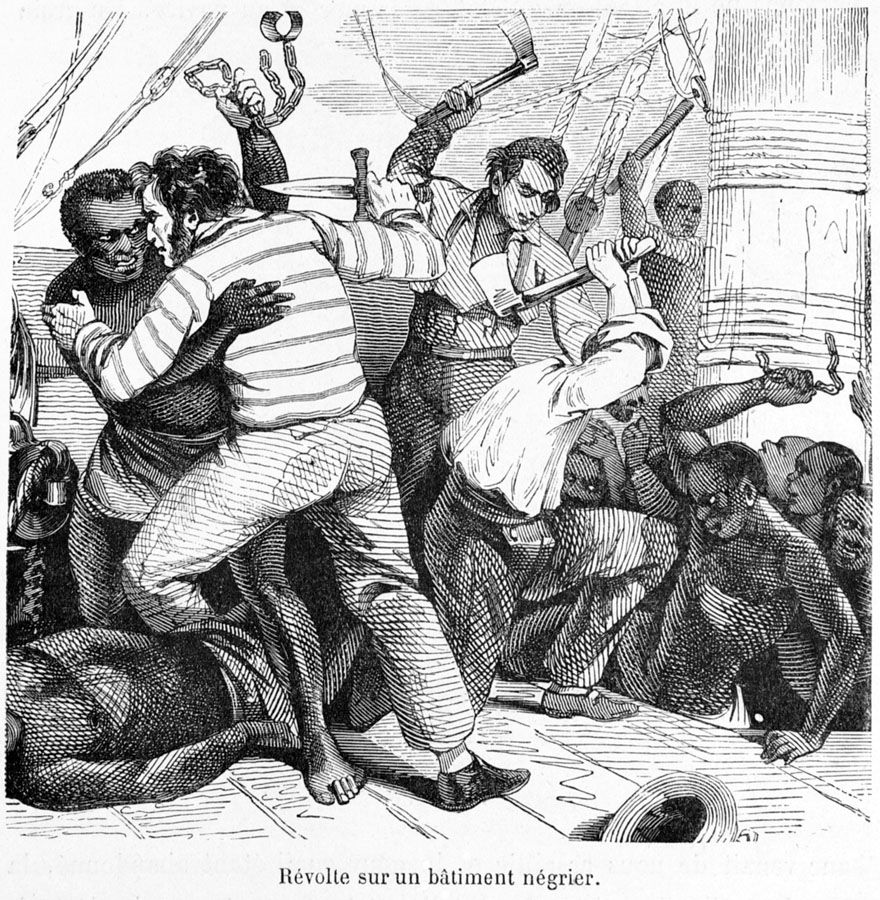
Révolte sur un navire négrier. Il y avait au moins une insurrection tous les huit voyages[29].
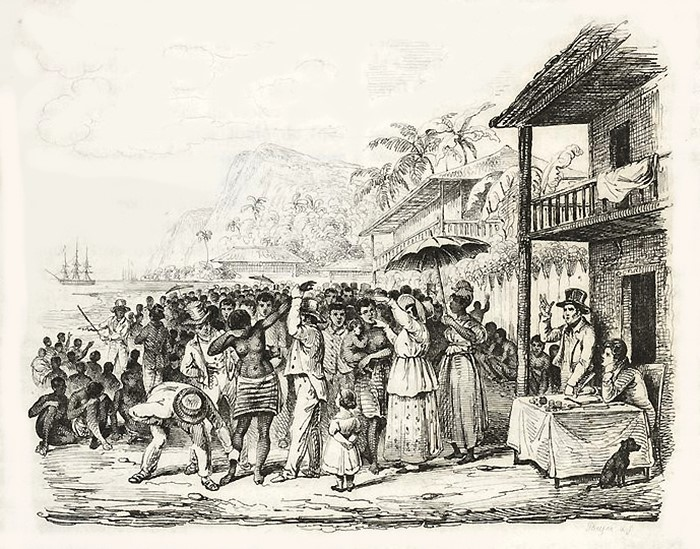
Vente d'esclaves à la Martinique, vers 1826, par Julien Léopold Boilly.

### XVIIIesiècle: déportation massive aux colonies mais circulation restreinte en métropole

#### Société de plantation et mutations sociales

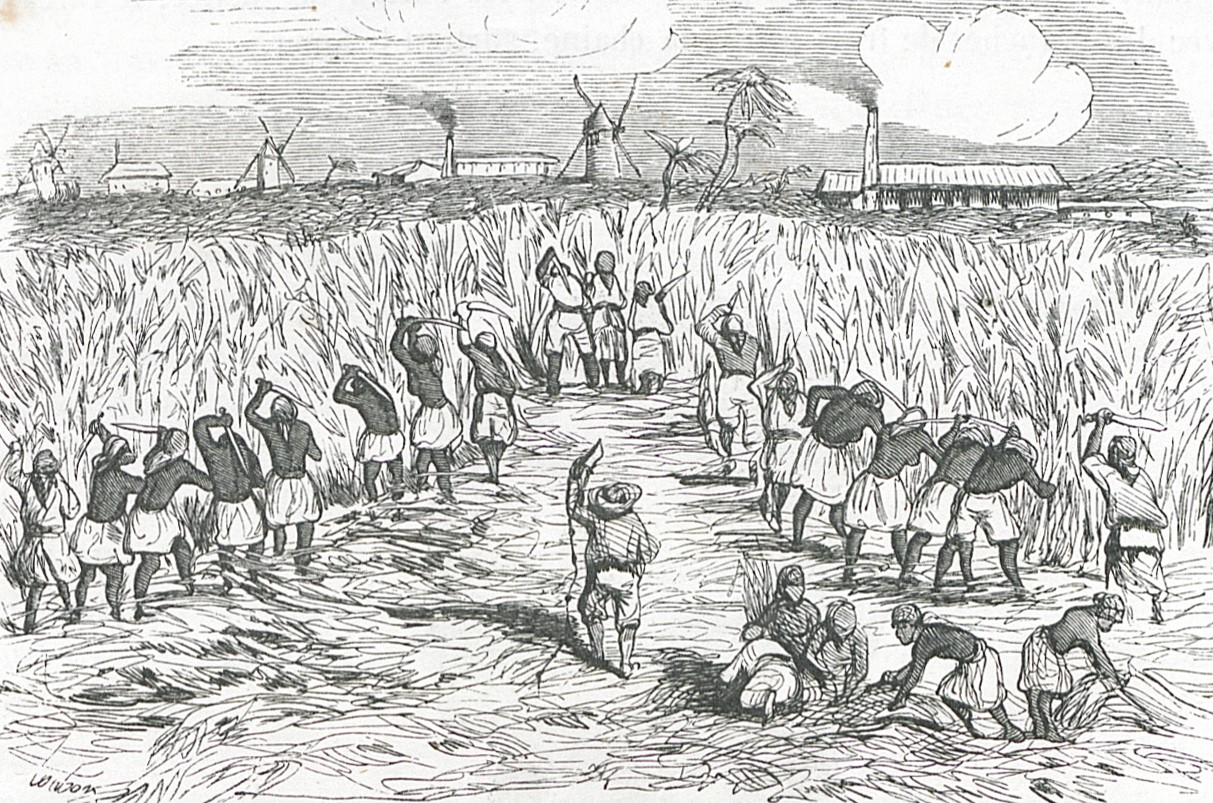
Esclaves coupant la canne à sucre dans une plantation coloniale.

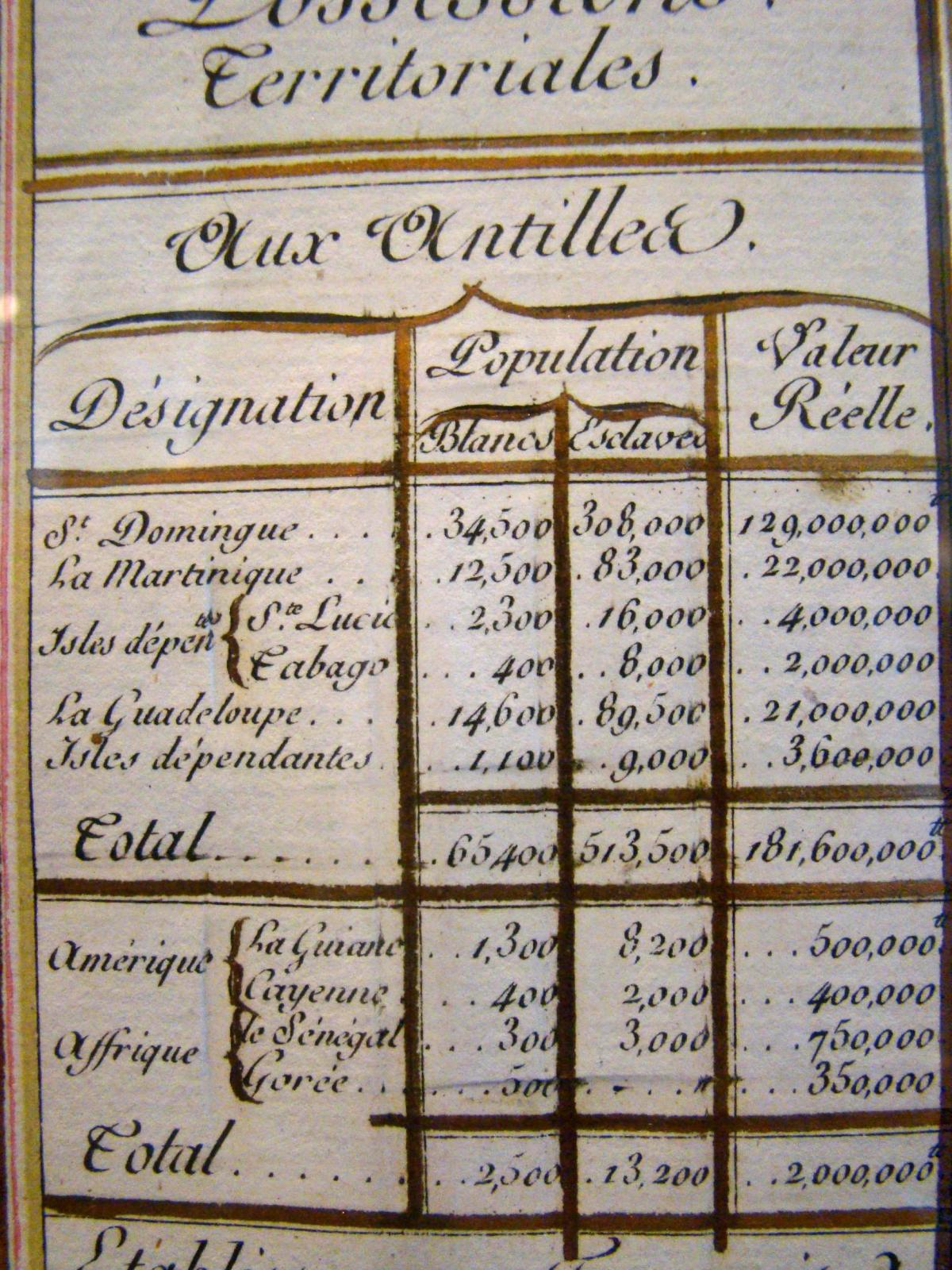
Relevé de la population dans les colonies françaises en 1789.

Alors que Louis XIV privilégiait aux Antilles la culture du tabac, peu demandeuse en main-d’œuvre, Louis XV va y favoriser la culture du sucre, qui oblige à une massification de la traite, spécialement en Martinique et à Saint-Domingue, où subsistaient auparavant nombre de petites plantations de tabac n'employant que quelques esclaves. Ces îles se mettent alors à rattraper leur « retard » économique par rapport aux possessions anglaises et hollandaises par la multiplication des « habitations », nom donné aux plantations dans les colonies françaises. Cette nouvelle culture amène avec elle de nouveaux rapports sociaux, avec de grands planteurs régnant sur de très nombreux esclaves, souvent d'une poigne de fer et au prix d'un taux de mortalité croissant, là où le modèle du XVIIe siècle, plus rural et familial, donnait lieu à des relations beaucoup moins asymétriques.
Par ailleurs, la promiscuité, l'absence de femmes parmi les colons et un certain espoir d'ascension sociale de certaines femmes esclaves fait aussi progresser le métissage, qui pose des problèmes d'ordre légal et commence à être réprimé : en 1680 la Martinique recense 314 métis (soit douze fois plus qu'en 1660), la Guadeloupe 170, et la Barbade 350. Les nouvelles réglementations vont donc inverser la coutume de France : les enfants d'une femme esclave seront esclaves, même si leur père est libre, sauf légitimation des enfants par le mariage des parents, cas rare.

Société coloniale
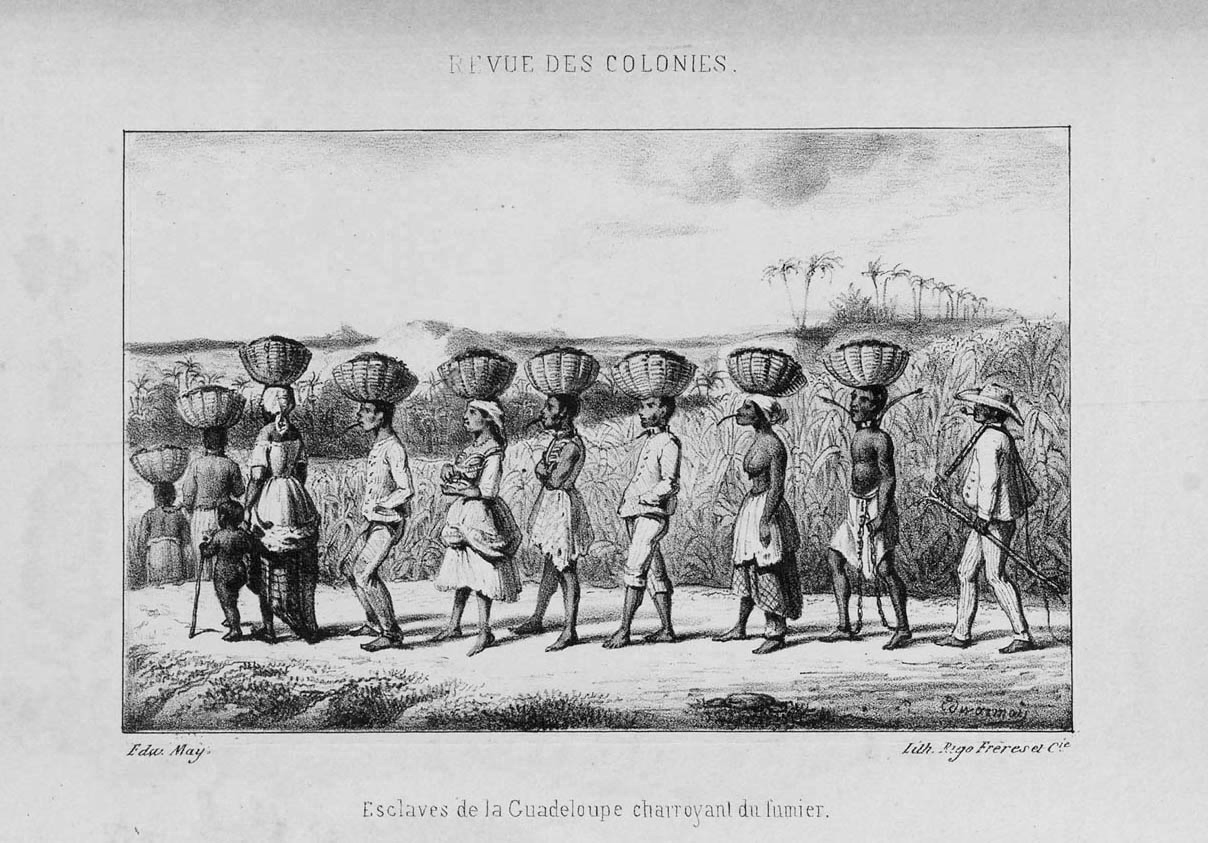
Esclaves de la Guadeloupe transportant du fumier.
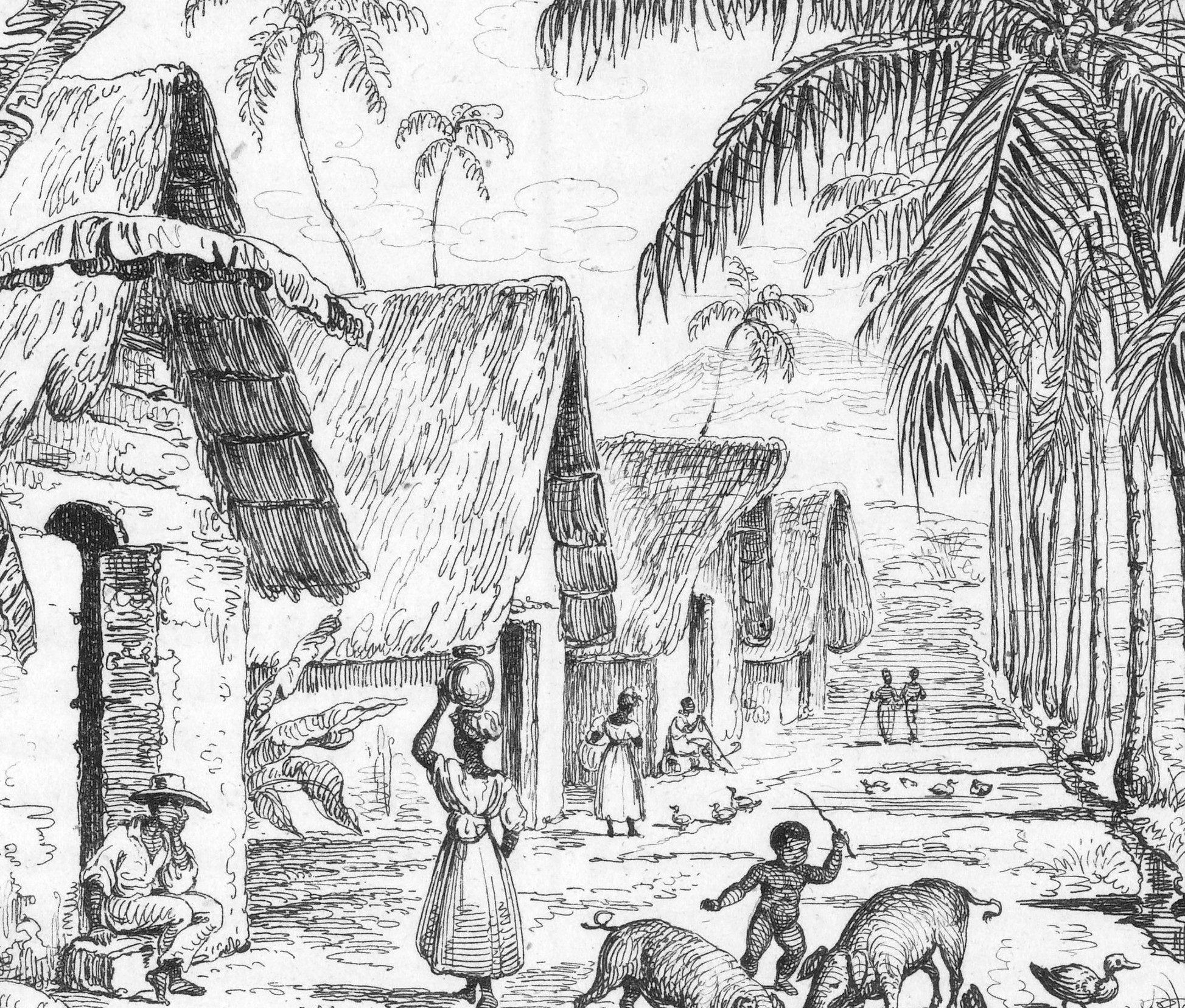
Cases des esclaves dans une habitation de Martinique en 1826, par Jules Boilly.
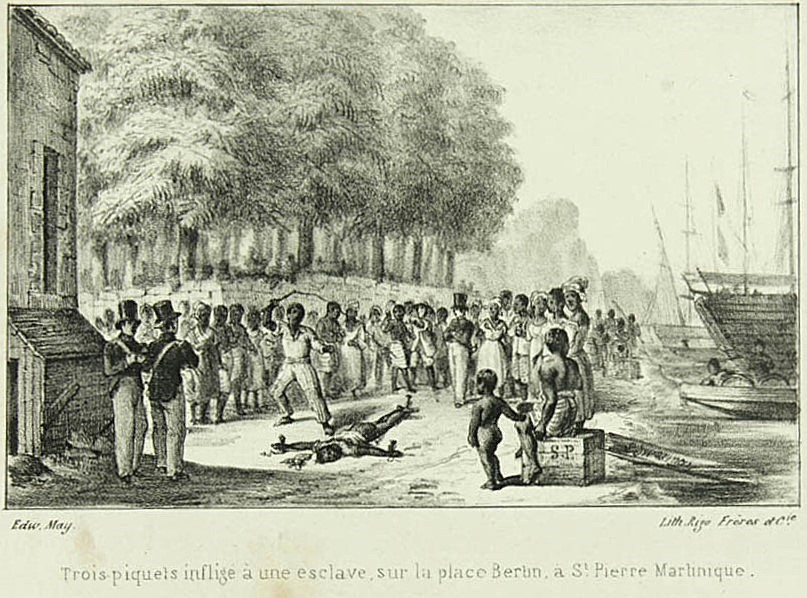
Supplice des trois piquets infligé à une esclave, place Bertin à Saint-Pierre (Martinique), vers 1835.
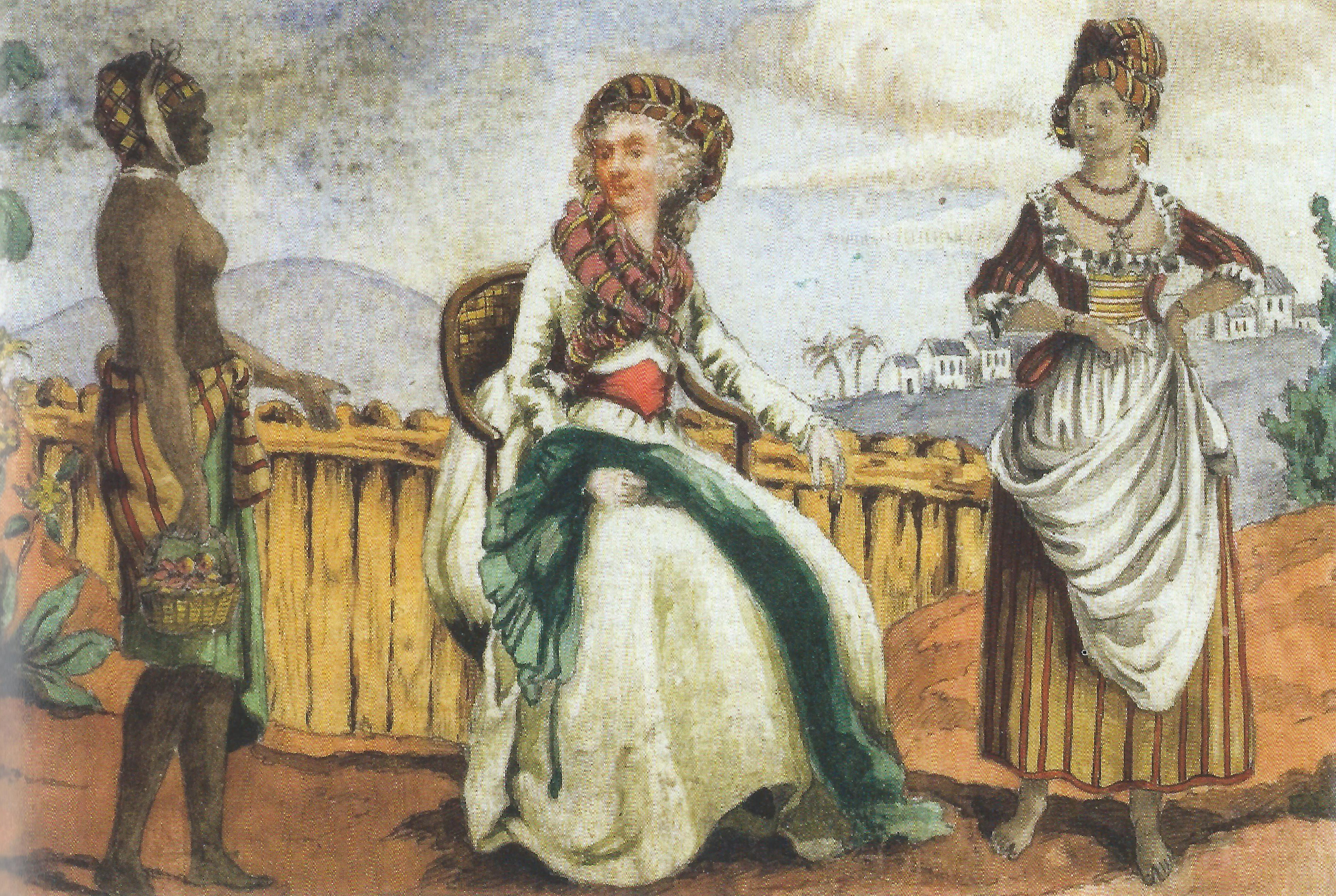
Portrait de Madame Ailhaud, vers 1760. À gauche l'esclave, au centre la propriétaire, et à droite la « mulâtresse ».

#### Présence noire en France métropolitaine

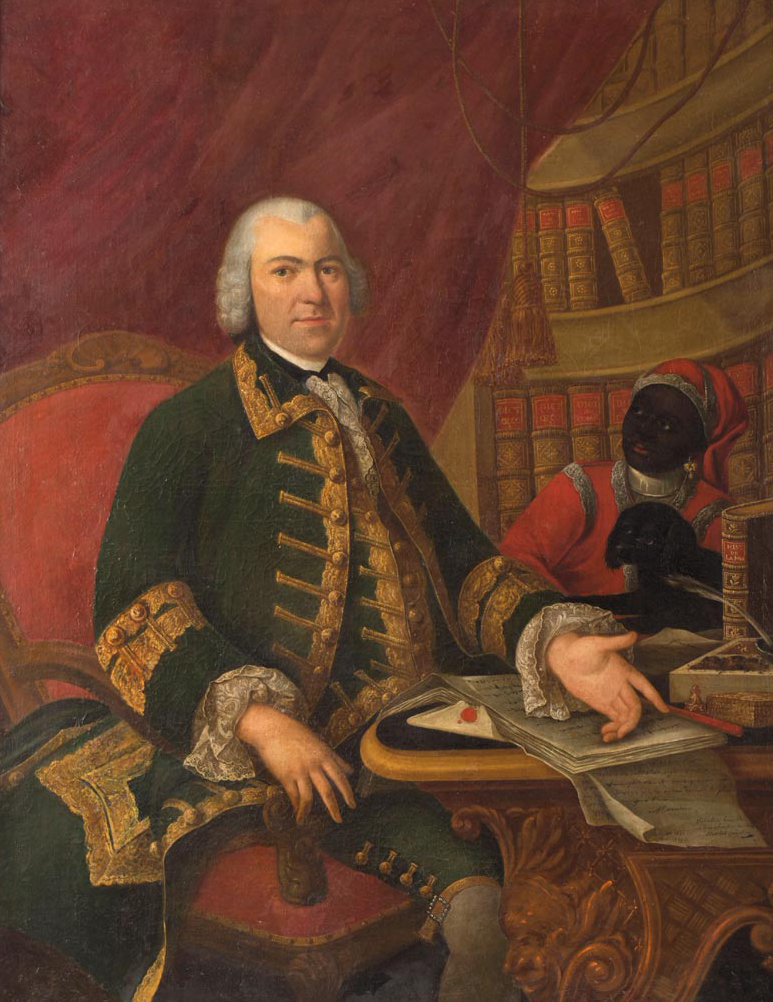
Dominique Deurbroucq, négociant et armateur négrier nantais, accompagné d'un esclave.

La quasi-totalité du million et demi de captifs africains déportés par les armateurs français sont destinés aux colonies. Jamais les navires négriers n'ont débarqué de grandes cargaisons d'esclaves dans les ports de métropole. Toutefois, un certain nombre de Noirs, majoritairement esclaves ou parfois affranchis, sont présents en métropole, particulièrement au XVIIIe siècle. Ceux-ci sont soit ramenés directement d'Afrique ou des colonies pour servir comme domestiques dans les riches familles de négociants, officiers de marine, aristocrates, administrateurs coloniaux ou planteurs absentéistes ; soit ils sont envoyés en métropole par les colons, en vue de se former à certains métiers, avant leur retour forcé aux colonies.
En France, jusqu'à la Révolution, le terme « nègre », devenu ensuite « noir », désigne autant les personnes d'ascendance africaine que celles originaires de l'océan Indien ou même les d'Inde (en particulier des comptoirs français).

#### Premières tentatives de limiter la présence des esclaves en métropole

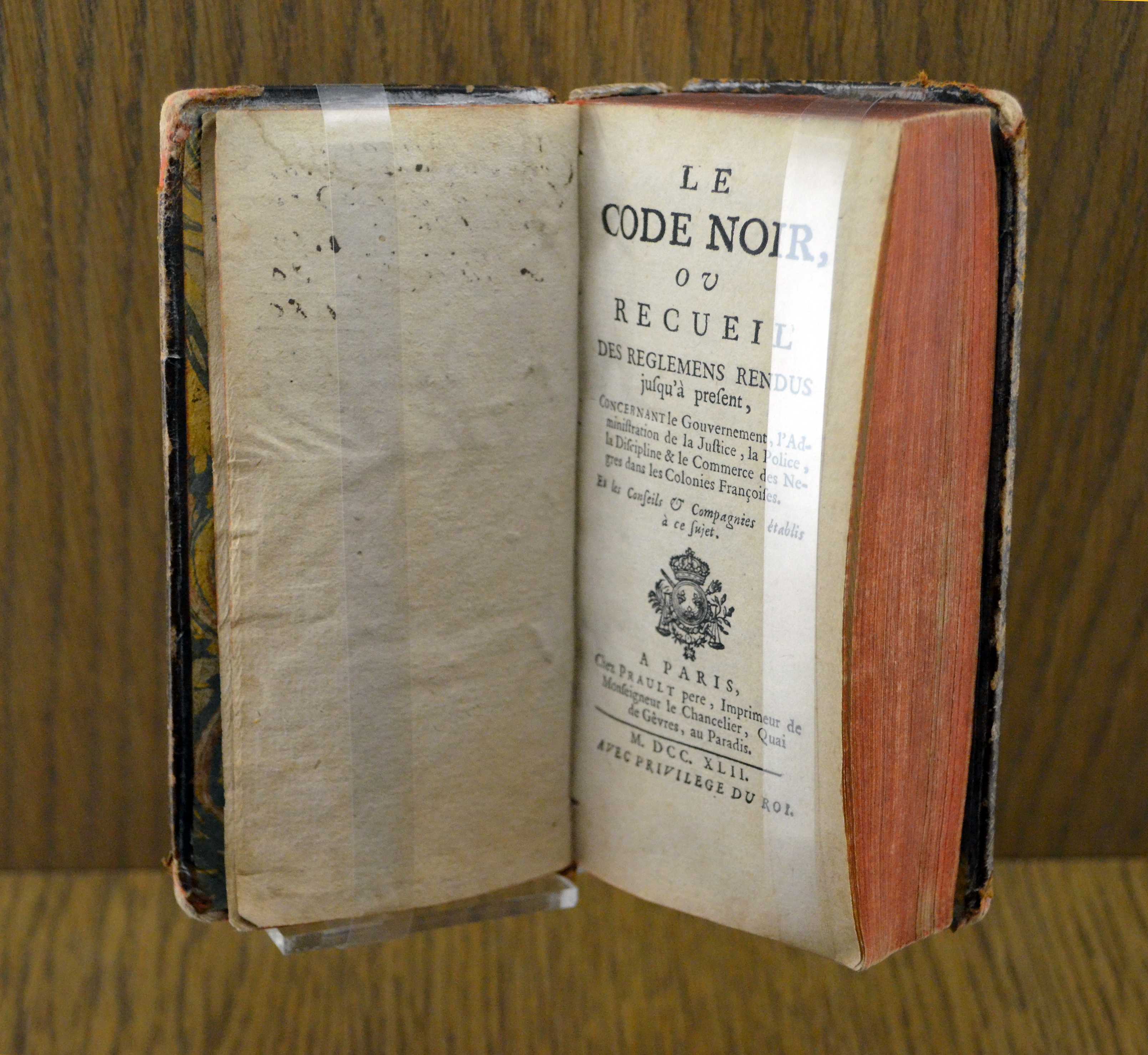
Exemplaire du Code noir édité en 1742, musée d'histoire de Nantes.

Si le Code noir édicté par Louis XIV en 1685 statue sur le sort des esclaves dans les colonies, le royaume cherche à leur limiter l’accès à la métropole dès 1694, en interdisant à tout capitaine de navire d’embarquer un Noir sans autorisation du gouverneur de la colonie. Parfois, les esclaves libérés en métropole sont de nouveau réduits en esclavage à leur retour dans les colonies.
Juridiquement, la présence d’esclaves sur le sol de France (métropolitaine) est interdite depuis l’édit de 1315, pour qui « le sol de la France affranchit l'esclave qui le touche ». L'historien Erick Noël indique qu'au début du XVIIIe siècle, l'esclavage en métropole est « à la fois rejeté par l'Église et dénoncé par la Monarchie » : « en s'appuyant sur l'édit de 1315, les juges royaux ont même élaboré à partir de la fin du XVIe siècle le principe de la vertu affranchissante de la terre des Francs, pilier de la justice française jusqu'au XVIIIe siècle » : tout esclave amené sur le sol français se voit ainsi affranchi.

#### Contournement de l'interdiction de l'esclavage en métropole
L'édit de 1315, confirmé par le Code noir de 1685, gêne les colons et les esclavagistes. Dès 1715, à la mort de Louis XIV, les planteurs font pression sur le Régent Philippe d'Orléans pour que les esclaves qui les accompagnent ne soient pas libérés à leur arrivée en métropole. L'édit de 1716 permet alors de supprimer l'affranchissement automatique.

##### Édit de 1716: statut d'exception

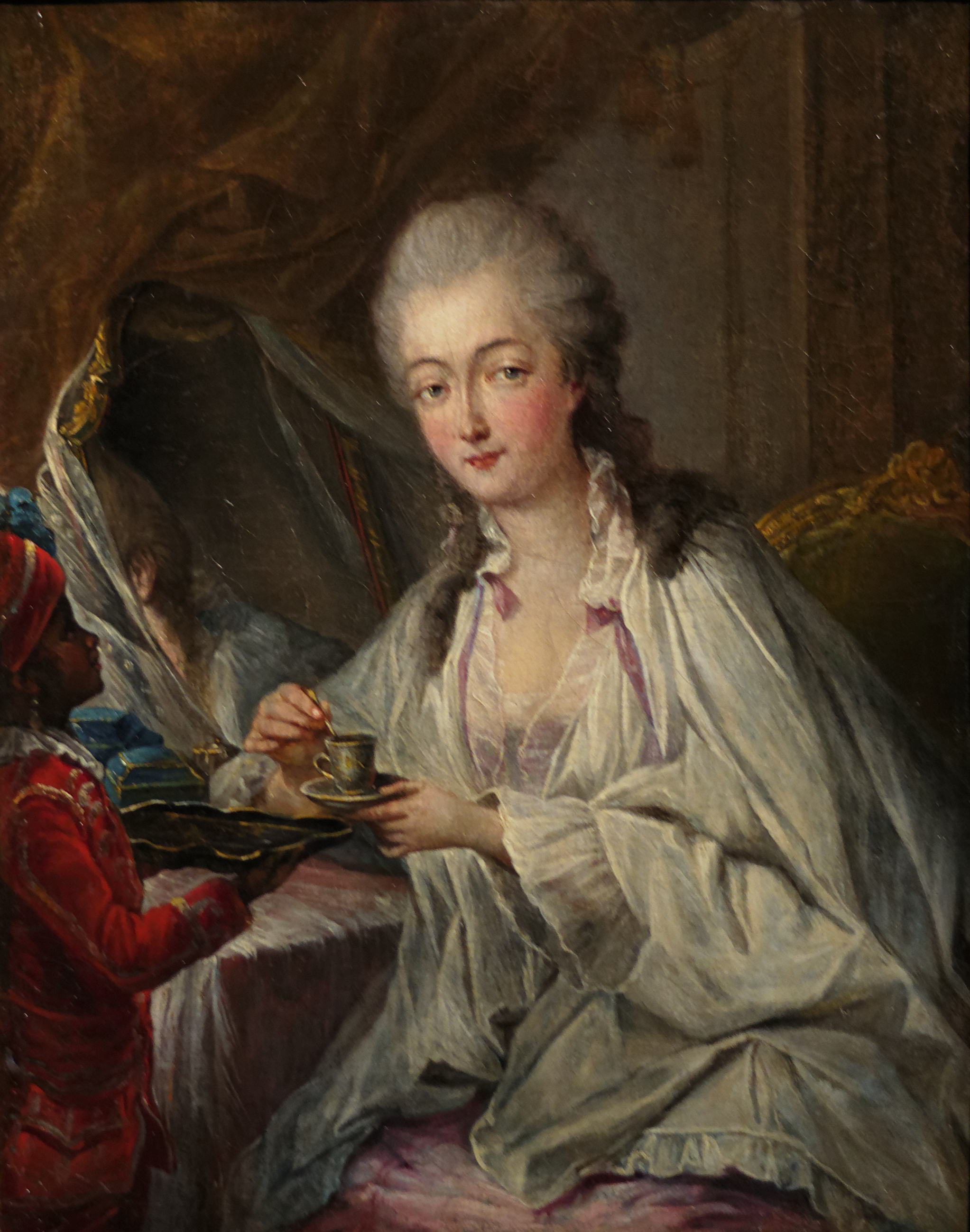
Madame du Barry servie par Zamor, esclave siddi originaire du Bengale (1775). La possession et l'usage des négrillons et des négrittes est aussi très en vogue. Considérés comme utiles et décoratifs, on leur confie des missions de messagers, de services de table ou de pages. À une époque où le luxe de la table et de l'habillement est indispensable pour maintenir le prestige d'une grande famille, tous ces serviteurs noirs sont mieux nourris, vêtus et logés que beaucoup de Français. C'est la raison pour laquelle, même affranchis en remerciement de leur dévouement, certains préfèrent rester travailler auprès de leurs maîtres.

Le 25 octobre 1716, un édit royal indique qu'un maître peut désormais se faire accompagner en métropole de son domestique ou d’un esclave, afin de l'instruire en religion « et pour leur faire apprendre en même temps quelque Art ou Métier ». Le statut d'exception qui y est défini se fonde sur l'idée que ces esclaves « ne sont pas en France des citoyens, leur domicile est dans les colonies », et se trouvent de ce fait dans la même position que des serviteurs d'ambassadeurs, sous le régime d'extraterritorialité.
Les principales dispositions en sont :
- les esclaves ne peuvent être amenés en France par leur propriétaire qu'avec la permission du gouverneur de l'île (art. 2), laquelle doit être enregistrée au départ et à l'arrivée de la traversée (art. 3) ;
- les esclaves enregistrés dans ce cadre ne peuvent pas prétendre à la liberté, ils sont toutefois libérés si les formalités ne sont pas respectées (art. 5) ;
- les esclaves qui se marient en France doivent le faire avec le consentement de leur maître, et sont alors libérés par le fait même (art. 7) ;
- les esclaves ne peuvent faire l'objet ni de vente (art. 9) ni de saisie (art. 13) ;
- les maîtres qui s'établissent en France et cessent d'être colons doivent renvoyer leurs esclaves aux colonies, faute de quoi ces esclaves sont libérés en France (art. 15).

Cet édit est refusé par le Parlement de Paris, mais entériné rapidement par ceux de Bretagne et de Bordeaux, où les intérêts coloniaux sont importants.
L'historien Érick Noël relève que si « les parlements de Paris et du midi ont refusé d'entériner des dispositions qui reconnaissaient tacitement le statut servile », « ceux de l'ouest atlantique où avait germé l'idée de former des hommes pour les renvoyer ultérieurement aux colonies ont avalisé des textes dont l'effet a été de permettre l'entrée de quelque 4 000 individus peut-être avant le milieu du siècle ».
Selon Roger Botte, historien et anthropologue, l'édit de 1716 revient à un rétablissement de l'esclavage sur le sol français : « En autorisant les colons à posséder des esclaves en métropole, cette législation tranchait, au bénéfice des maîtres, entre leur droit de propriété individuelle sur un bien — meuble ou immeuble, on en débat — et le principal du sol libérateur. De fait, ceux qui, mis au courant du privilège de la terre de France, avaient tenté l'aventure, marrons juridiquement libres, étaient recherchés et contraints de retourner aux îles. Désormais, la France n'était plus un asile ».

#### Nouvelles mesures pour limiter la présence noire en métropole

##### Édit de 1738: lutte contre les abus
Profitant du statut d'exception offert par l'édit de 1716, la présence d'esclaves noirs en France métropolitaine devient plus fréquente, ouvrant la voie à des abus : esclaves non déclarés, ou séjours en pratique permanent. Cette présence, faible par rapport à la population blanche, mais qui ne passe pas inaperçue, trouble la quiétude des bourgeois de métropole, à tel point que les autorités s'inquiètent de la croissance de cette immigration noire forcée : « Les esclaves se marient ensemble et forment même des unions mixtes qui répugnent à nos mœurs et dont le fruit ne peut manquer d'être entaché de vices d'une espèce d'hommes qu'on aurait peut-être jamais dû introduire dans ce climat ».
Bien que la présence d'esclave soit en principe conditionnée par le but d'instruire en religion ou en métier, cette clause n'est en pratique pas respectée. Ces abus conduisent le pouvoir royal à encadrer le statut d'exception par des contraintes de plus en plus sévères, sans guère de succès.
Faisant suite à l'affaire Jean Boucaud, du nom d'un esclave non déclaré à son arrivée en métropole par son maître et qui obtient de son affranchissement de fait, un nouvel édit, en date du 15 décembre 1738 :
- impose le versement d’une caution par le maître ;
- impose la déclaration du métier que l'esclave est venu apprendre, ainsi que celle de son enseignant ;
- limite la durée du séjour à un maximum de trois ans ;
- prévoit une amende de 1 000 livres pour les planteurs qui ne rapatrieront pas au bout de trois ans les Noirs les ayant accompagnés, ainsi que la confiscation des esclaves concernés au profit du roi[36] ;
- interdit également le mariage des Noirs et des Blancs en métropole : on assiste ainsi à un premier glissement de la notion de servitude à la notion de couleur[36]. En 1770, l'interdiction du mariage des Noirs avec des Blancs en métropole est réitérée, sans grand effet[36].

Malgré ces dispositions qui conduisent à quelques renvois opérés principalement depuis Bordeaux, les recours en justice et les affranchissements s’accentuent entre 1750 (11 requêtes recensées) et 1760 (71 requêtes).

##### Édit de 1763
L'édit du 30 juin 1763 interdit aux administrateurs des îles de délivrer tout droit de passage aux Noirs et métis, qu’ils soient esclaves ou libres, et enjoint aux intendants de France de rapatrier vers leurs lieux d'origine tous ceux qui résident sur leurs territoires. Il est le premier à mettre en avant la couleur de la peau devant la servitude. Il restera sans portée.

##### La «Déclaration pour la police des Noirs» de 1777

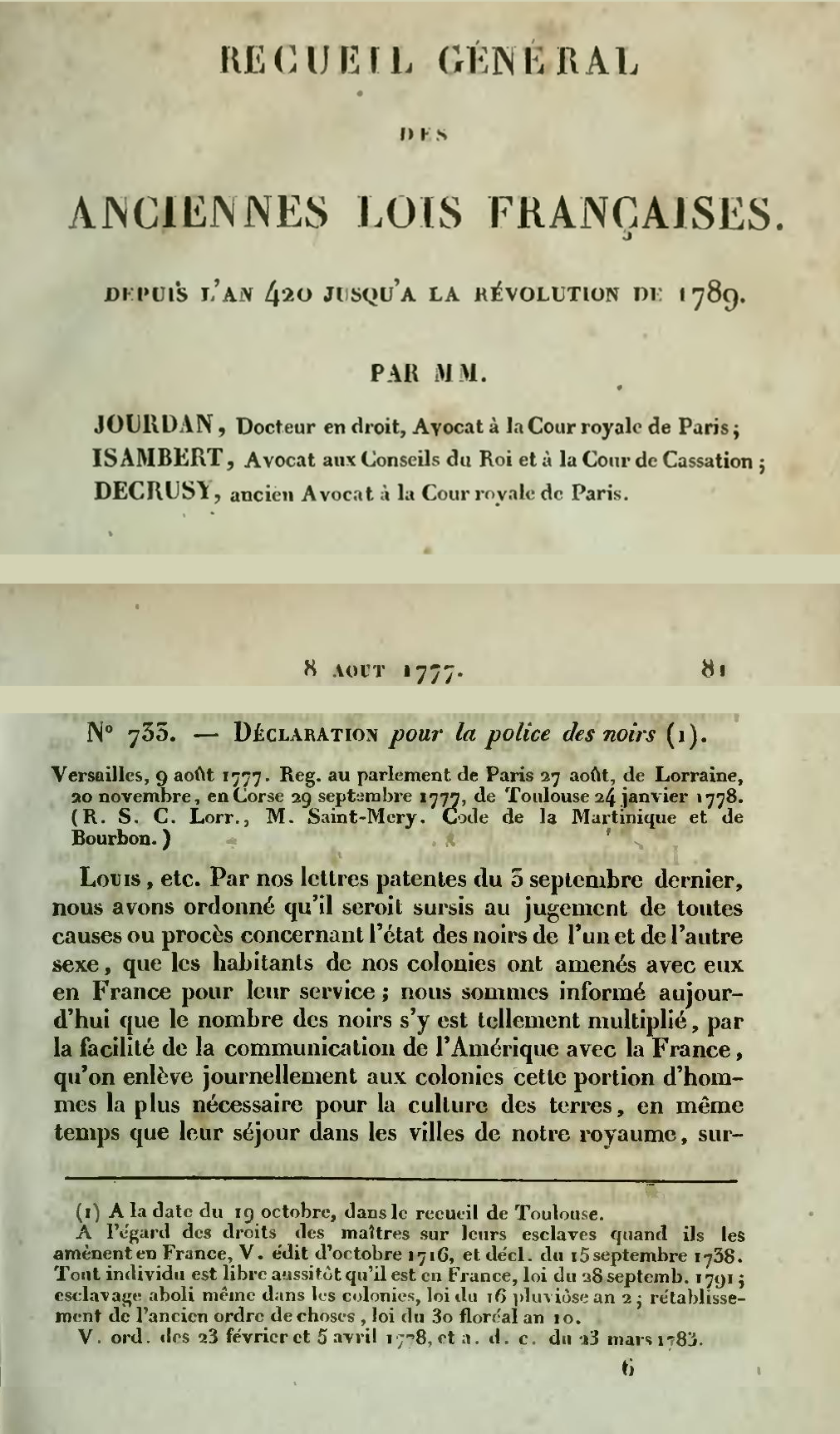
Extraits de la Déclaration pour la police des noirs, registrée en Parlement le 27 août 1777, publiée par François-André Isambert dans Recueil général des anciennes lois françaises, tome 25, p. 81, 1821.

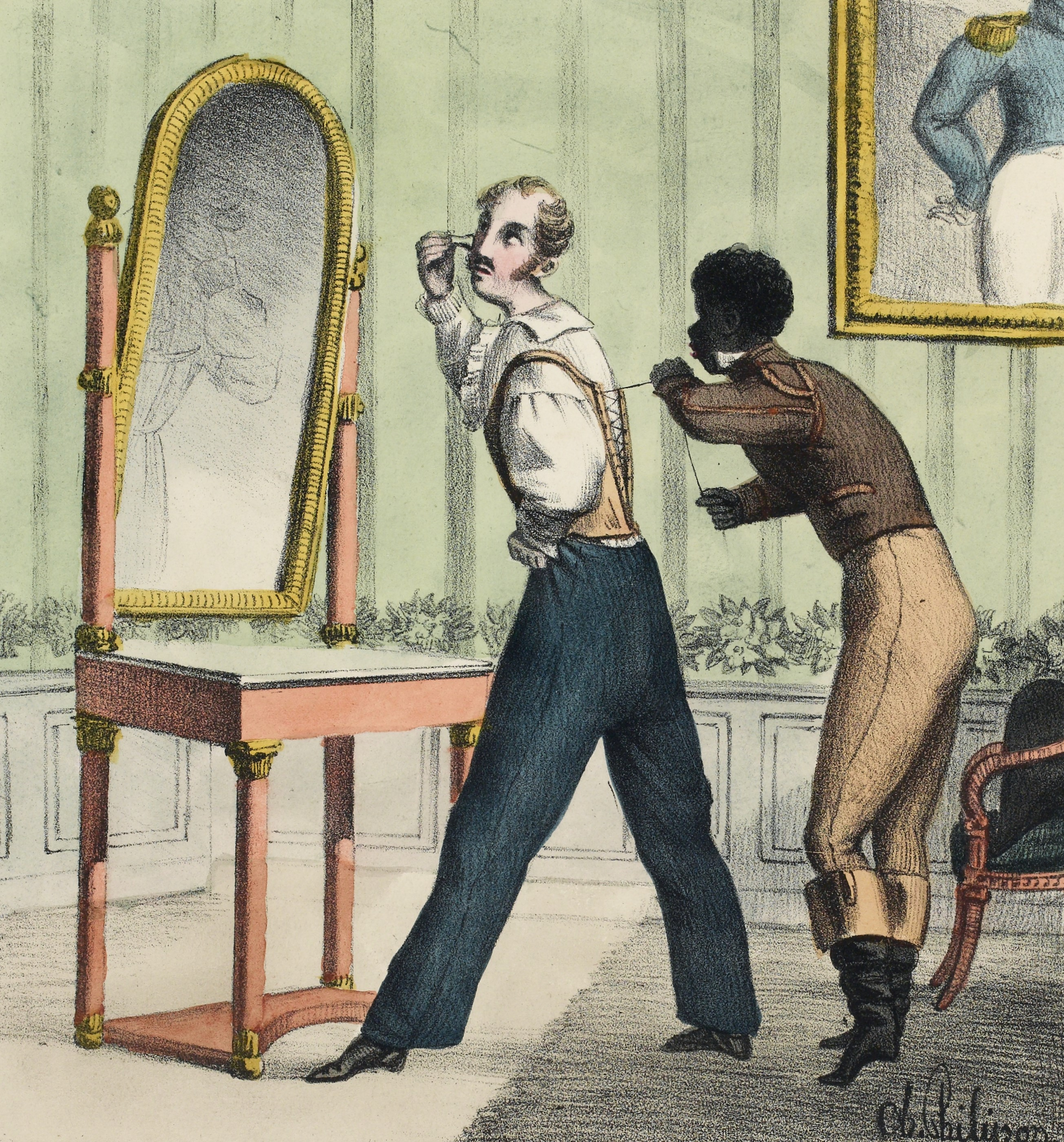
Un valet de chambre noir au début du XIXe siècle.

Estimant que les règlements concernant les Noirs ne sont pas respectés et avec la multiplication des procès au cours des années 1760 et 1770, Louis XVI promulgue, le 27 août 1777, la « Déclaration pour la police des Noirs », qui constitue un règlement de police et interdit à tout « Noir, mulâtre ou autres gens de couleur » de quitter les colonies pour venir en France, sauf l'exception d'un esclave accompagnant son maître, et ordonne un recensement des Noirs qui se trouvent déjà en France,,.
Les maîtres ont toutefois le droit d'emmener en France avec eux un esclave ou un domestique pour le service pendant la traversée.
Le préambule de la déclaration explique la nécessité de cette nouvelle législation par le fait que le « séjour [des Noirs] dans les villes de notre royaume, surtout dans la capitale, y cause les plus grands désordres ; et, lorsqu’ils retournent aux colonies, ils y portent l’esprit d’indépendance, et y deviennent plus nuisibles qu’utiles. »
La Déclaration est suivie d'un arrêt du Conseil d'État du roi du 5 avril 1778 interdisant les mariages entre « Noirs, mulâtres et autres gens de couleur » et Blancs de métropole, et faisant défense à « tous notaires de passer aucun contrat de mariage entr'eux, à peine d'amende », tant que leur état (libre ou esclave) n'a pas été déterminé,.

###### Principales dispositions
Les principales dispositions de cette nouvelle déclaration sont les suivantes :
- les coloniaux voulant venir en métropole avec leurs esclaves noirs ou mulâtres sont tenus de se limiter à un seul et de le laisser en dépôt au port d'arrivée (article 4). Ils seront embarqués sur le premier bateau retournant à la colonie d'origine. Le but est d'empêcher l'entrée sur le territoire de nouveaux Noirs, sans priver les colons de leurs esclaves pendant la traversée. Pour obtenir ce droit, le colon devra verser 1 000 livres de caution ;
- la déclaration n'étant pas rétroactive, elle ne s'applique qu'aux Noirs qui seraient entrés en France après la date de publication de la déclaration, donc en violation de l'article 4, pas à ceux qui y étaient avant (article 3) ;
- les personnes ayant à leur service des Noirs devront les déclarer à l'administration (article 9) ;
- les Noirs libres déjà présents avant la loi devront eux aussi se déclarer à l'administration (article 10).

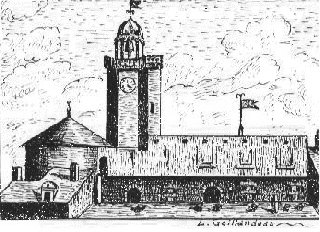
La prison du Bouffay, où était situé le « dépôt des Noirs » de Nantes, gravure du XVIII.

La liste des ports où se trouveront de tels dépôts, établie en décembre 1777 conformément à l'article 4 de la déclaration, comprend Bordeaux, Brest, Dunkerque, La Rochelle, Le Havre, Marseille, Nantes et Saint-Malo,,. Doivent y être laissés les « noirs, mulâtres, [etc.] » qui y accosteraient jusqu’à ce que l’on puisse les déporter vers leur colonie d’origine, ainsi que ceux venus de ports voisins. Leur établissement prend plusieurs mois. Selon Sue Peabody, « seuls Le Havre et Nantes, et peut-être Bordeaux, opérèrent régulièrement jusqu’à la Révolution ».
Selon l'historien Olivier Caudron, la Déclaration de 1777 n'est cependant « pas beaucoup mieux appliquée et respectée que les décisions royales antérieures relatives aux Noirs sur le sol français » : rapidement, les entrées de Noirs sur le sol métropolitain reprennent. Les colons font pression pour endiguer leur renvoi.

###### Formulation fondée sur la race
Le choix de désigner les individus par leur couleur de peau plutôt que par leur statut d'esclave distingue cette déclaration des édits de 1716 et 1738 et permet, contrairement à ces derniers, son enregistrement par le Parlement de Paris, conformément à l'argumentaire d'Antoine de Sartine, ministre de la Marine,. Selon Sue Peabody, le Parlement de Paris est alors « de plus en plus sous l’influence du rapport soi-disant « naturel » entre les Africains et l’esclavage ».
Selon l'historien Olivier Caudron, l'objectif du recensement est de faire repartir les Noirs aux colonies, où ils doivent servir de main-d’œuvre. Olivier Caudron présente la Déclaration comme un « monument d’hypocrisie politicoadministrative », qui « [n'a] pas permis au pouvoir royal d’apporter la solution qu’il recherchait à la « question noire » qui était insoluble posée en ces termes, et en particulier n’avait pas mis fin aux demandes de liberté ».
Sue Peabody précise : « Bien que la législation de 1777, en évitant les termes « esclave » et « libre », n’ait permis aucune distinction d’état, elle ne paraît pas avoir été invoquée pour interdire le débarquement de personnes de couleur libres. Et, de fait, il semble que les officiers locaux aient détourné leurs regards dans certains cas, comme lorsque le diplomate américain, Thomas Jefferson, amena James (en) et Sally Hemings, ses esclaves, pour résider avec lui à Paris ».
Selon Érick Noël, avec la Déclaration pour la police des Noirs, « le développement d'un esclavage en France métropolitaine s'est trouvé juridiquement résolu par le renvoi du problème aux colonies, et le commerce de ces hommes lui-même n'a pu y donner lieu à un marché comme il en existait aux Îles, si ce n'est sous une forme clandestine. »
L'historienne Sue Peabody estime que souligne que « la loi de 1777 constitue le point d'orgue d'une politique d'exclusion raciale qui est allée en s'intensifiant. » et « un complet retournement » : « Un siècle plus tôt en effet, le droit coutumier dit du « sol libre » était encore solidement ancré dans le royaume. Ce droit stipulait que tout esclave qui mettait le pied sur le sol de France devenait libre ». Avec cette déclaration, la couleur de peau est désormais le critère fondamental, devant l'état de servitude. Selon l'historien Olivier Caudron, les « Noirs » (esclaves) constituent des « éléments jugés perturbateurs dans le royaume et responsables d’un métissage qui, même s’il demeura limité en étendue, n’en inquiéta pas moins le pouvoir central qui y voyait une “altération” de la “race blanche”. »

#### Recensement et exemple de résidents noirs en métropole

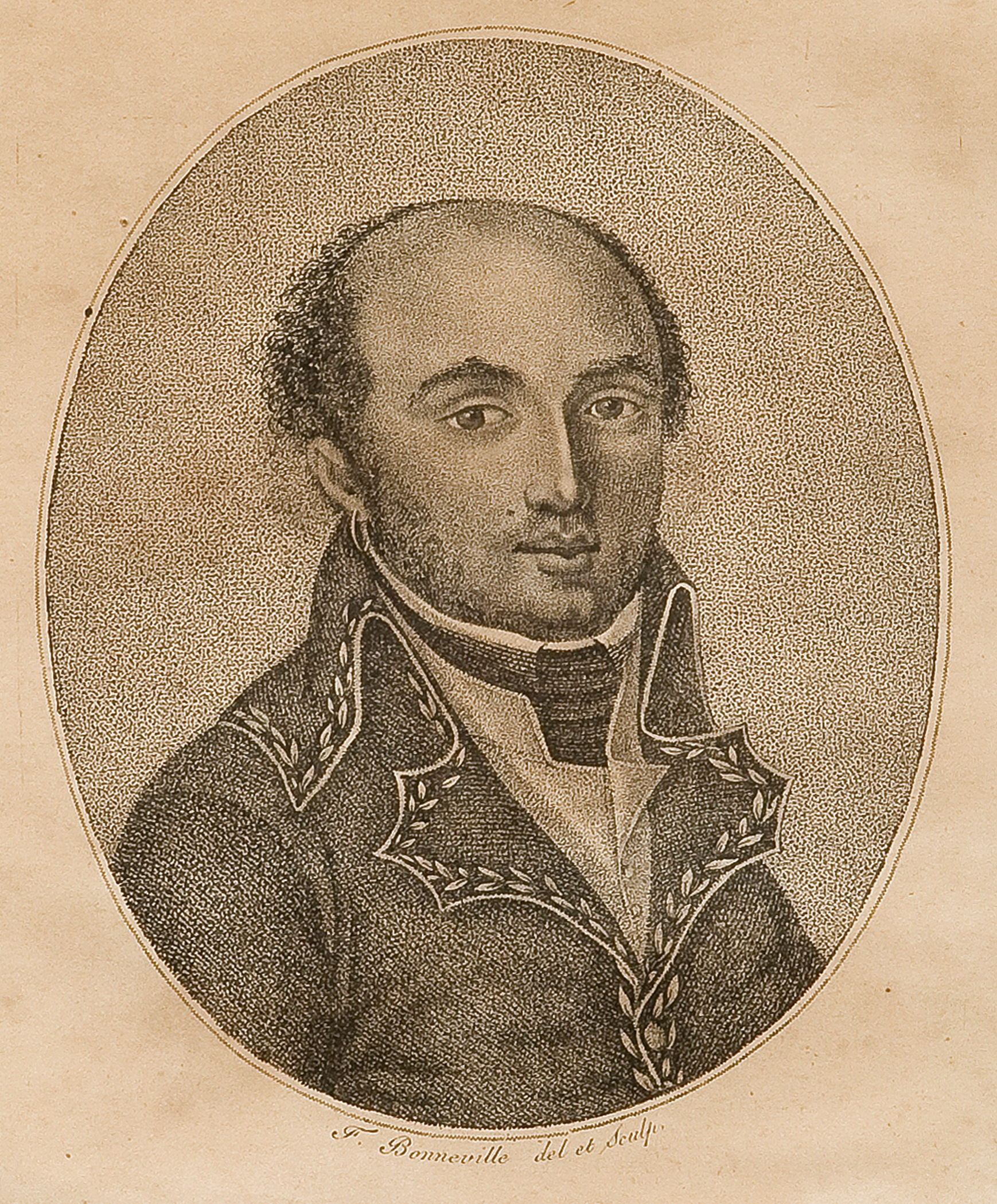
Le général Dumas, métis libre en France métropolitaine.

Le recensement des « Noirs, mulâtres ou autres gens de couleur » libres alors ordonné aux intendants permet à l'historien Erick Noël d'estimer leur présence à 5 000 environ sur l’ensemble du territoire, soit 1 ou 2 pour 10 000. Leur concentration relative les rend visibles dans certaines des plus grandes villes du royaume : les trois-quarts vivent à Paris ; ils sont autour de 700 à Nantes, 430 à Bordeaux, 66 à La Rochelle et 41 à Marseille. Les administrateurs coloniaux font remarquer « qu'en France les habitants n'hésitent pas à se lier aux Nègres et n'ont pas pour eux le mépris qu'on a aux colonies ».

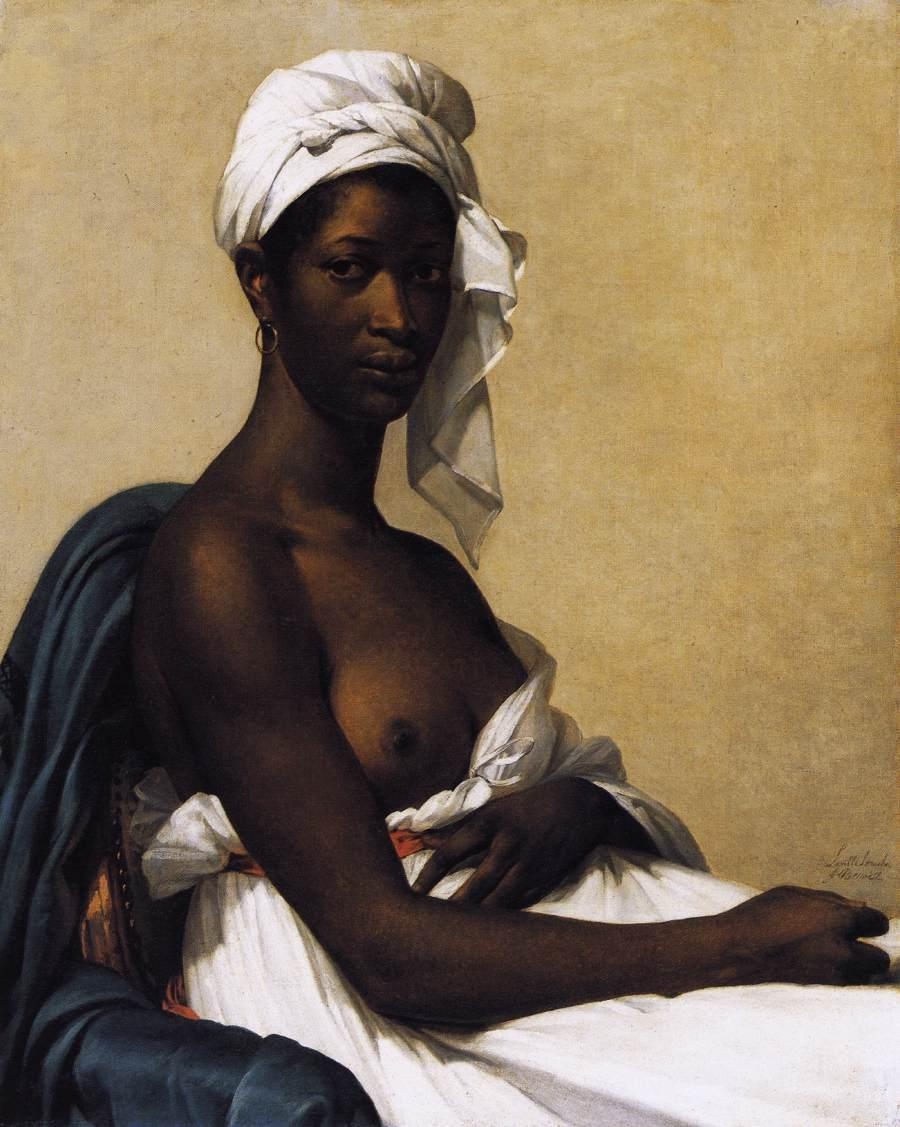
Portrait de Madeleine, servante noire longtemps restée anonyme jusqu'en 2019, par Marie-Guillemine Benoist, 1800, musée du Louvre.

À cette époque, trois jeunes enfants noirs esclavisés sont rapportés en France par le chevalier Stanislas de Boufflers, gouverneur du Sénégal, en 1785 et « offerts » à de grandes familles nobles. Tous affranchis, leurs sorts sont similaires à ceux d'autres enfants noirs recueillis dans ces milieux peut-être moins connus dans l'Histoire car installés dans des familles moins illustres. Il y a d'abord des valets de luxe maures prisés par les aristocrates de salons comme Zamor, le célèbre page de Madame du Barry, maîtresse officielle de Louis XV de 1768 à 1774, puis Ourika qu'il donne à la princesse de Beauvau qui l'élève comme sa propre fille avec son mari, inspiration du roman romantique éponyme de Claire de Duras mettant en scène la première grande héroïne noire de la littérature occidentale en 1823. Le troisième et dernier enfant ramené par Boufflers devient le fils adoptif du couple royal, affranchi par la reine Marie-Antoinette, Jean Amilcar, qui a vécu les événements de la Révolution aux premières loges. 
De plus, plusieurs personnes de couleur ayant bénéficié de l'éducation des Lumières deviennent des personnages illustres et bien insérés : ainsi le chevalier Joseph Bologne de Saint-George, illustre génie polymathe (philosophe, militaire, écrivain, musicien et maître d'armes du Roi), ou le général Thomas Alexandre Dumas, père du célèbre écrivain des Trois Mousquetaires, premier général afro-descendant de France.
Sont aussi à relever :
- en 1655-1675 : Machicor, jeune prince malgache (baptisé chrétiennement Jérôme mais nommé comme son père Dian Machicor), devenu officier et cornette dans les Gardes du duc de Mazarin, alors gouverneur d'Alsace[55]. Comme nous l'apprennent les récits d'Étienne de Flacourt[56],[24], il avait été enlevé avec d'autres descendants du chef local à Fort-Dauphin comme caution puis embarqué le 12 février 1655 sur le navire L’Ours, arrivé à Saint-Nazaire le 27 avril 1655 avec ce dernier et d'autres « otages de luxe », dont son cousin Palola. C'est les mémoires de voyage d'un certain H. de L'Hermine qui nous permettent de retrouver sa trace à Altkirch, l'année en question, lors d'une fête votive locale se tenant le 25 juillet, « fort content de sa condition [...] le jeune homme, auquel on avait donné en Alsace, le surnom de Fils de Roi (Königssohn), était fort bienvenu partout c'est-à-dire admis dans la meilleure société »[23],[24] ;
- en 1692-1701 : offerts comme valets ou otages de luxe et gages commerciaux à Jean-Baptiste du Casse par le roi Zéna ou Akassiny, Aniaba, jeune prince d'Assinie (sud de l'actuelle Côte-d'Ivoire) et son cousin Banga, débarquent du vaisseau commercial le Saint-Louis à La Rochelle, port d'attache de la Compagnie de Guinée[57], en mai 1688[58],[59]. Présomption sur son ascendance confirmée alors par les mots de Du Casse lui-même[60],[61]. Il fut par la suite, le 1er août 1691, baptisé par Bossuet dans l'église des Missions Étrangères[25], parrainé par Louis XIV dont il reçoit le prénom (prénom complet Louis-Jean)[62], il profite des meilleurs précepteurs, devient mousquetaire dans un régiment de cavalerie dans le Hainaut avec une rente annuelle de douze mille livres, « le premier officier noir de l'armée française »[63]. Un ordre religieux, l'ordre de l'Étoile-Notre-Dame, est même créé en 1701 à son intention pour protéger ses terres et sa mission avant son retour en Assinie, qu'il confie à la Sainte Vierge[64]. À cette occasion, il fait don à Notre-Dame de Paris d'un tableau exécuté par le peintre du roi, Augustin-Oudart Justinat, où il est représenté en présence du roi de France et de Bossuet, et remet au peintre un diplôme qui sera recueilli par le baron de Joursanvault[65]. Le tableau disparut par la suite[66] ;

- en 1718-1723 : Abraham Hannibal, arraché de sa terre natale au nord de l'actuel Cameroun par des esclavagistes musulmans dans le bassin du Logone puis acheté par le tsar de Russie, le jeune fils adoptif de Pierre Ier, est un prince africain envoyé en France pour s'instruire. Il passe entre les mains des meilleurs précepteurs entre Paris et Metz puis obtient son brevet d'ingénieur de l'Académie royale d'artillerie de La Fère (dans le même régiment où Napoléon Bonaparte aura sa première affectation soixante-deux ans plus tard) en 1723. En 1718, durant la guerre de la Quadruple-Alliance, il s'engage à combattre à sa propre demande dans les armées de Louis XV contre celles de l'oncle de celui-ci, Philippe V d'Espagne. Il s'illustre vaillamment, notamment lors d'une opération de sapeurs[67] au siège de Fontarrabie, ce qui lui vaudra de recevoir finalement le grade de capitaine dans l'Armée française. Il est le premier major-général afro-descendant d'une armée européenne : nommé en 1755 « général-lieutenant » puis général en chef d'armée en 1759, ce qui le place au troisième rang de la hiérarchie militaire et civile russe de l'époque.

#### Émancipation

##### Mouvement abolitionniste
En 1785, plusieurs livres paraissent pour défendre des gens de couleur. Ils sont écrits par Raymond, (sans doute Julien Raimond), un homme noir élevé en France, mais né à Saint-Domingue. Le livre Réflexion sur le sort des Noirs dans nos colonies est daté de 1789.
À la veille de la Révolution, le 19 février 1788, plusieurs intellectuels qui seront appelés à jouer de grands rôles créent la Société des amis des Noirs, sur le modèle de la Society for Effecting the Abolition of the Slave Trade (Société pour l'abolition du commerce des esclaves) anglaise créée un an plus tôt. Elle comptera rapidement des personnalités telles que Mirabeau, Condorcet, La Fayette, l'abbé Henri Grégoire, l'abbé Sieyès, ou encore le duc de La Rochefoucauld.
La condition des Noirs aux colonies est multiple : Toussaint Bréda fait par exemple partie des esclaves noirs affranchis qui bénéficient, sous l’Ancien Régime, d’une ascension sociale. Sa situation à l’aube de la Révolution française est donc plutôt confortable pour un Noir des colonies. Or la Révolution française menace l’ordre socio-économique dont il est, relativement, l'un des bénéficiaires.

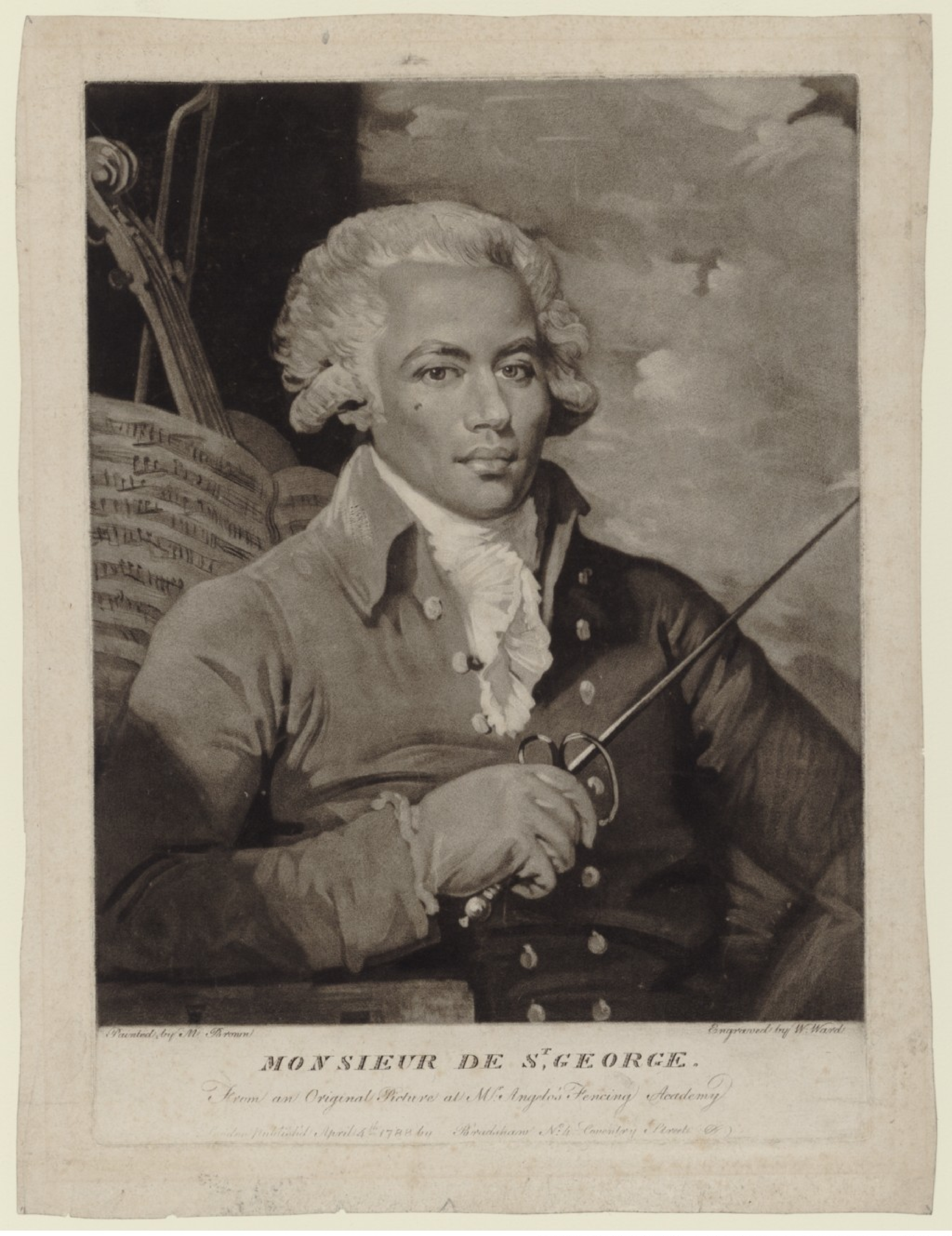
Monsieur de Saint-George par Ward & Brown, 1788.

Joseph Bologne de Saint-George, plus connu sous le nom de « chevalier de Saint-George » ou, plus simplement, « Saint-George », né en Guadeloupe le 25 décembre 1745 et mort à Paris le 10 juin 1799, fréquente les milieux abolitionnistes du XVIIIe siècle et, par sa position sociale, est une figure de l'émancipation des esclaves des empires coloniaux européens. Militaire, il devient, à la Révolution française, un citoyen actif ayant fait le choix politique des valeurs françaises, et s’engage pour la défense du territoire de la République. Désireux de « continuer et de s'immortaliser par sa valeur et son enthousiasme pour la liberté », il se met à la tête de la Légion franche des Américains.
Thomas Alexandre Davy de La Pailleterie, dit le général Dumas, est un général de la Révolution française, né le 25 mars 1762 à Jérémie (Saint-Domingue, aujourd'hui Haïti) et mort le 26 février 1806 à Villers-Cotterêts (Aisne). Mulâtre de Saint-Domingue, il est le premier général de l'armée française à avoir des ancêtres afro-antillais. Il fit la campagne de Belgique, la guerre de Vendée (1793-1796), la guerre des Alpes, la campagne d'Italie (1796-1797) et la campagne d'Égypte (1798-1801).

##### Révoltes d'esclaves et premières abolitions pendant la Révolution
Après la Révolution, le 5 décembre 1789, les « nègres, mulâtres libres, et gens de couleurs » qui sont à Paris se sont réunis pour demander, en vain, à jouir des mêmes droits que les propriétaires blancs, et que tous les mulâtres soient déclarés libres.

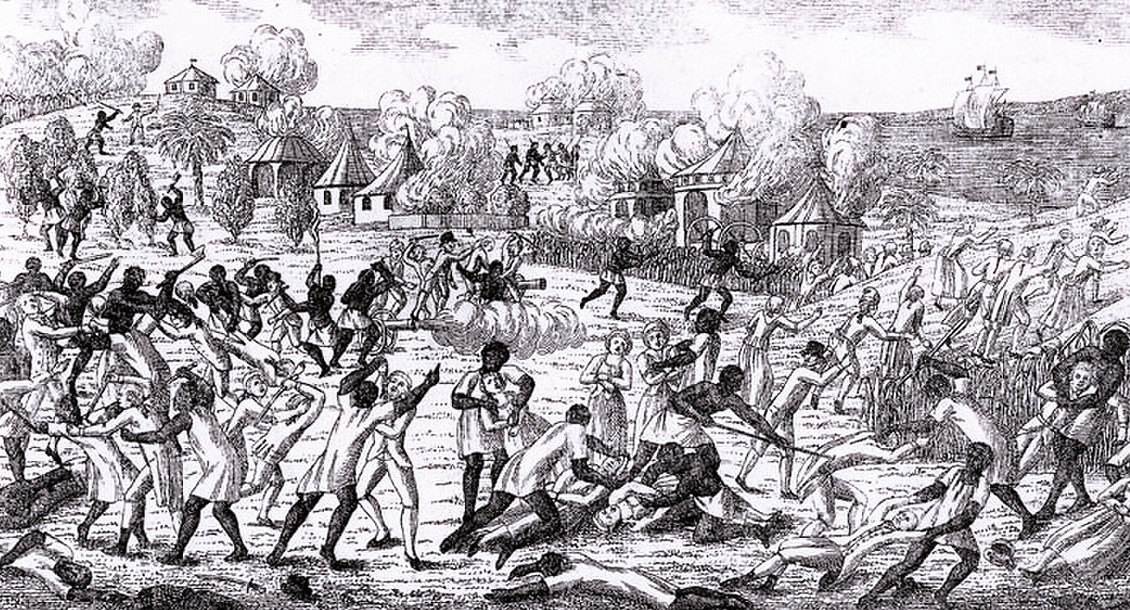
Révolte des esclaves de la colonie de Saint-Domingue en 1791.

En 1790, le mulâtre libre Vincent Ogé fomente un révolte dans la colonie de Saint-Domingue mais celle-ci est réprimée et ses initiateurs roués vifs en place publique le 25 février 1791,. Quarante hommes sont pendus ou condamnés aux galères. Quelques mois plus tard, en août 1791, éclatent d'importantes révoltes d'esclaves. Celles-ci entraînent l'instauration de l'égalité entre les colons blancs et les libres de couleur avec le décret du 4 avril 1792, puis une première émancipation des esclaves de Saint-Domingue par le décret du 29 août 1793.

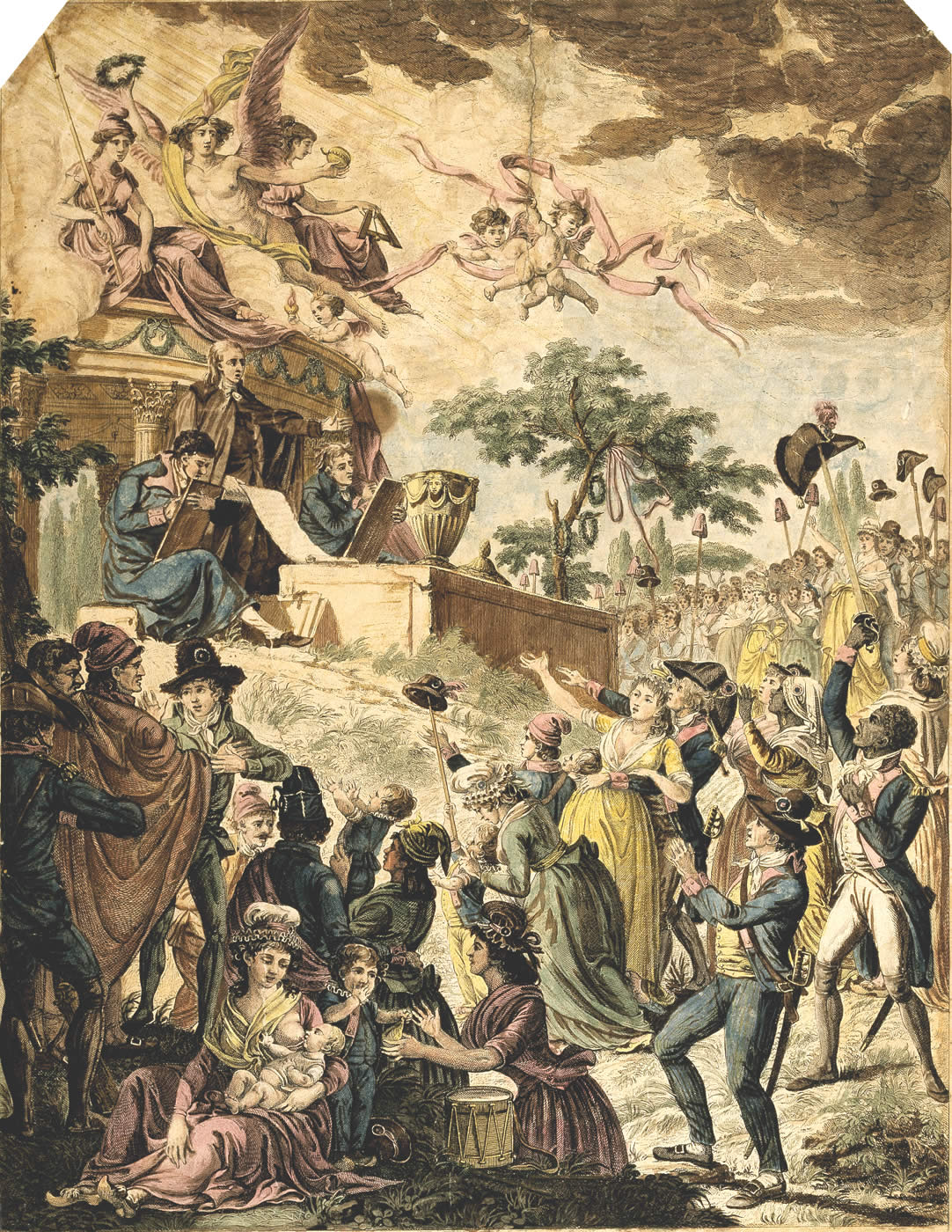
Réjouissances à l'annonce de l'abolition de l'esclavage, 30 pluviôse an II (18 février 1794). Discours de Pierre-Gaspard Chaumette dans la cathédrale Notre-Dame de Paris transformée en temple de la Raison, en présence de Jean-Baptiste Belley, premier représentant noir à la Convention (en uniforme à droite), et de Lucidor Corbin, créole noire républicaine (située devant Belley).

Enfin, le 4 février 1794 (16 pluviôse an II), la convention montagnarde abolit l'esclavage dans l'ensemble des colonies françaises. Celle-ci est toutefois très inégalement appliquée. Elle ne l'est pas du tout en Martinique, tombée sous le contrôle des Anglais dès le 6 février 1794 à la demande des planteurs. Cela n'empêche pas ce jour d'être vivement célébré et la citoyenne Marie-Thérèse Lucidor Corbin, militante créole anti-esclavagiste, devient célèbre pour son discours passionné prononcé après la promulgation de ce décret abolissant l'esclavage dans toutes les colonies françaises, au temple de la Raison à Notre-Dame. Elle a aussi chanté un « hymne des citoyens de couleur » sur l'air de La Marseillaise :
Peuple libre viens en ce temple

Sur ces héros jeter des fleurs

Que ton œil attendri contemple

tes amis et tes bienfaiteurs

(...) Des fers honteux de l'esclavage

Ils ont affranchi le pays
— Hymne des citoyens de couleurs. Par la citoyenne Corbin, créole et républicaine
La fille de la citoyenne Lucidor Corbin, Marie-Constance, poursuivra dans les pas de sa mère et entrera au Conservatoire de Paris en même temps que la future cantatrice Alexandrine-Caroline Branchu, autre élève métisse de l'époque.
Par la loi du 20 mai 1802 (30 floréal an X), Bonaparte, Premier Consul, maintient l'esclavage partout où la loi du 4 février 1794 n'a pas été appliquée (à cause de l'opposition locale aux Mascareignes, à la Réunion, en Île-de-France, à l'île Maurice et aux îles Rodrigues, mais aussi à la Martinique, à Tobago, à Saint-Martin et à Sainte-Lucie, îles récemment restituées à la France par l'Angleterre par le traité d'Amiens du 25 mars 1802). Peu de temps après, l'esclavage est rétabli par arrêté à Saint-Domingue le 27 mai 1802, en Guadeloupe le 16 juillet 1802, et en Guyane le 7 décembre 1802.

### XIXesiècle: abolition définitive, second Empire colonial et racialisme

#### Rétablissement de l'esclavage et durcissement des règles

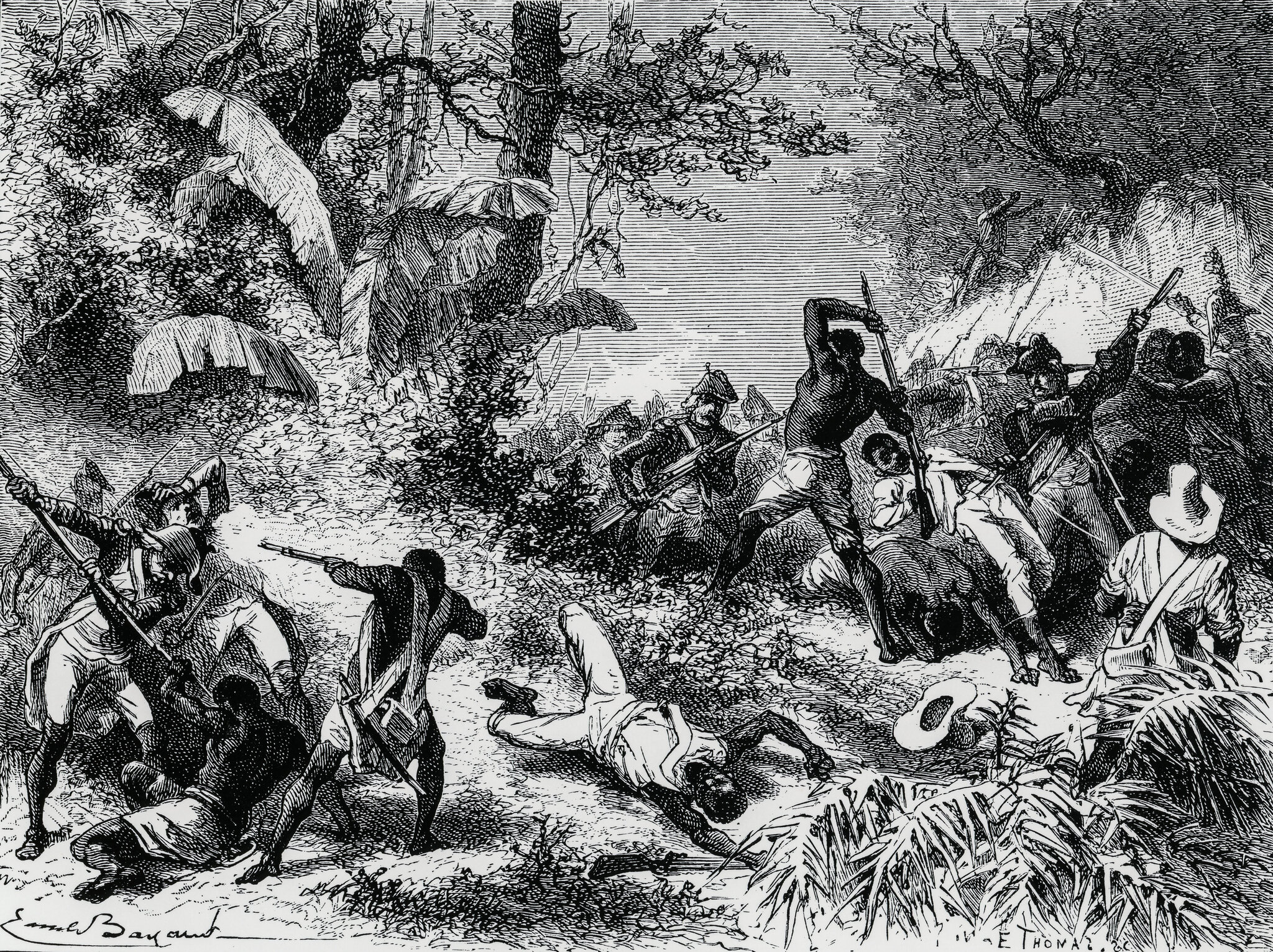
Combats entre les insurgés de Saint-Domingue et les troupes napoléoniennes en 1802-1803. La victoire des anciens esclaves entraîne l'indépendance de la colonie, qui devient Haïti.

Sous le Consulat et le Premier Empire, les droits et les revendications des Noirs ne sont pas pris en compte, en dépit de la persistance d'un courant abolitionniste, notamment au sein de la Société des amis des Noirs. Napoléon Bonaparte, parallèlement au rétablissement de l'esclavage dans les colonies, reprend la déclaration royale du 9 août 1777 par un arrêté du 13 messidor an X (1802), interdisant aux « noirs, mulâtres et autres gens de couleur d'entrer sans autorisation sur le territoire continental de la République »,. Comme précédemment, la formulation « noirs, mulâtres et autres gens de couleur » est un euphémisme pour désigner des esclaves, les personnes de couleur « qui ne seraient point au service », étant susceptibles de bénéficier d'un sauf-conduit administratif. Tous les contrevenants seront arrêtés et détenus jusqu'à leur déportation, et les « dépôts de nègres » de l'Ancien Régime sont réactivés. Dans la pratique, on réexpédiera les indésirables par le premier bateau partant pour n'importe quelle colonie française où l'esclavage est en vigueur (c'est-à-dire autre qu'Haïti). À leur arrivée sous les tropiques, les contrevenants seront vendus au profit de l'État.
Jusqu'à 50 000 Afro-Américains auraient rejoint Paris depuis la Louisiane après que cette dernière fût vendue aux Etats-Unis par Napoléon Bonaparte en 1803[réf. nécessaire].
En juillet 1807, Napoléon Bonaparte ordonne une enquête visant à dénombrer le « individus noirs et de couleurs » en métropole, craignant les « nègres sans fortune dont la présence ne peut que multiplier les individus de sang-mêlé. » L'enquête révèle une décroissance entre 50 et 70 % de la population noire par rapport à la période pré-révolutionnaire, passée en vingt ans d'environ 5 000 à 1 700 personnes. Elle se trouve surtout dans les villes côtières et se voit interdite de séjourner dans la capitale. La mise en spectacle des Noirs et le début d'une raciologie à prétention scientifique commence, avec l'exposition de Saartjie Baartman, connue sous le nom de la Vénus hottentote, dans les cabarets et les salons de Paris après l'avoir été à Londres, puis étudiée par Cuvier.

#### Renouveau du mouvement abolitionniste

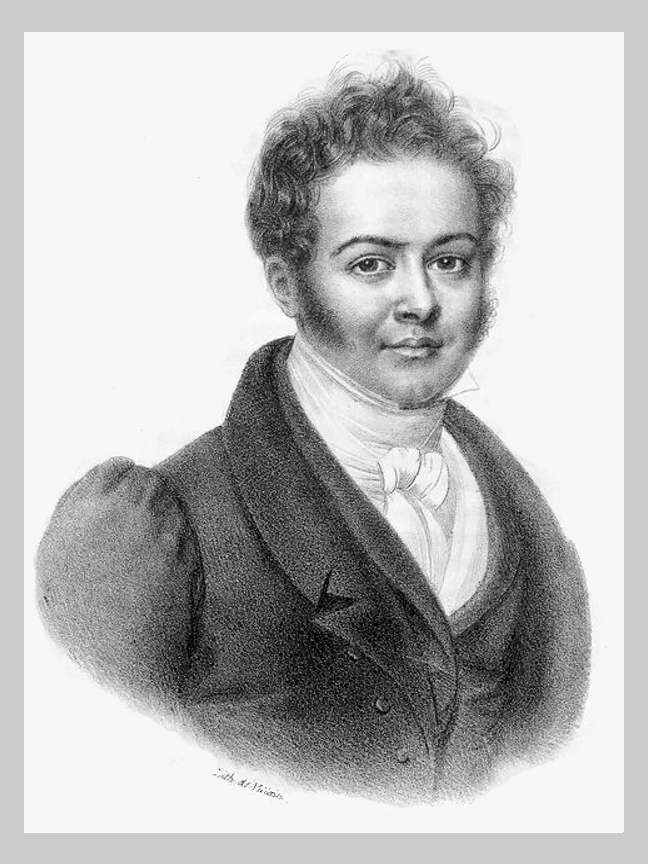
Cyrille Bissette, écrivain et abolitionniste martiniquais.

À partir de la Restauration, les idées anti-esclavagistes se répandent dans l'opinion publique, malgré le développement de thèses racistes dans les publications scientifiques. En 1823, la parution du pamphlet De la situation des gens de couleurs libres aux Antilles françaises entraîne une répression politique qui déclenche un scandale en métropole. Son auteur présumé, Cyrille Bissette, condamné aux galères, est notamment défendu par Chateaubriand et Benjamin Constant, et libéré en 1827. Le roi Charles X, par la loi du 25 avril 1827, criminalise officiellement la traite négrière, et aggrave les sanctions. Si dans les années 1820, le courant abolitionniste reste modéré et graduelliste, l'immobilisme du gouvernement le pousse à exiger l'affranchissement immédiat dans la décennie suivante. En 1831, le nouveau roi Louis-Philippe durcit encore l'interdiction de la traite des Noirs, par la loi du 4 mars 1831.
Créée en 1834, la Société française pour l'abolition de l'esclavage, composée principalement de notables et de nobles, dont Victor de Broglie, défend cette démarche progressive au Parlement et dans la presse. Les immédiatistes, au nombre desquels comptent Bissette et Schœlcher, commencent à gagner en audience comme l'illustre l'ouvrage de Félice, Émancipation immédiate et complète des esclaves. En revanche, la censure pèse sur le monde du spectacle et des lettres, même si la figure du métis et du Noir ne se réduit plus au mythe du sauvage, bon ou mauvais, ainsi que l'illustre Bug-Jargal de Victor Hugo et le Docteur noir d'Anicet-Bourgeois et Dumanoir.

#### Abolition définitive en 1848 par la Deuxième République

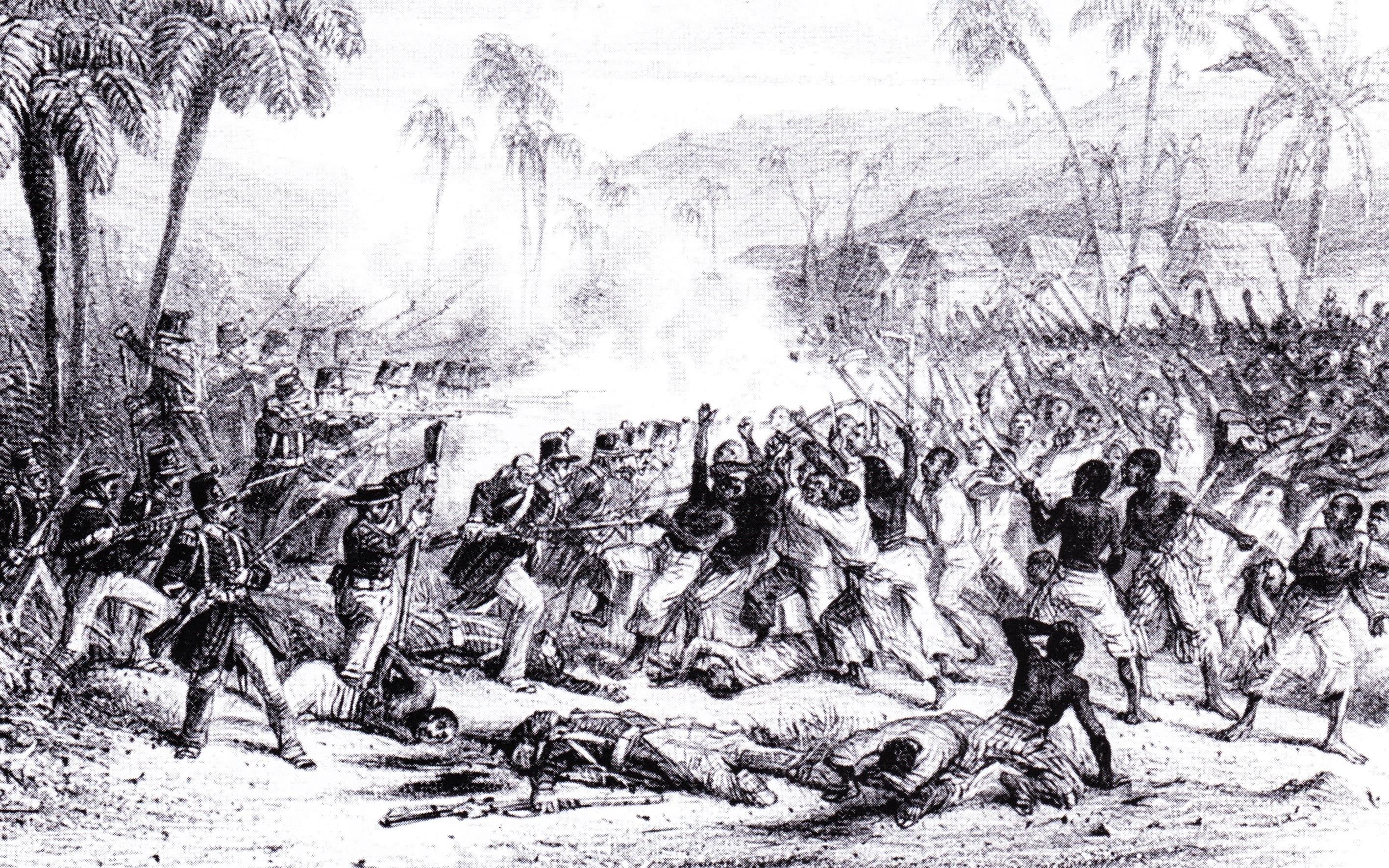
Révolte d'esclaves en Martinique le 22 mai 1848, entraînant l'application dès le lendemain de l'abolition de l'esclavage dans la colonie de Martinique, avant la date prévue par les autorités.

L'abolition de l'esclavage et l'essor de la colonisation moderne sous la Deuxième République changent le discours et le statut des Noirs sur le territoire français. Le gouvernement provisoire issu de la Révolution de 1848 diligente une commission présidée par Victor Schœlcher pour préparer leur émancipation. Le décret d'abolition de l'esclavage du 27 avril 1848, entre autres rédigé par le polytechnicien mulâtre Auguste-François Perrinon, est définitivement voté le 27 avril.
En 1849, l'État français indemnise les propriétaires d'esclaves de cette perte, afin de préserver ses intérêts économiques dans les colonies dont la possession est en péril, les colons menaçant de quitter ces territoires (Martinique, Guadeloupe, Guyane, La Réunion, Sénégal et Madagascar).

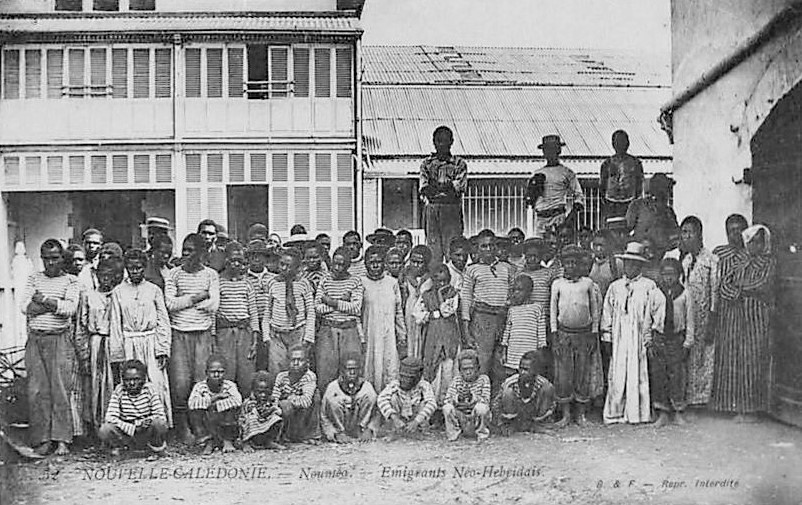
Engagés néo-hébridais à Nouméa.

Après la seconde et dernière abolition de l'esclavage, un grand nombre d'anciens esclaves quittent les habitations agricoles (plantations). Aussi, durant la seconde moitié du XIXe siècle, les anciens maîtres choisissent d'importer des travailleurs engagés en provenance d'Inde, de Chine, d'Afrique ou de Mélanésie.
Avec la Deuxième République, le Sénégal se trouve représenté pour la première fois à l'Assemblée nationale par le négociant Barthélémy Durand Valantin. De même, un esclave affranchi, Louisy Mathieu, est élu député de la Guadeloupe. Le coup d'État du 2 décembre 1851 et le Second Empire mettent un coup d'arrêt à cette évolution politique.
Les Noirs restent peu nombreux en France métropolitaine durant cette période et se composent principalement d'étudiants, d'artistes, de domestiques, de dockers et de commerçants. Une bourgeoisie créole issue de la Louisiane s'installe en France, jouissant d'une liberté plus grande qu'aux États-Unis. Les expéditions militaires augmentent la visibilité des peuples colonisés, avec la création du corps des tirailleurs sénégalais le 21 juillet 1857 et les chroniques journalistiques vantant la conquête coloniale. Des stéréotypes se mettent en place, alternant entre « le guerrier valeureux » et le « sauvage à coloniser ».

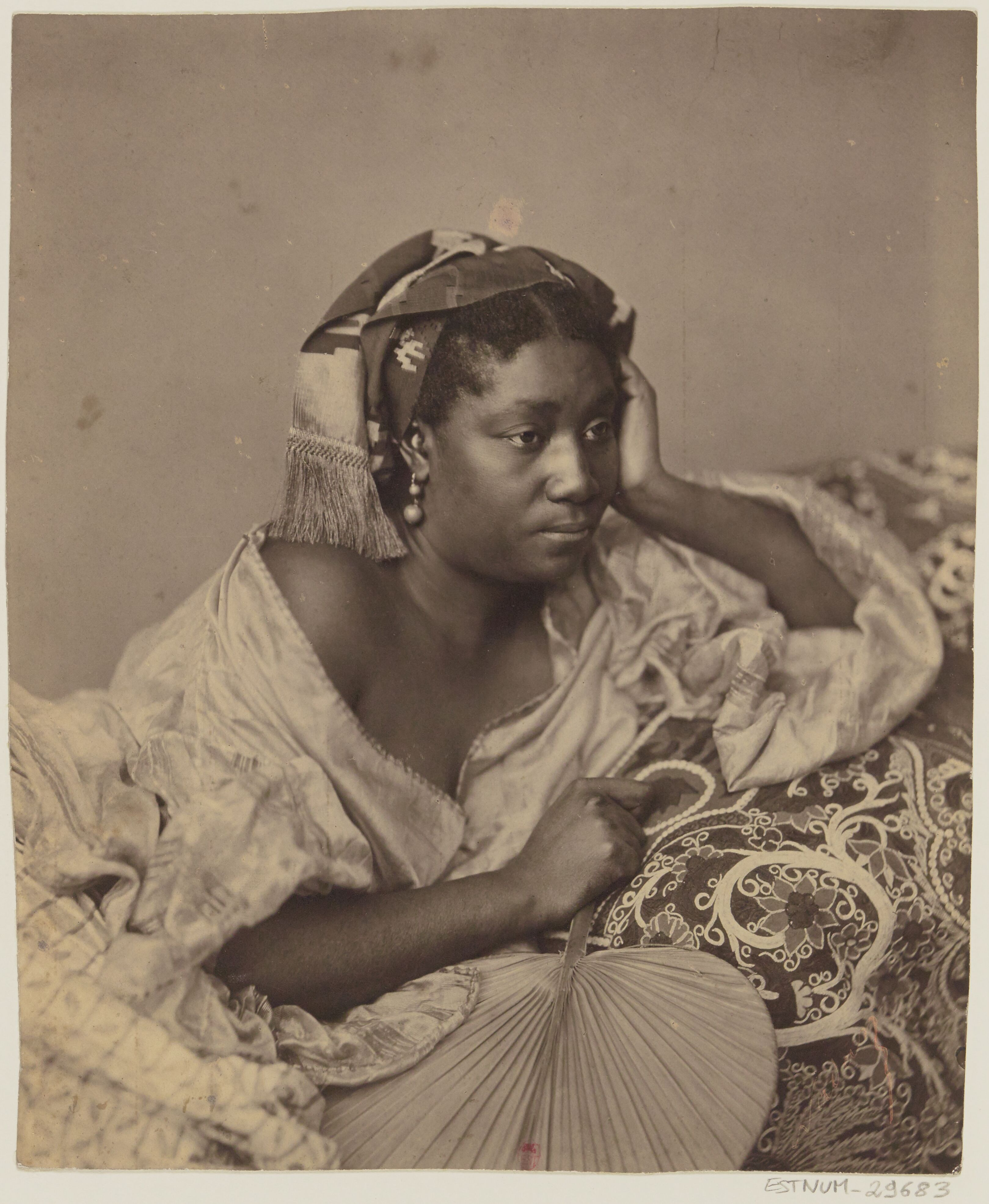
Maria Martinez, chanteuse cubaine photographiée à de multiples reprises par Nadar dans les années 1850.
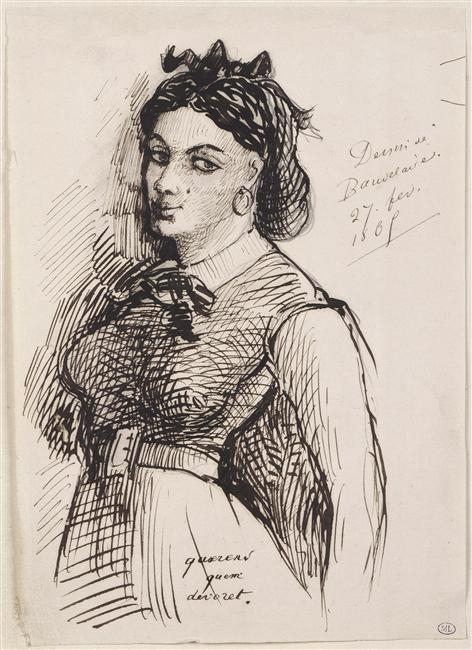
Jeanne Duval, maîtresse de Charles Baudelaire.
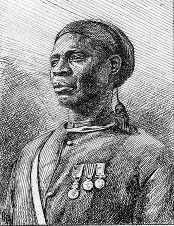
Tirailleur bambara, XIXe siècle.
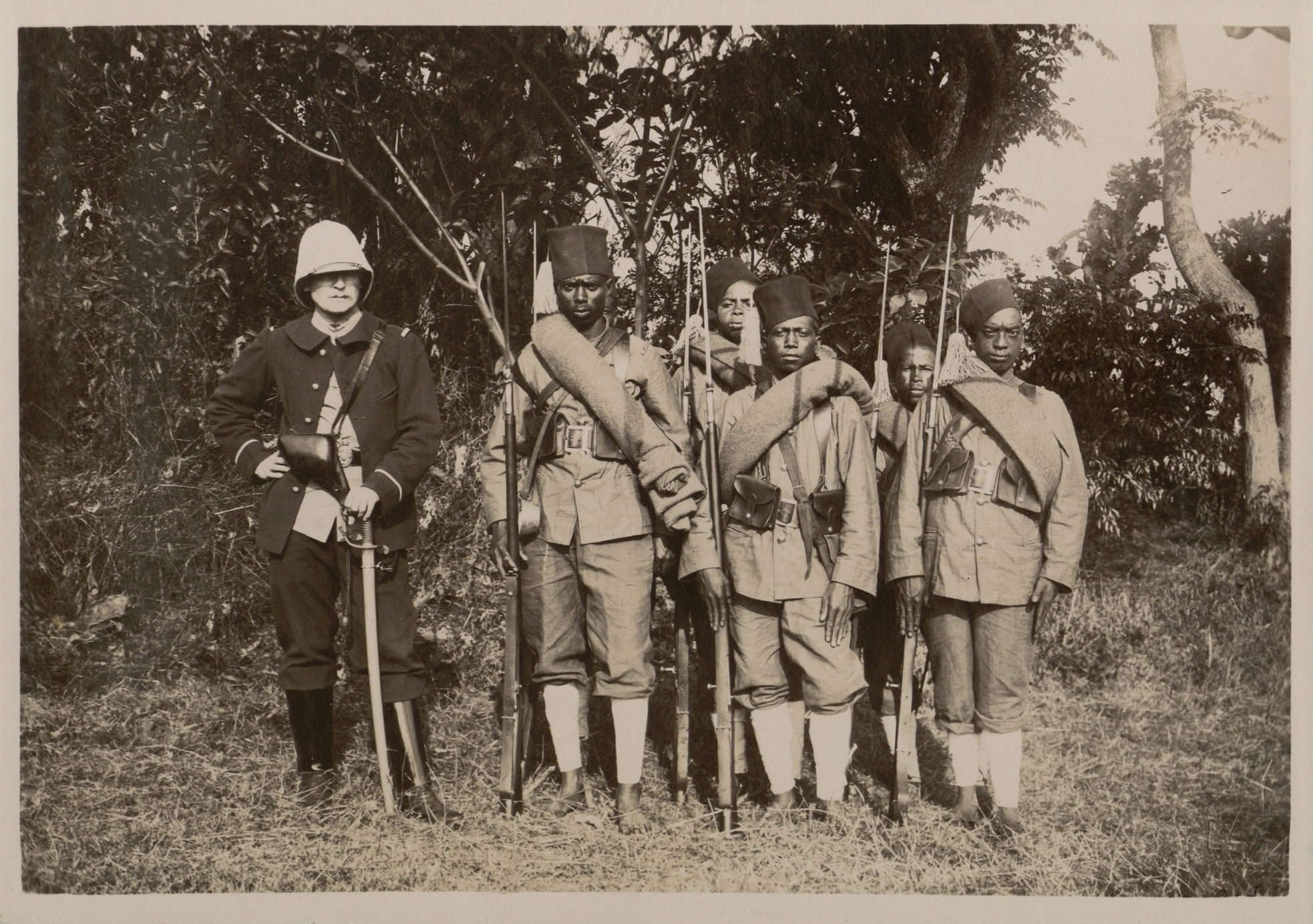
Tirailleurs malgaches avec un officier français, 1895-1900.

#### Second Empire colonial et développement des thèses racialistes

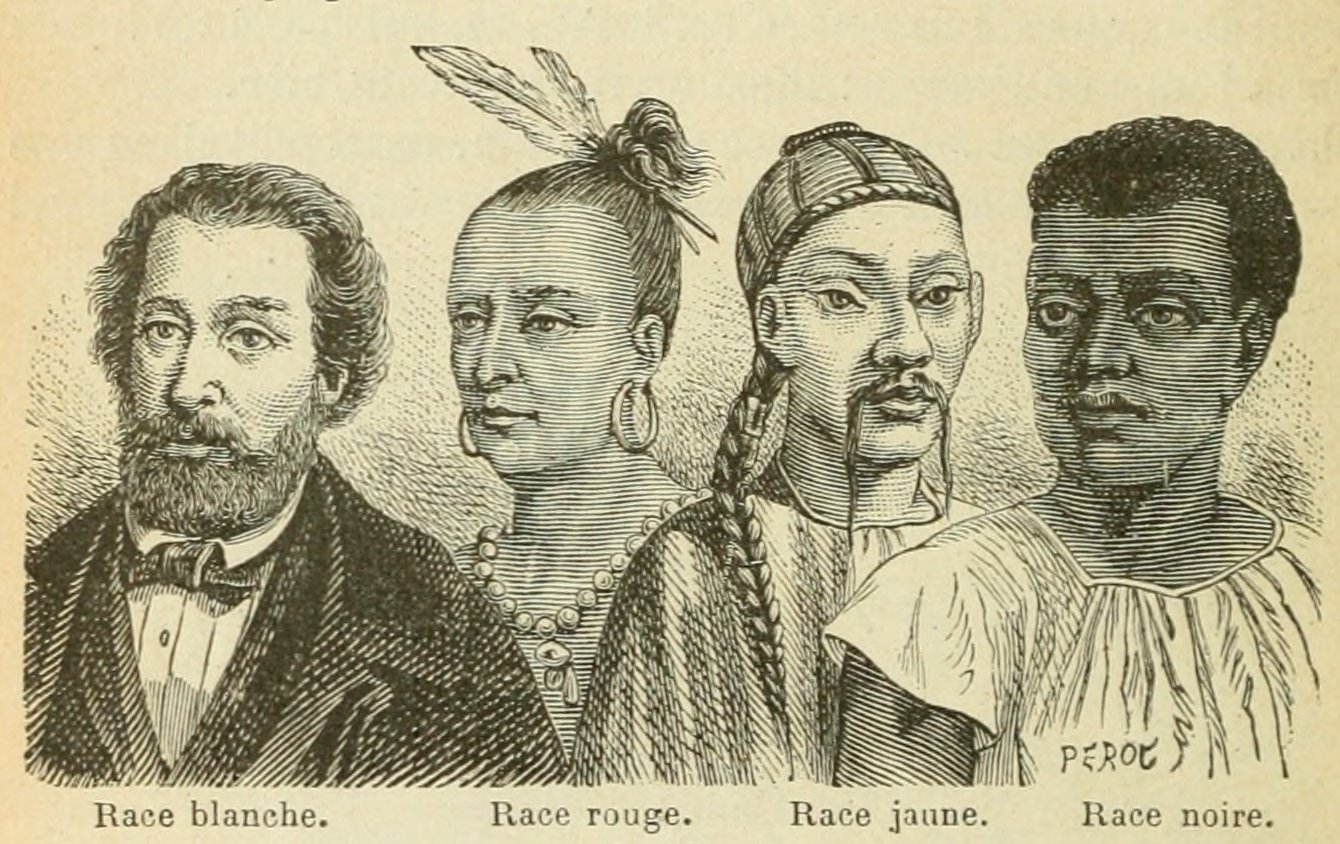
Vision racialiste du XIXe siècle : Les quatre races d'hommes. — La race blanche, la plus parfaite des races humaines, habite surtout l'Europe, l'ouest de l'Asie, le nord de l'Afrique, et l'Amérique. Elle se reconnaît à sa tête ovale, à une bouche peu fendue, à des lèvres peu épaisses. D'ailleurs son teint peut varier. — La race jaune occupe principalement l'Asie orientale, la Chine et le Japon : visage plat, pommettes saillantes, nez aplati, paupières bridées, yeux en amandes, peu de cheveux et peu de barbe. — La race rouge, qui habitait autrefois toute l'Amérique, a une peau rougeâtre, les yeux enfoncés, le nez long et arqué, le front très fuyant. — La race noire, qui occupe surtout l'Afrique et le sud de l'Océanie, a la peau très noire, les cheveux crépus, le nez écrasé, les lèvres épaisses, les bras très longs.Le Tour de la France par deux enfants, G. Bruno, 1877, p. 188.

L'anthropologie raciale s'affirme dans les années 1850, avec en 1859, Essai sur l'inégalité des races humaines d'Arthur de Gobineau, promoteur d'une hiérarchisation racialiste et déterministe, ou encore Paul Broca défendant la colonisation par une comparaison du poids des cerveaux. La théorisation d'une infériorité des Noirs pénètre la pensée sociale et politique, de même que la littérature et la presse populaire. Avec la Troisième République et la constitution du Second empire colonial français, le discours racialiste et péjoratif s'amplifie. Les manuels scolaires de Paul Bert diffusent l'image d'un Noir paresseux et limité, tandis que les anthropologues débattent sur la multiplicité ou non de l'origine de l'espèce humaine, le polygénisme.

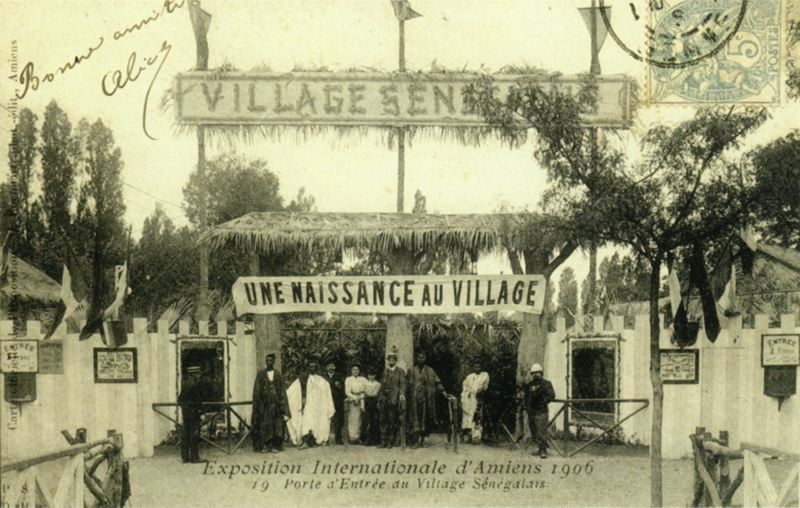
Mise en scène d'un « village sénégalais » lors de l'Exposition internationale d'Amiens en 1906.

Les expositions universelles contribuent à la formation d'une culture coloniale, qui, par des mises en scène exotiques, louent « l'action civilisatrice » de la France et l'extension de l'Empire. Les exhibitions de populations africaines émergent à partir de 1877, avec le confinement d'une troupe de Nubiens au Jardin zoologique d'acclimatation de Paris. Les spectacles folkloriques rencontrent un franc succès, avec par exemple la représentation de danses zoulous aux Folies Bergère.

#### Exemples de réussites

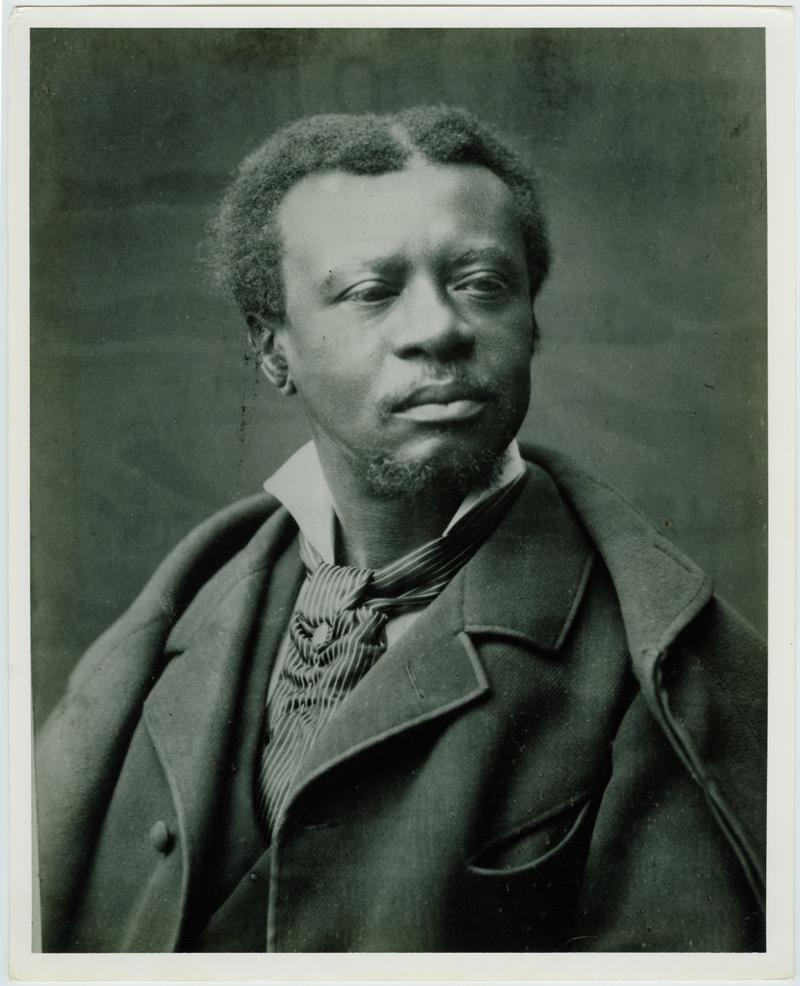
Après avoir étudié au conservatoire de Paris, Edmond Dédé fit sa carrière à Bordeaux.

Malgré ces discours racialistes, des personnalités noires peuvent être intégrées socialement, comme le montre le cas d'Edmond Dédé, qui fut directeur de théâtre à Bordeaux après avoir été élève au conservatoire de Paris : « Dans cette capitale éclairée, où l'on est toujours bien disposé à l'égard de l'infortune et du talent, Edmond Dédé a rencontré de la sympathie et du secours ».

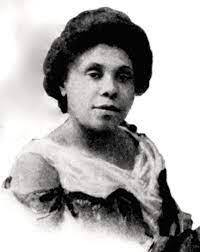
Portrait de la docteure en médecine Alice Sollier, neurologue, née Alice Mathieu-Dubois.

Un autre cas doublement pionnier est celui d'Alice Mathieu-Dubois à la Faculté de médecine de Paris. Née le 3 avril 1861 à Compiègne, fille de Flore-Hortense Maille et de Mathieu Victoire dit Dubois, un esclave noir de Guyane affranchi en 1834 qui parvint à devenir dentiste,, elle devient la première bachelière noire et première Française noire à devenir docteure en médecine, en 1887 ; elle est également la première médecin française directrice d'un établissement de santé privé. Alice Mathieu-Dubois est faite chevalier de la Légion d’honneur le 24 octobre 1925 sous le nom de Mme Sollier née Alice Dubois,, avec la citation suivante : « En l'absence du docteur Sollier, mobilisé dès le 2 août 1914, a assumé la direction pendant toute la durée de la guerre du sanatorium de Boulogne-sur-Seine que dirigeait ce praticien. Mme Sollier, avec un rare dévouement, a notamment assuré l’évacuation fin août 1914 de tous les malades sur la zone de l’intérieur. Elle les a de nouveau réunis dans l'établissement après la bataille de la Marne ». Sa marraine dans l'ordre est la comtesse Anna de Noailles, qui a été soignée à deux reprises au sanatorium de Boulogne et en 1924 à la clinique neurologique de Saint-Cloud.

### XXesiècle: de l'indigénat à l'antiracisme

#### Participation aux guerres mondiales
Au début du siècle une grande partie de la population noire en France a été utilisée pour combattre sous le drapeau français lors de la Première Guerre mondiale. On estime qu'environ 29 000 tirailleurs sont morts lors de cette guerre pour la France, dont 1 400 en un jour lors de l'offensive du Chemin des Dames, le 16 avril 1917.

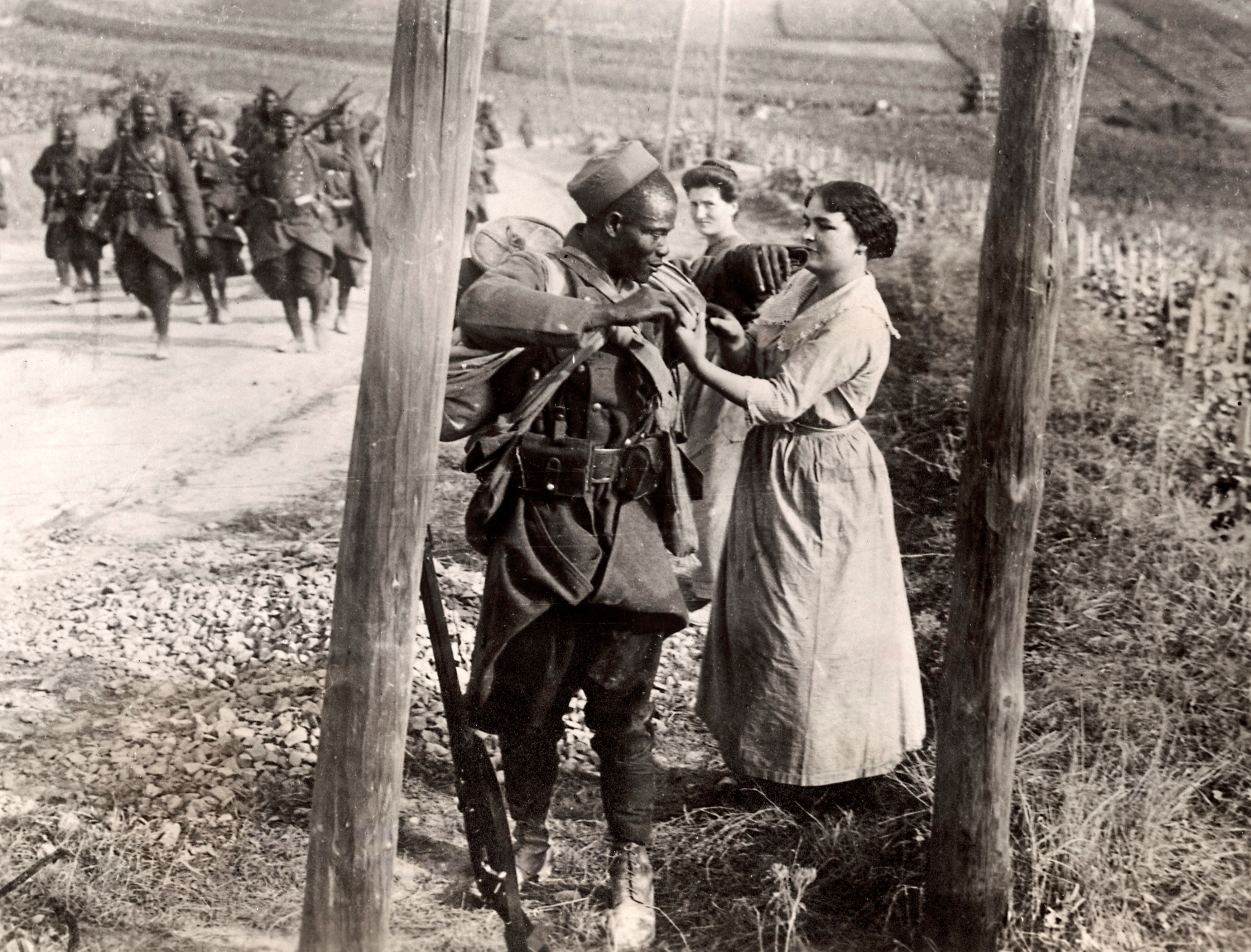
Tirailleurs se rendant au front en 1914 et recevant cadeaux et encouragements de la part de femmes métropolitaines.
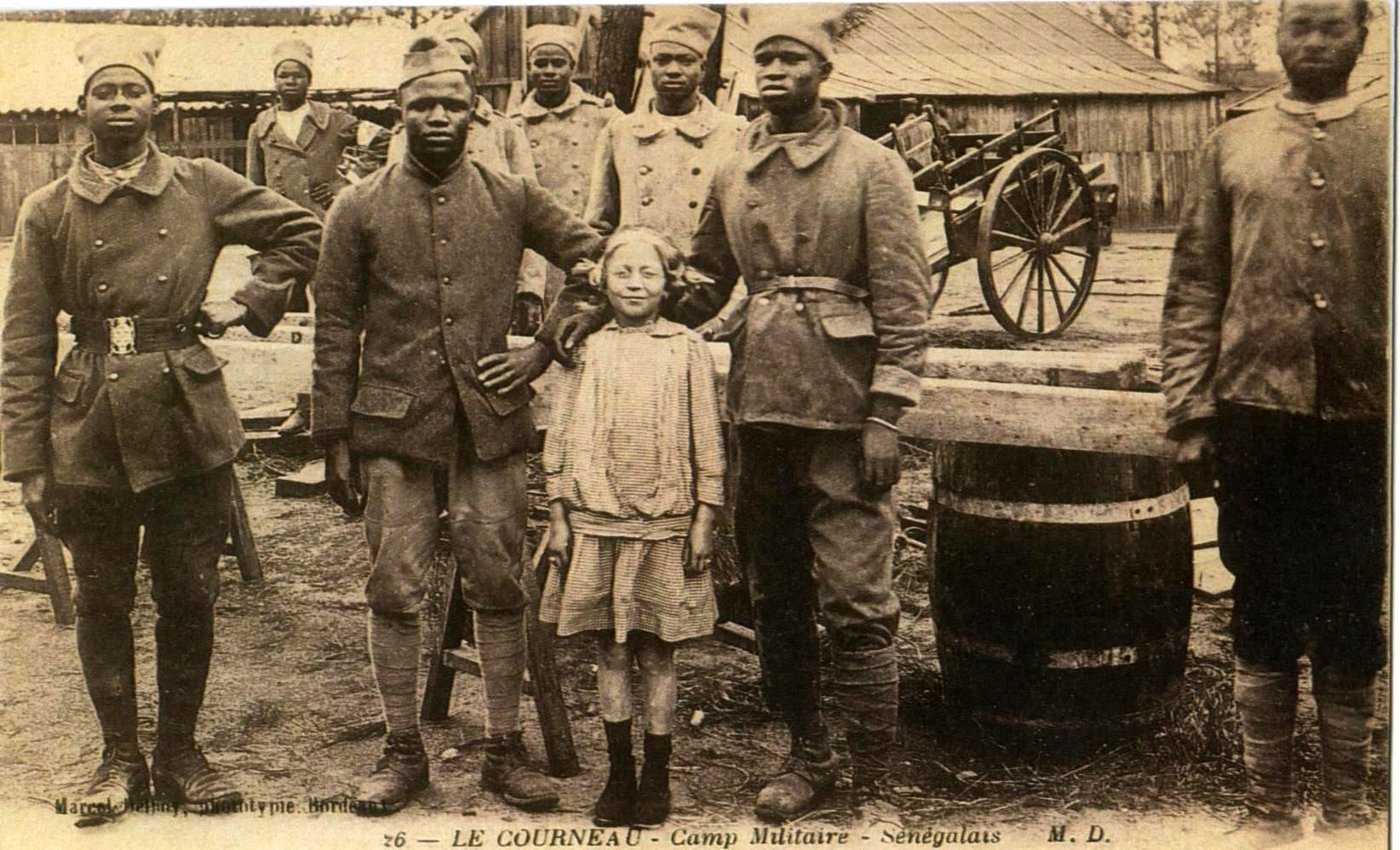
Tirailleurs basés au camp du Courneau, à la Teste de Buch, entre 1914 et 1917.
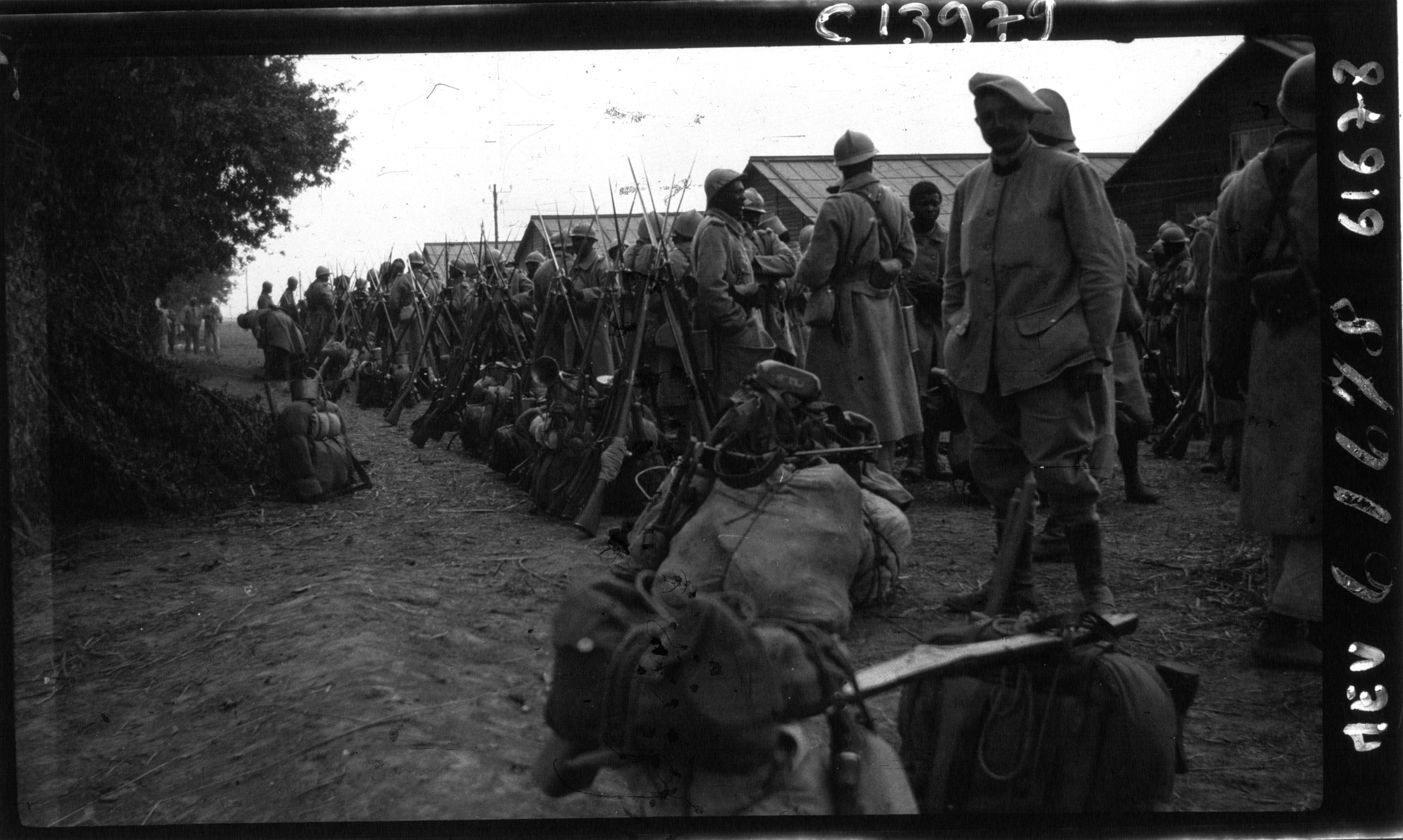
Arrivée en 1916 de renforts sénégalais dans la Somme.
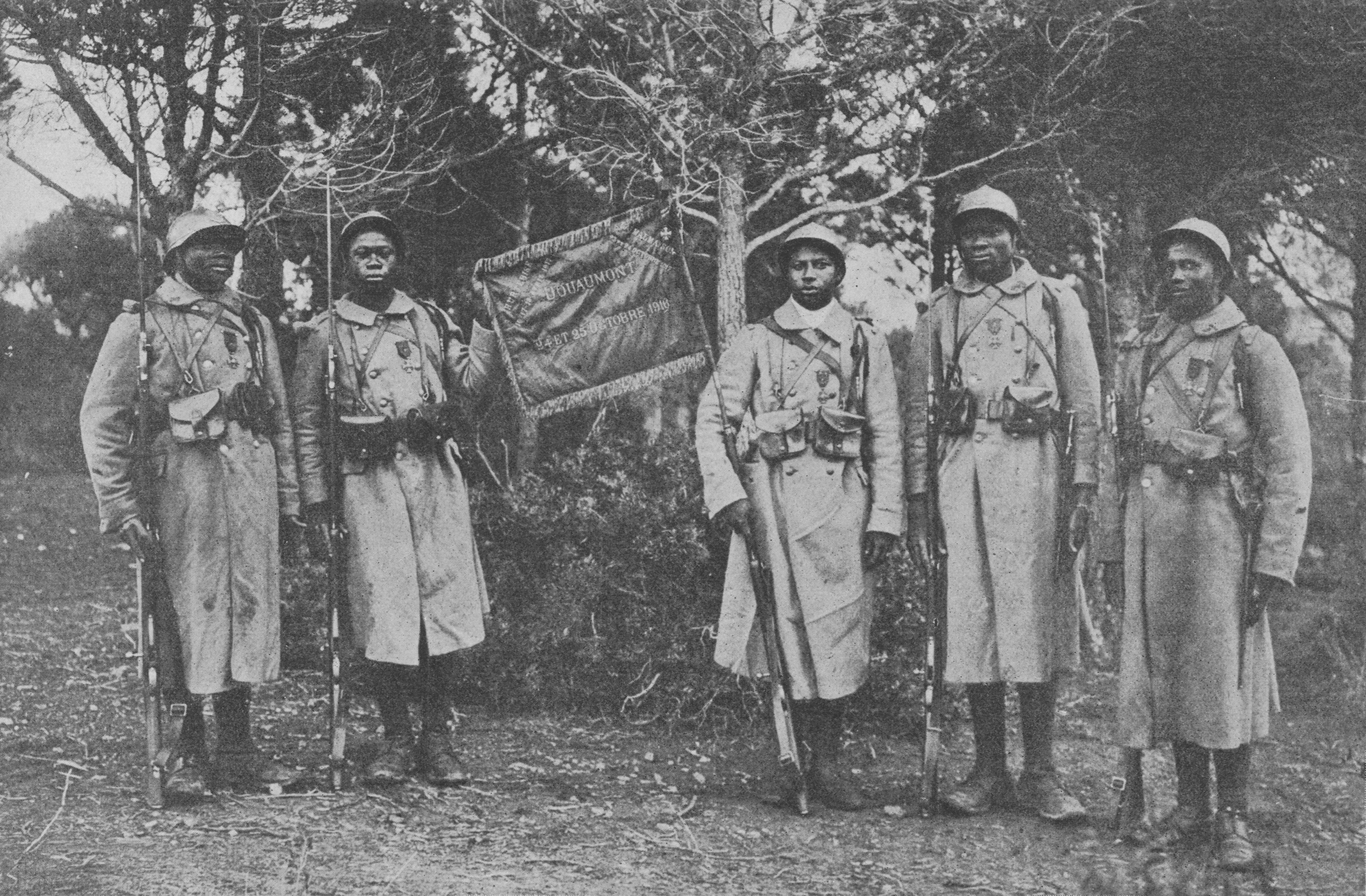
Le fanion du 43e bataillon de tirailleurs sénégalais décoré de la fourragère, 1918.
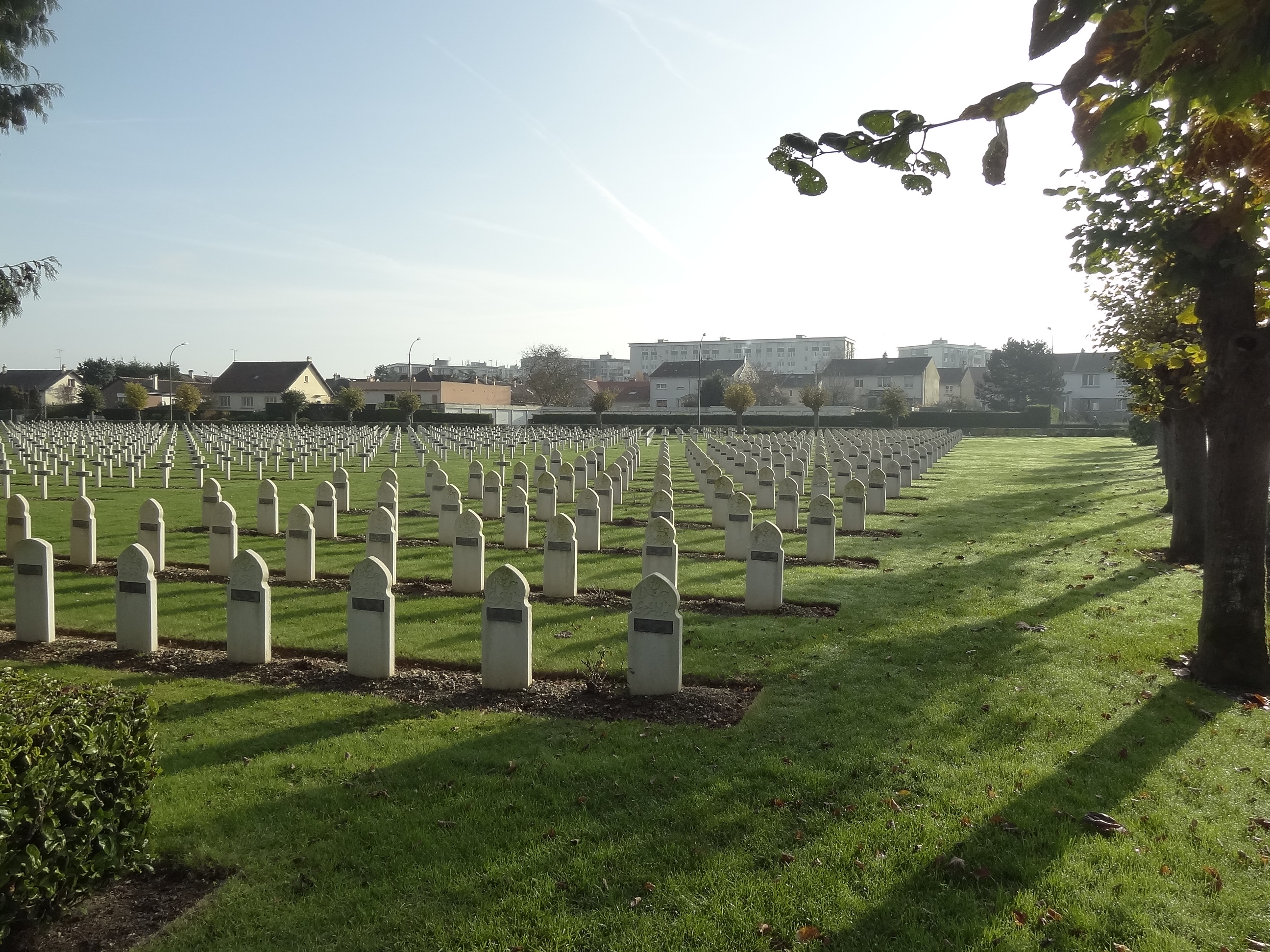
Carré musulman du cimetière Saint-Acheul d'Amiens.

Malgré leur participation à la Première Guerre mondiale, leur condition juridique ne changea pas, et un décret du 5 novembre 1928 vint confirmer l'exclusion des indigènes des modes d'acquisition de la nationalité française prévalant en France. Seuls les descendants d'Européens sont concernés par le décret.

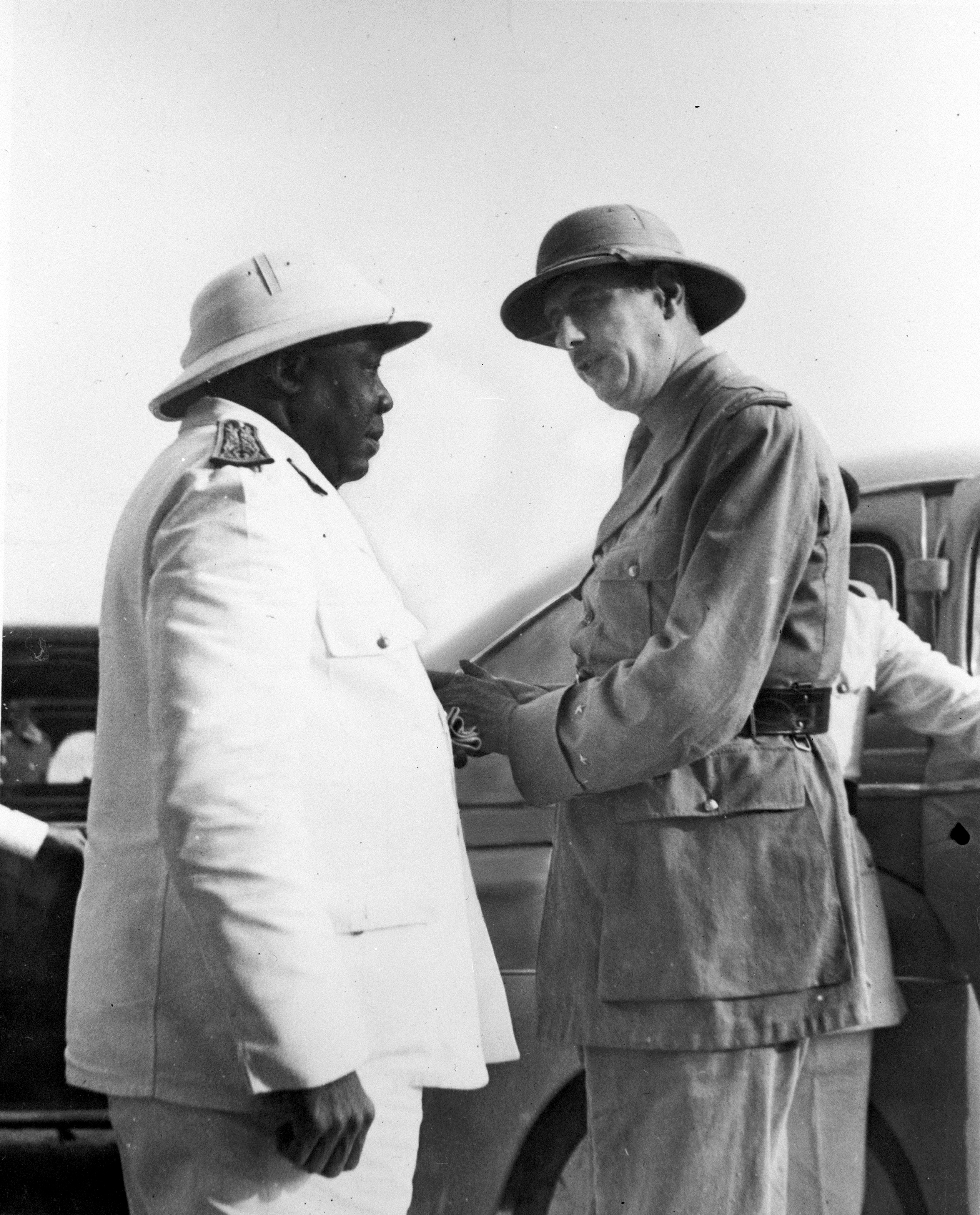
Félix Éboué, haut fonctionnaire guyanais, Gouverneur général de l'Afrique-Équatoriale française, résistant et premier Noir à entrer au Panthéon (ici en compagnie du général de Gaulle).

L'École coloniale forme certains cadres de l'Empire colonial, dont certains sont noirs, comme Félix Éboué.
L'histoire coloniale française a eu pour conséquence qu'à la fin des années 1950 il y avait plusieurs dizaines de millions de citoyens français noirs en Afrique et dans les Caraïbes, et un nombre indéterminé en métropole, où la présence de Noirs était déjà attestée depuis le XVIe siècle, comme dans d'autres pays européens.

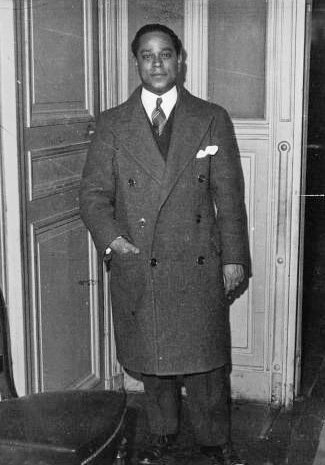
Le député puis sénateur Gaston Monnerville, deuxième personne de l’État durant toute la présidence du général de Gaulle.

Lors de la Première Guerre mondiale, les troupes américaines comportent une large proportion de Noirs, qui stationnent en partie à Paris, où les permissions leur permettent de se mêler au monde de la vie nocturne locale, permettant à l'intelligentsia parisienne de découvrir le jazz. Les conditions de vie étant largement meilleures en France que dans l'Amérique ségrégationniste, certains grands musiciens vont alors s'établir à Paris, comme Miles Davis (qui vit une idylle avec la chanteuse Juliette Gréco) ou encore Bud Powell, et au sortir de la Seconde Guerre mondiale le quartier de Saint-Germain-des-Prés, constellé de clubs de jazz (Le Club Saint-Germain, Le Tabou, Le Caveau des Lorientais...), devient l'une des capitales mondiales de ce style musical, valorisant une « culture noire » alors en plein essor. Le jazz devient alors un élément déterminant de la culture branchée des étudiants parisiens, rapidement adopté par des chanteurs locaux comme Boris Vian.

Au cours de la Seconde Guerre mondiale, l'armée française mobilise 178 000 engagés volontaires africains et malgaches. Sur les 40 000 venus en métropole, près de 17 000 sont tués au combat en 1940, sont faits prisonniers et internés dans des camps dits Frontstalag.

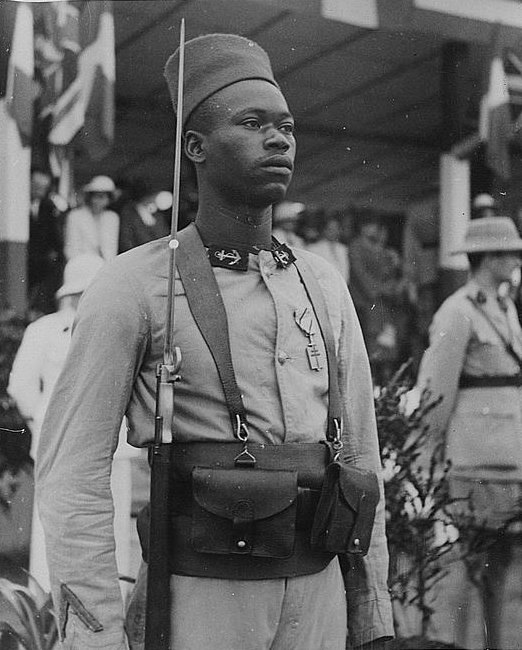
Un tirailleur sénégalais fait compagnon de la Libération par le général de Gaulle en 1941.
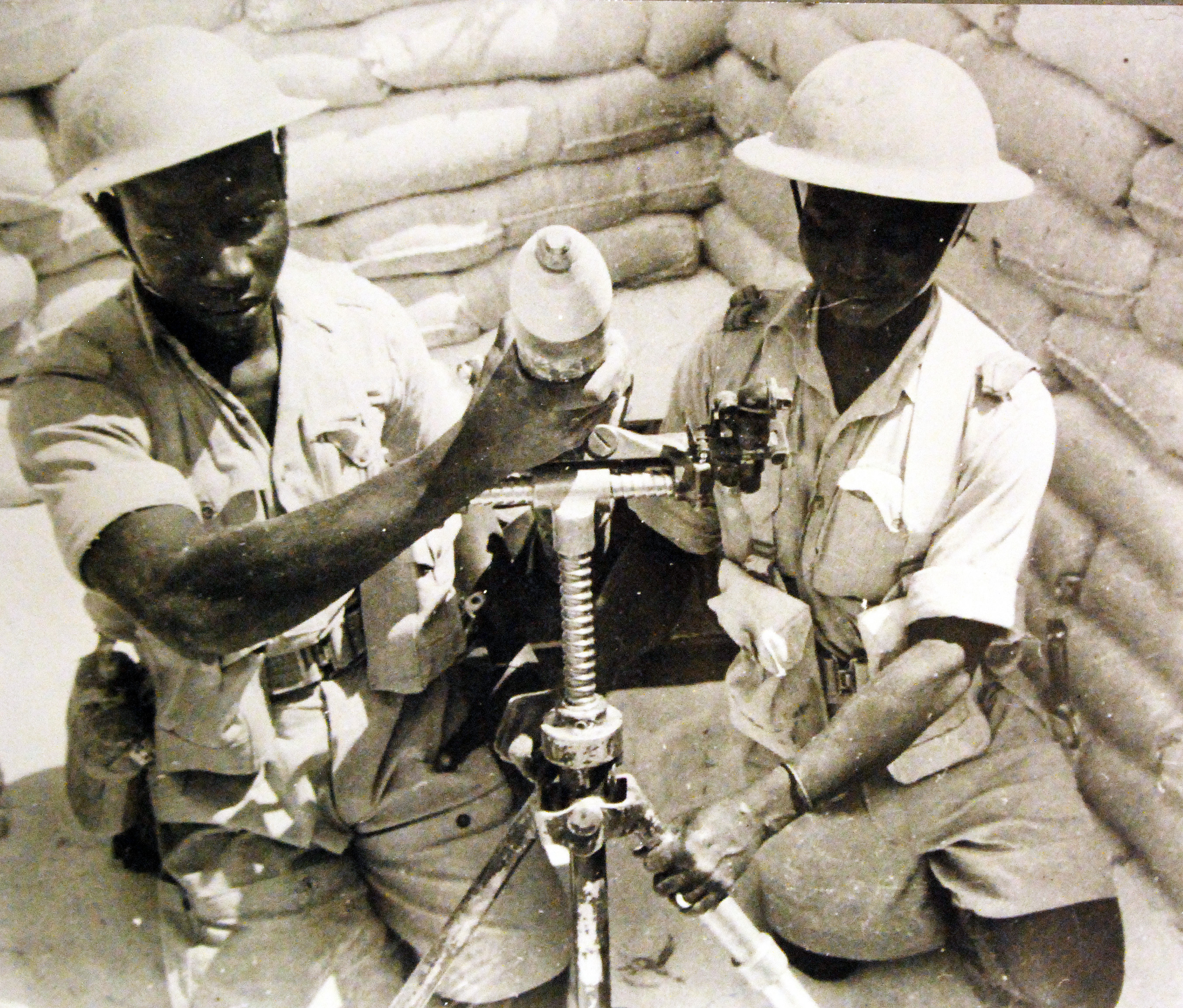
Artilleurs lors de la campagne d'Afrique du Nord en 1942.
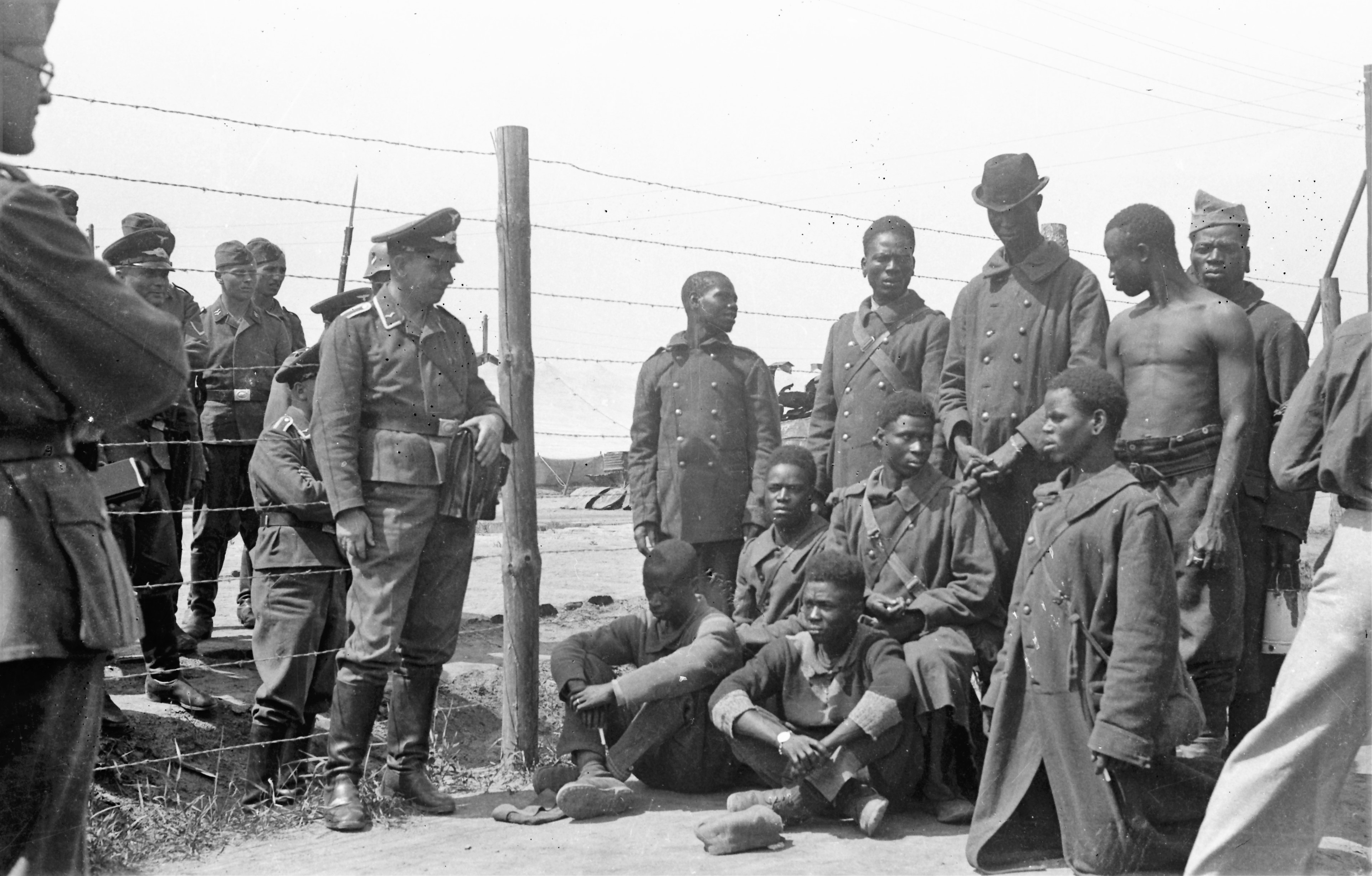
Tirailleurs africains prisonniers des Allemands en 1944.
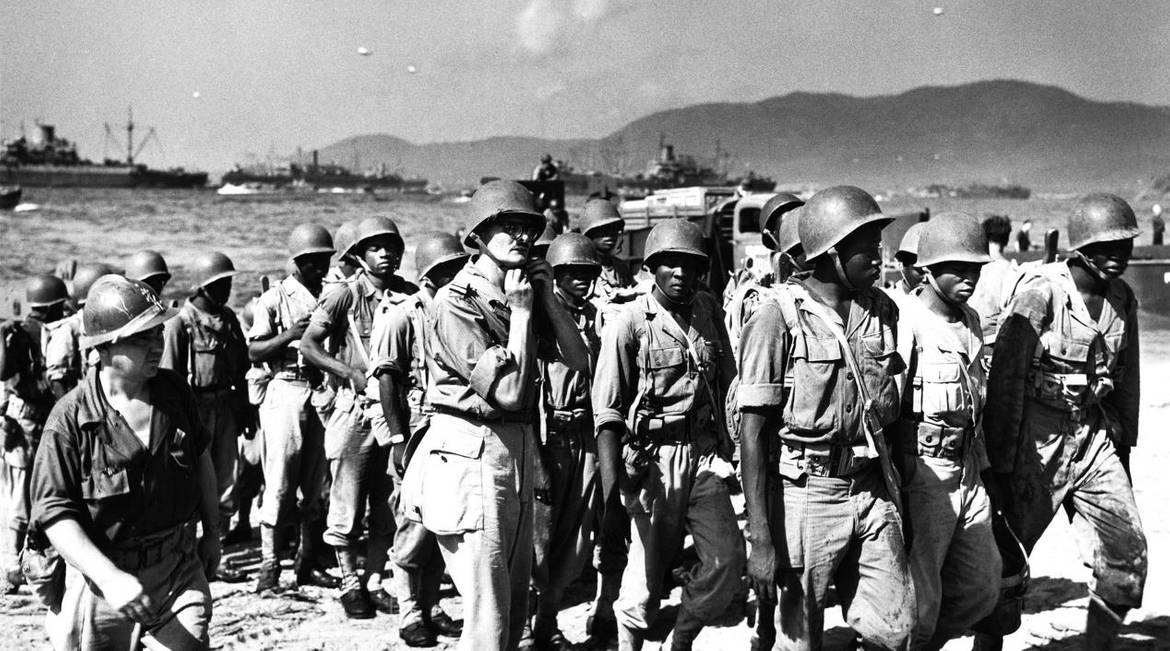
Une section du 18e régiment de tirailleurs sénégalais sur la plage de Cavalaire, le 18 août 1944.

#### Élite noire et décolonisation
Après la Seconde Guerre mondiale, une nouvelle génération d'intellectuels noirs émerge, avec notamment les deux figures de proue de la « négritude » que sont Aimé Césaire et Léopold Sédar Senghor, tous deux normaliens. On assiste alors à une richesse des débats parmi les « Afro-Parisiens » : Abdoulaye Sadji, Nini, 1956 (l'impasse de l'assimilation) ; Ferdinand Oyono, Une vie de boy, 1956 (les méfaits de la colonisation) ; Birago Diop, Les contes d'Amadou Koumba, 1947 (la découverte de la tradition orale) ; Camara Laye, L'Enfant noir, 1953 (la célébration des valeurs villageoises) ; Ousmane Sembène Ô pays, mon beau peuple, 1957 (l'exaltation des cultures africaines) ; Bernard Dadié, Un nègre à Paris, 1959 (l'expérience européenne des étudiants africains). Selon les estimations du ministère de l'Éducation nationale, le nombre d'étudiants africains ne cesse d'augmenter : 250 en 1946, 800 en 1950, 2000 en 1955, 5 500 en 1960.
Un grand nombre d'intellectuels (Sartre, Aron, Camus, Gide, Monod, Leiris, etc.) soutiennent le lancement de la revue Présence africaine, fondée en 1947 par le Sénégalais Alioune Diop. « En septembre 1956, la presse se fait largement l'écho du premier Congrès international des écrivains et des artistes noirs, organisé par Alioune Diop dans l'amphithéâtre Descartes de la Sorbonne. ».
La population noire continue d'augmenter en Métropole et principalement à Paris : selon Philippe Dewitte, « On peut s'appuyer sur les recensements qui font passer la population d'Afrique subsaharienne résidant en métropole de 13 517 personnes en 1946 à 17 797 personnes en 1962. ».
Selon Philippe Dewitte, « le paternalisme existe lui aussi toujours, mais il est incontestablement moins affirmé qu'il ne l'était dans les années 1920 et 1930, quand « le Noir » était symbolisé par les tirailleurs et le parler « p'tit nèg’ », par les pseudos « cannibales » du jardin d'Acclimatation, par les exhibitions de l'exposition coloniale, par les spectacles de Joséphine Baker et les bals nègres où la bonne société parisienne n'hésitait pas à s'encanailler ».
Cependant, le racisme existe malgré tout. Mongo Beti, écrit en 1953 dans Présence africaine : « A-t-on jamais évalué la proportion de chances, pour un Africain, de se trouver un emploi dans ce pays ? La France n'est pas un pays raciste ! C'est si vite dit. On ne lynche pas les gens ici ! ».
Dans l'enquête sur les étudiants noirs en France (Réalités africaines, 1962), Jean-Pierre Ndiaye demande l'avis des Africains sur différentes questions ; il en ressort que 34,4 % des enquêtes portent un jugement favorable sur les Français, parmi lesquels 14,6 % en comparaisons avec les Français d'Afrique.
Le Conseil représentatif des associations noires présente en février 2023 un rapport à l'Assemblée nationale sur le racisme, en France métropolitaine, contre la population noire ou « métisse d’ascendance noire ». Selon l'étude, 91 % des sondés soutiennent avoir été victime de discrimination raciale dont 85 % pour leur couleur de peau. Le rapport présente des chiffres plus spécifiques sur le racisme face à l'emploi, à la police, etc. L'étude présente également un sentiment d'amélioration dans la lutte contre les discriminations.

## Statistiques

### Estimations
Bien que le recueil de données sur l'ethnicité soit interdit dans les recensements de population, des estimations démographiques diverses existent.
En France, la loi informatiques et libertés du 6 janvier 1978, mainte fois modifiée depuis, interdit « de collecter ou de traiter des données à caractère personnel qui font apparaître, directement ou indirectement, les origines raciales ou ethniques »,,,,. Toutefois, la CNIL accorde des dérogations aux enquêtes par sondage anonymisé qui ont une finalité jugée légitime. Il est aussi permis de collecter des données sur les origines géographiques (pays de naissance, ancienne nationalité).
Selon une étude de l'Insee publiée en 2012, les immigrés d'Afrique subsaharienne et leurs enfants (2e génération uniquement) sont 1 239 000 en 2008. Ce chiffre n'inclut pas la 3e génération. D'autre part, 364 800 personnes nées dans un département d’outre-mer vivent en France métropolitaine en 2008 (ce chiffre n'inclut pas leurs enfants nés en métropole et qui représentent environ le même nombre que celui de leurs parents),,.
On ne sait pas dire précisément quelle proportion des Français d'outre-mer est ou se considère comme « noire », mais si on la fixe arbitrairement aux trois quarts, on obtient environ 1,3 million de personnes noires vivant dans les départements et territoires d'outre-mer,.
En 2005, selon un article du New York Times, il y aurait plus de 1,5 million de personnes noires françaises. Une étude du CRAN évoquait en 2007 1,865 million (de plus de 18 ans), soit l'équivalent d'un peu moins de 4 % de la population des plus de 18 ans. En 2008 un autre article du New York Times mentionne des estimations variant entre 3 et 5 millions.
Certaines organisations, telles que le Conseil représentatif des associations noires de France (CRAN), ont plaidé en faveur de l'introduction de la collecte de données sur les groupes minoritaires, mais cela a été combattu par d'autres organisations et les hommes politiques au pouvoir, souvent sur les motifs que la collecte de ces statistiques va à l'encontre des principes de non-discrimination raciale de la France et renvoie à des documents d'identité de l'époque du régime de Vichy,,. Lors de l'élection présidentielle de 2007, cependant, Nicolas Sarkozy a été interrogé sur la question et a déclaré qu'il était favorable à la collecte de données sur l'appartenance ethnique. Une partie d'un projet de loi parlementaire qui aurait permis la collecte de données dans le but de mesurer la discrimination a été rejetée par le Conseil Constitutionnel en novembre 2007.
Les pays d'Afrique subsaharienne les plus représentés dans l'immigration en France sont, par ordre d'importance, le Sénégal, la Côte d'Ivoire, le Cameroun, le Mali, la république du Congo, la république démocratique du Congo, Madagascar, Maurice (minorité « créole » / noire), les Comores, la Guinée, l'Angola et la Mauritanie.

### Évolution
Selon l'Insee, le nombre de Subsahariens en France a été multiplié par 5 entre 1982 et 2014. En comparaison, sur la même période, le nombre de Britanniques recensés en France a été multiplié par 4, les Roumains par 8 et les Chinois par 16.

### Diversité
Cette grande complexité à parler des « Noirs » a notamment servi de base scénaristique au film Tout simplement noir (de Jean-Pascal Zadi et John Wax, 2020), qui illustre la distance qu'il y a entre des personnalités comme Claudia Tagbo (comédienne ivoirienne naturalisée française), Omar Sy (comédien français né à Trappes de parents sénégalais et maliens), Lucien Jean-Baptiste (comédien martiniquais), JoeyStarr (né à Paris de parents martiniquais issus d'un métissage afro-caribéen, breton et chinois), Éric Judor (né d'un père lui-même métis de Guadeloupe et d'une mère autrichienne) ou encore Vikash Dhorasoo (d'origine indienne).

Parmi les autres groupes ethniques à peau noire sans rapport avec l'Afrique, on peut aussi compter une partie des populations dravidiennes du sud de l'Inde ainsi que les Mélanésiens, peuple du sud-ouest de l'océan Pacifique (comportant notamment le territoire français de Nouvelle-Calédonie), dont Christian Karembeu est un représentant célèbre. Pour ce dernier : « Un Noir aux États-Unis, c’est un Afro-Américain : on le renvoie à ses origines africaines. Un Noir en France, c’est un Français ».

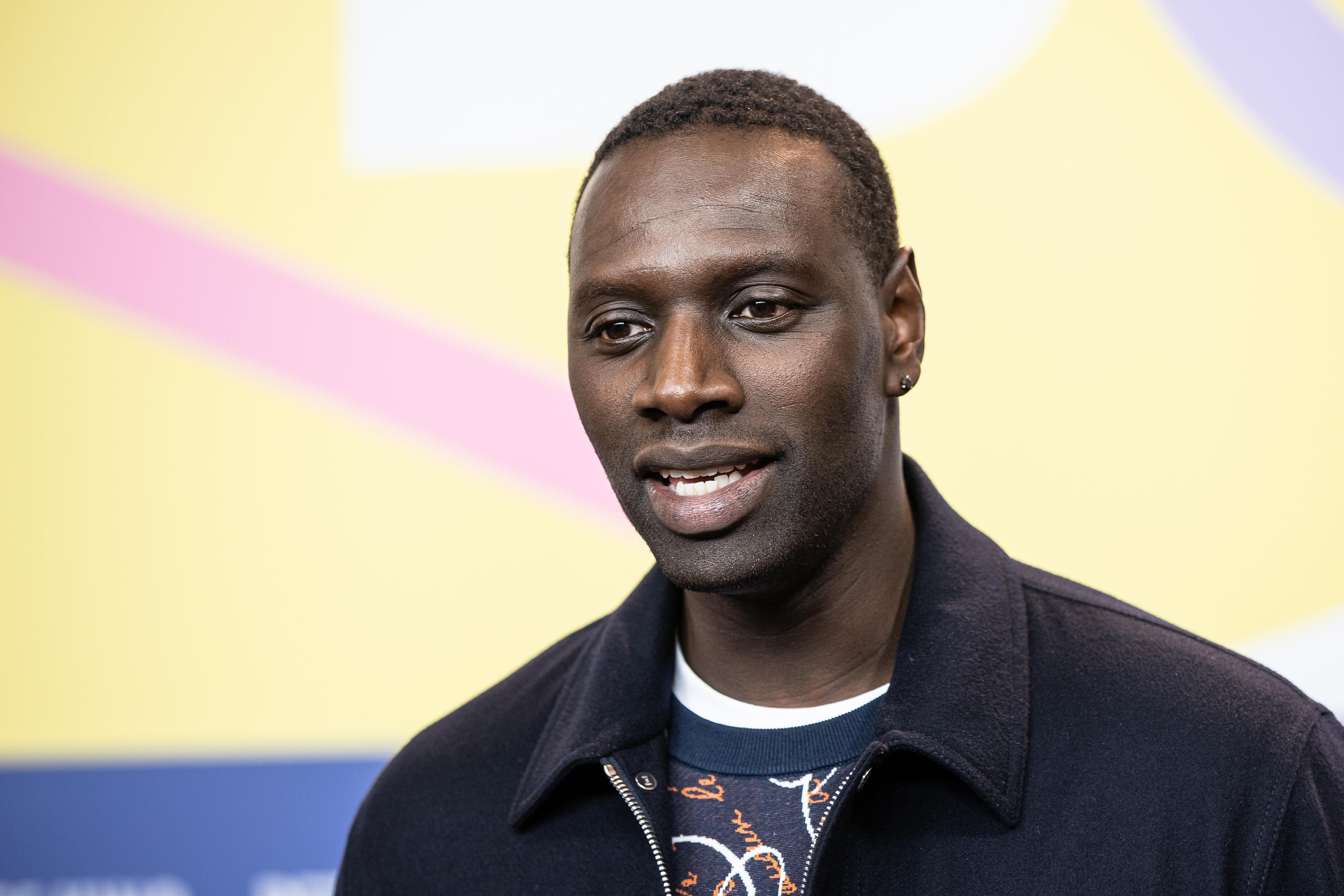
Omar Sy, comédien d'origine sénégalaise et mauritanienne.
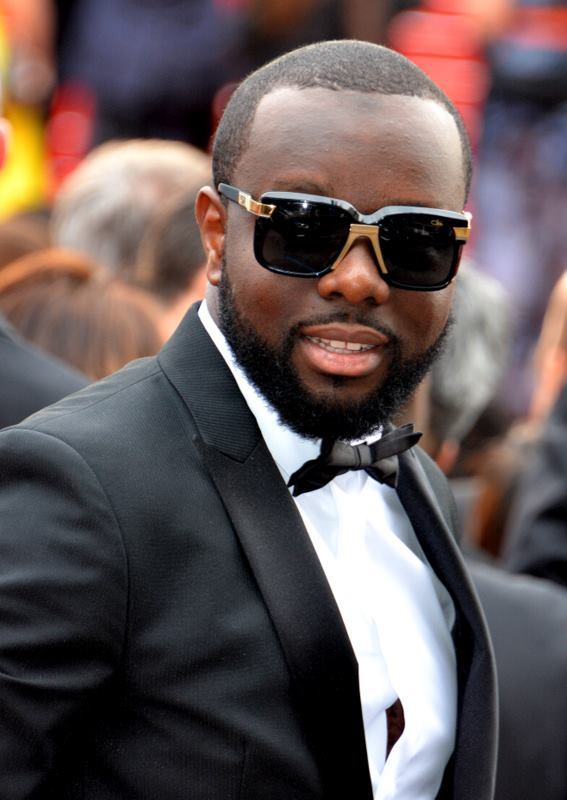
Maître Gims, chanteur congolais.
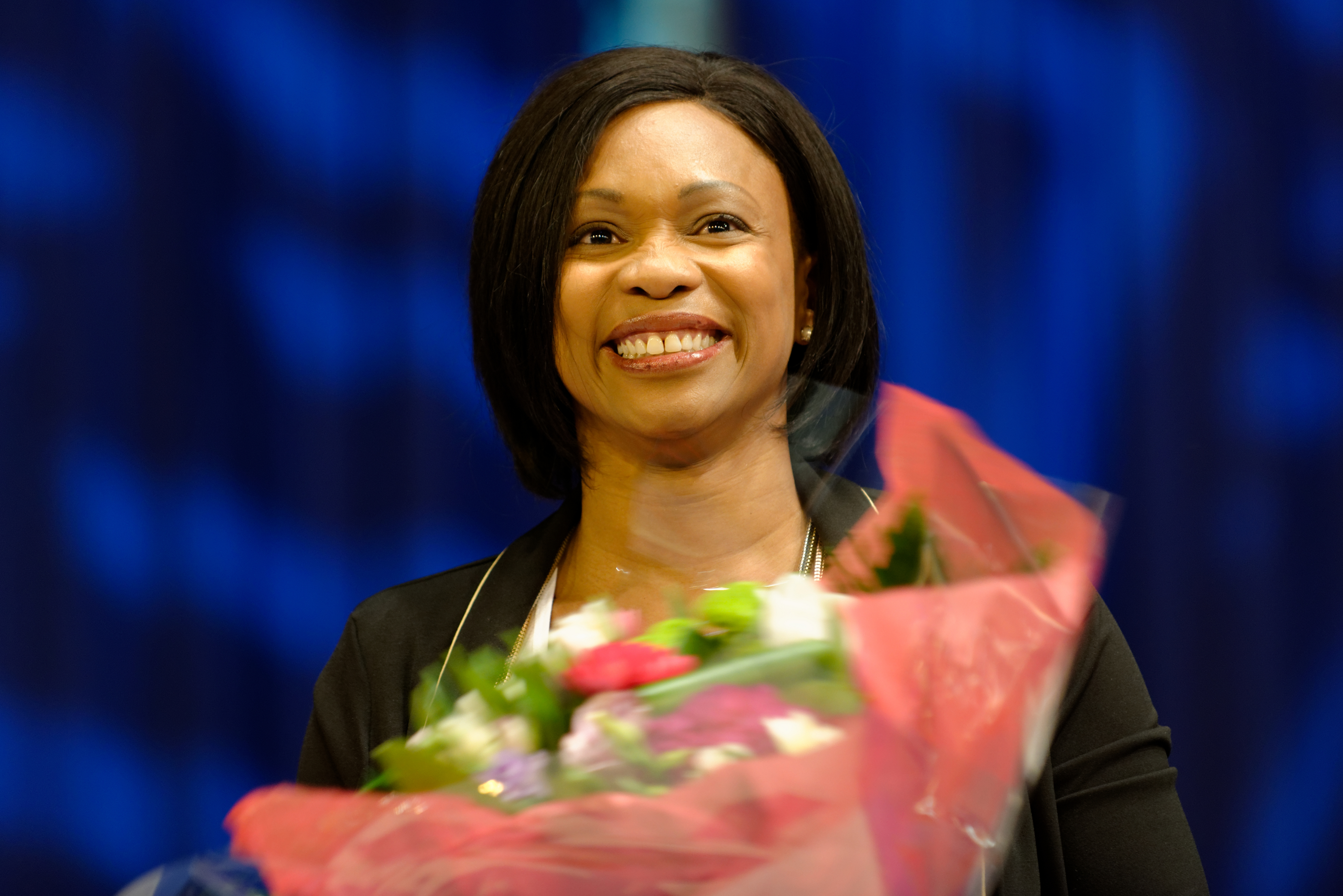
Laura Flessel, une sportive et politicienne créole guadeloupéenne.
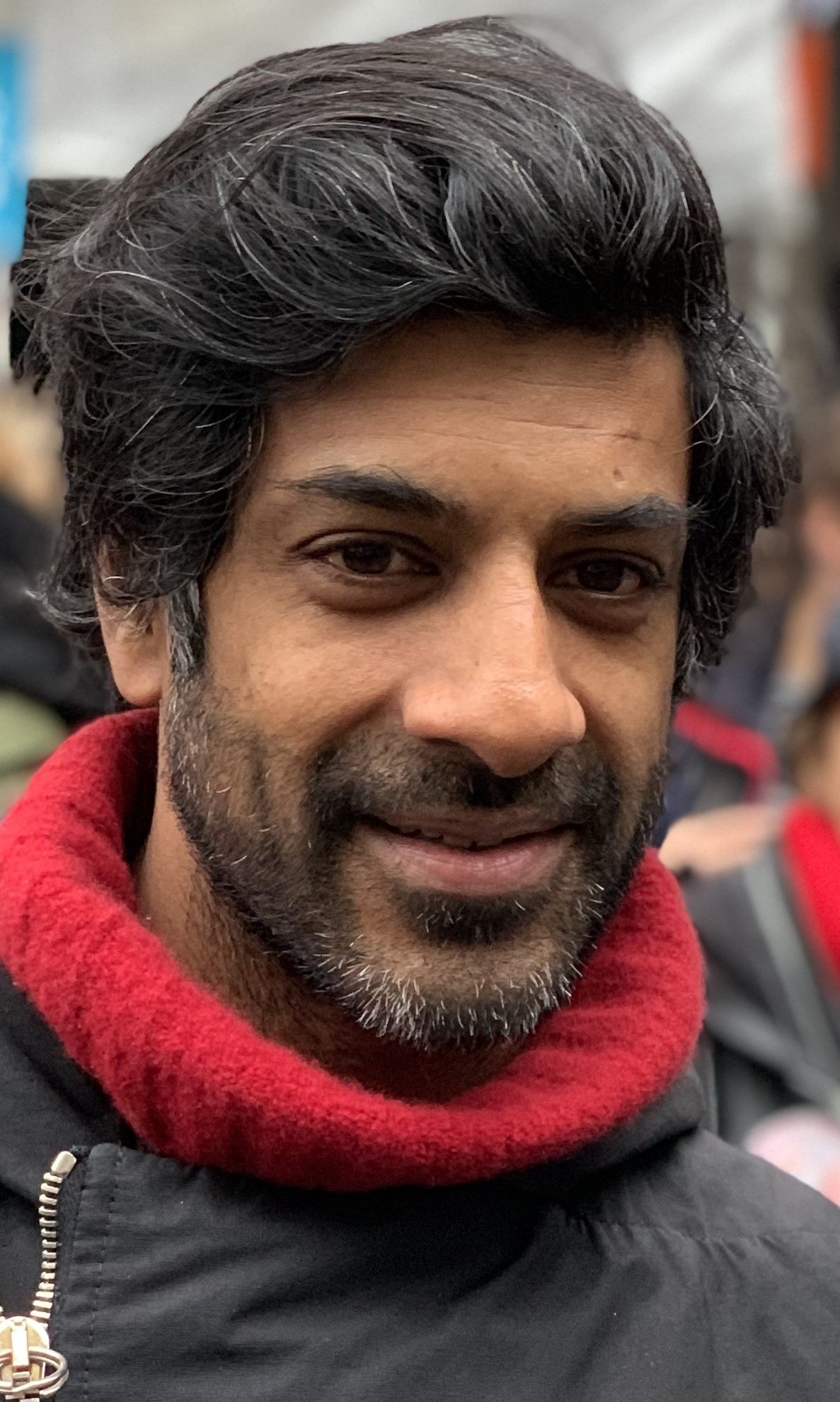
Vikash Dhorasoo, un footballeur originaire du sud de l'Inde.
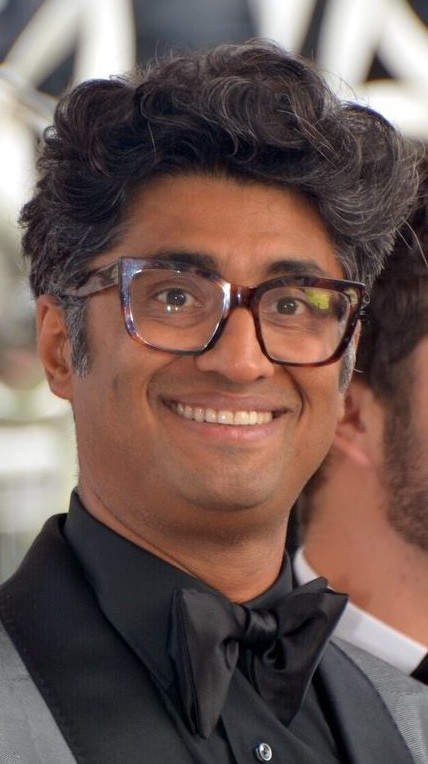
Sébastien Folin, un animateur d'origine indo-malgache.
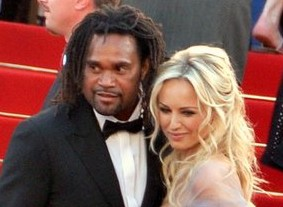
Christian Karembeu, un footballeur mélanésien de Nouvelle-Calédonie.

## Personnalités

### Politique

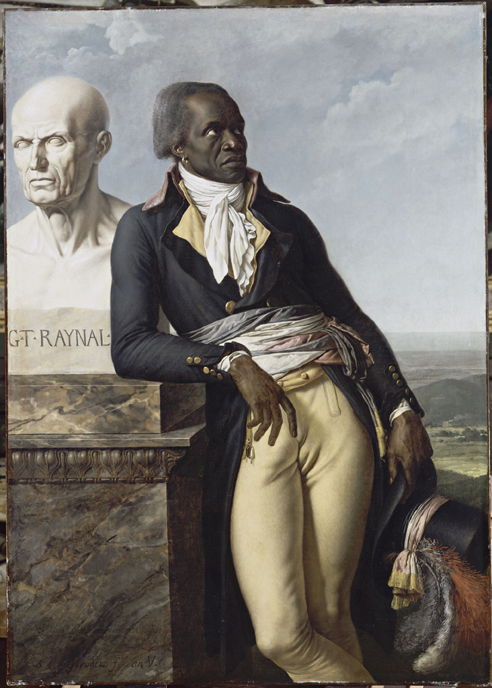
Jean-Baptiste Belley.
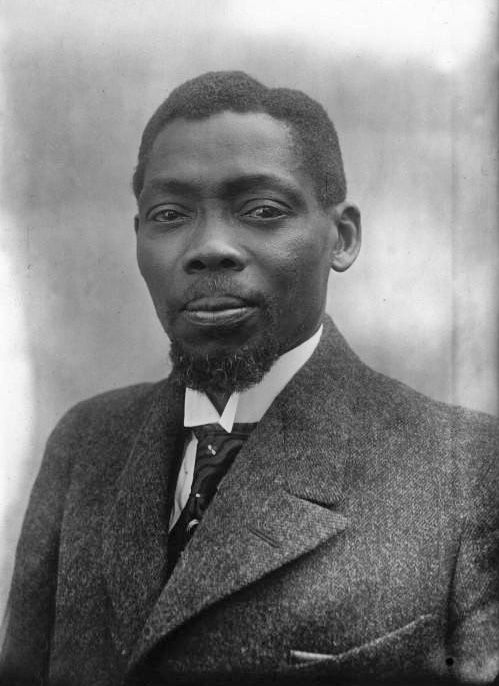
Blaise Diagne.
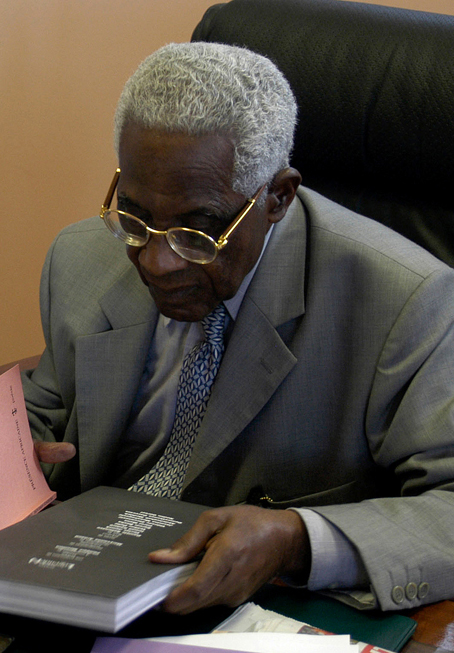
Aimé Césaire.
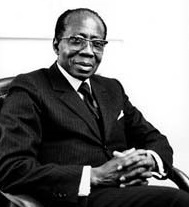
Léopold Sédar Senghor.
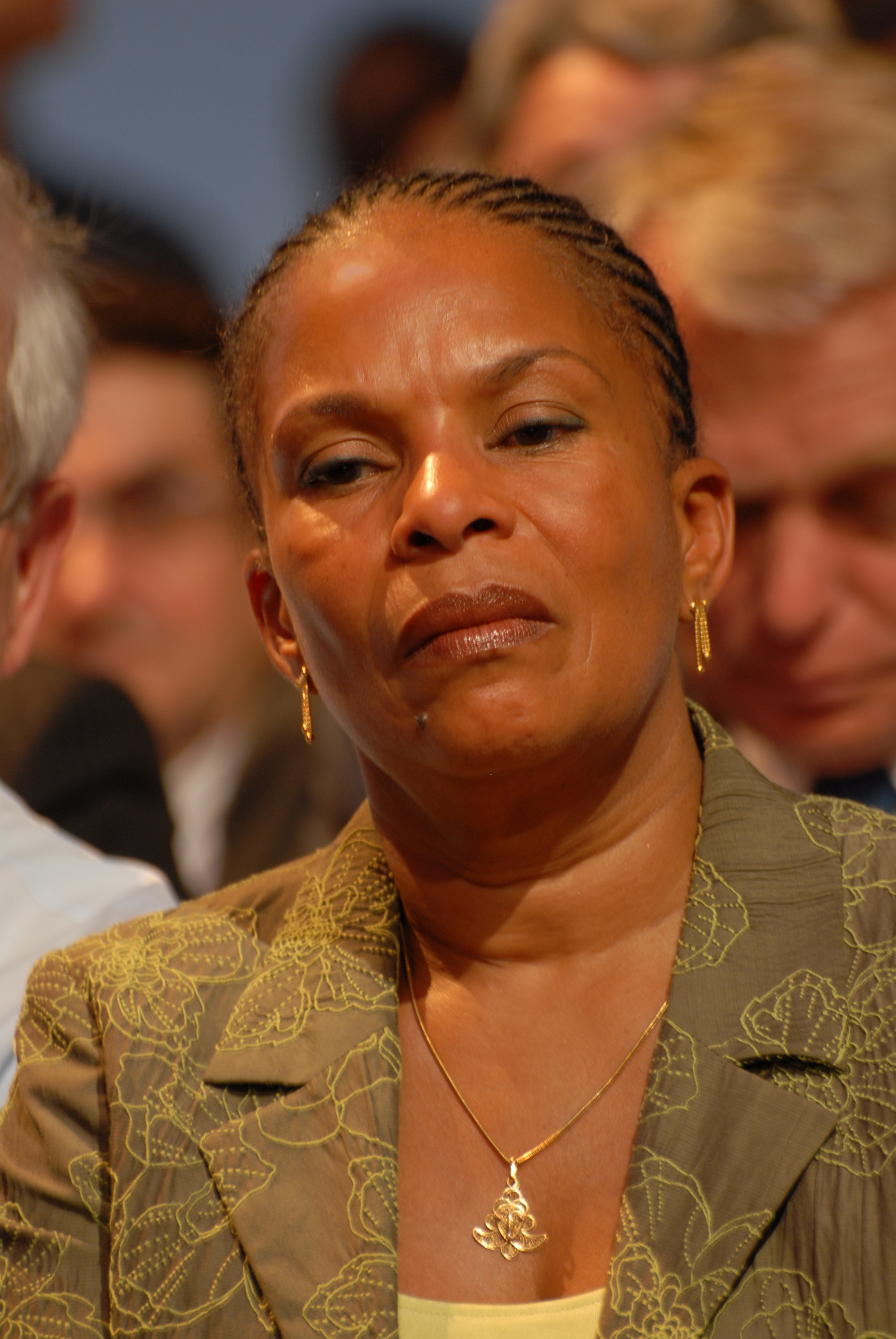
Christiane Taubira.
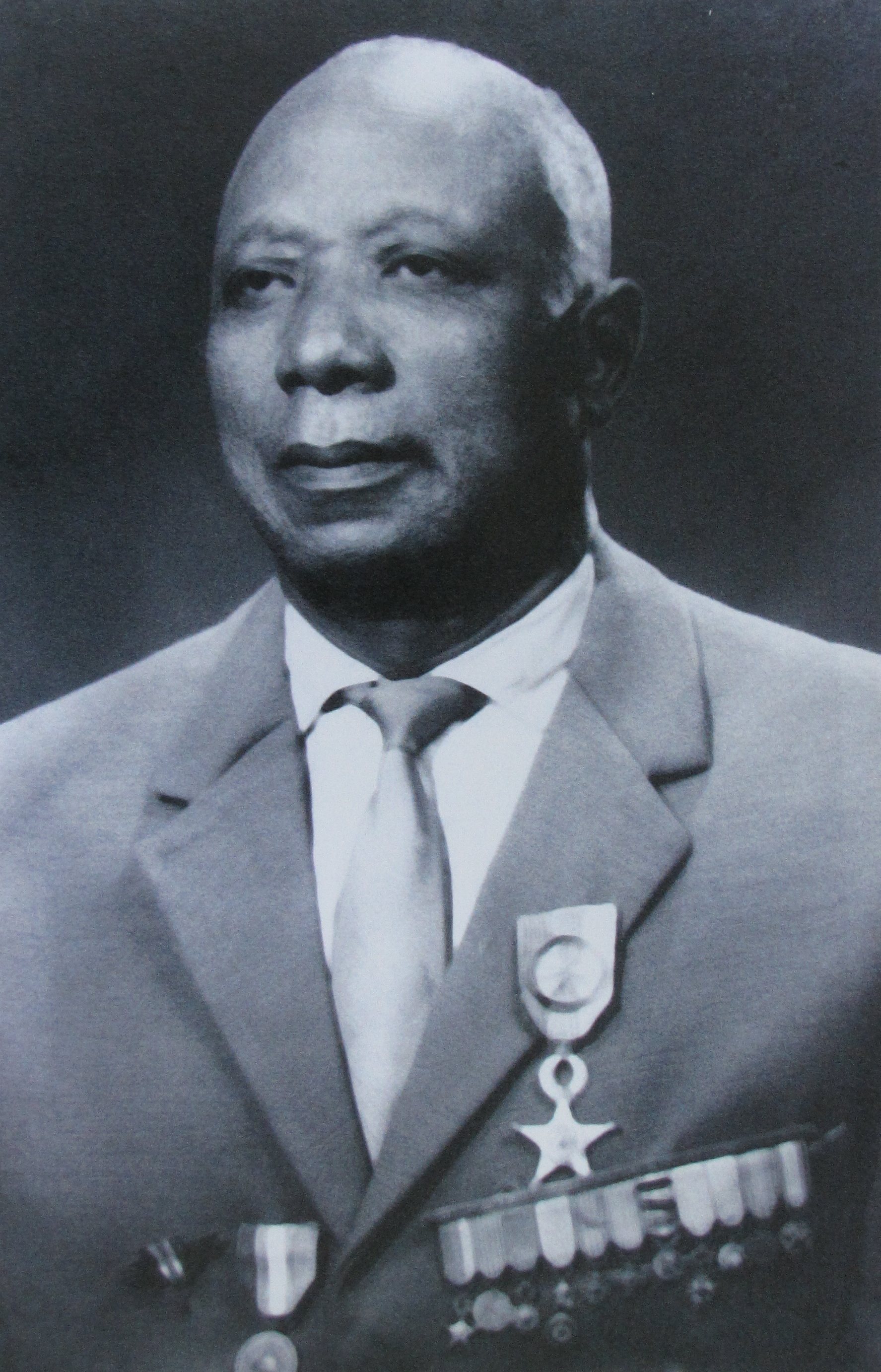
Raphaël Onana.
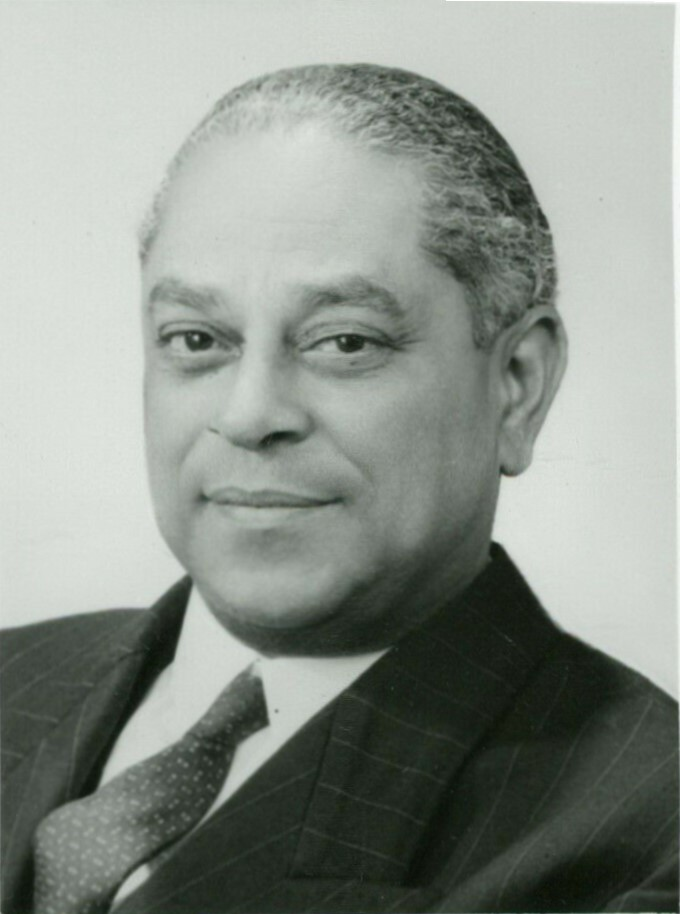
Gaston Monnerville.
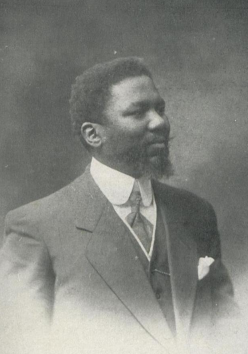
Gratien Candace.
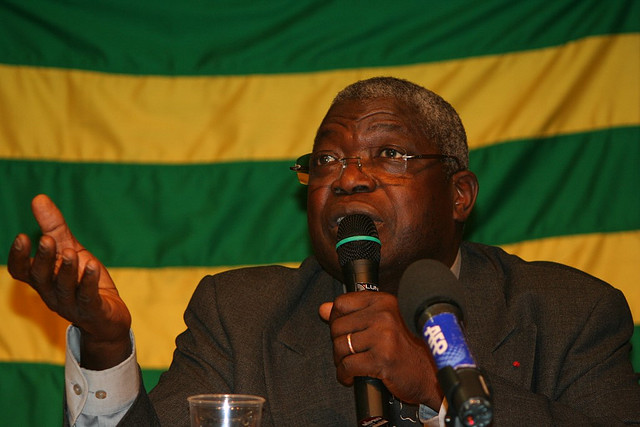
Kofi Yamgnane.
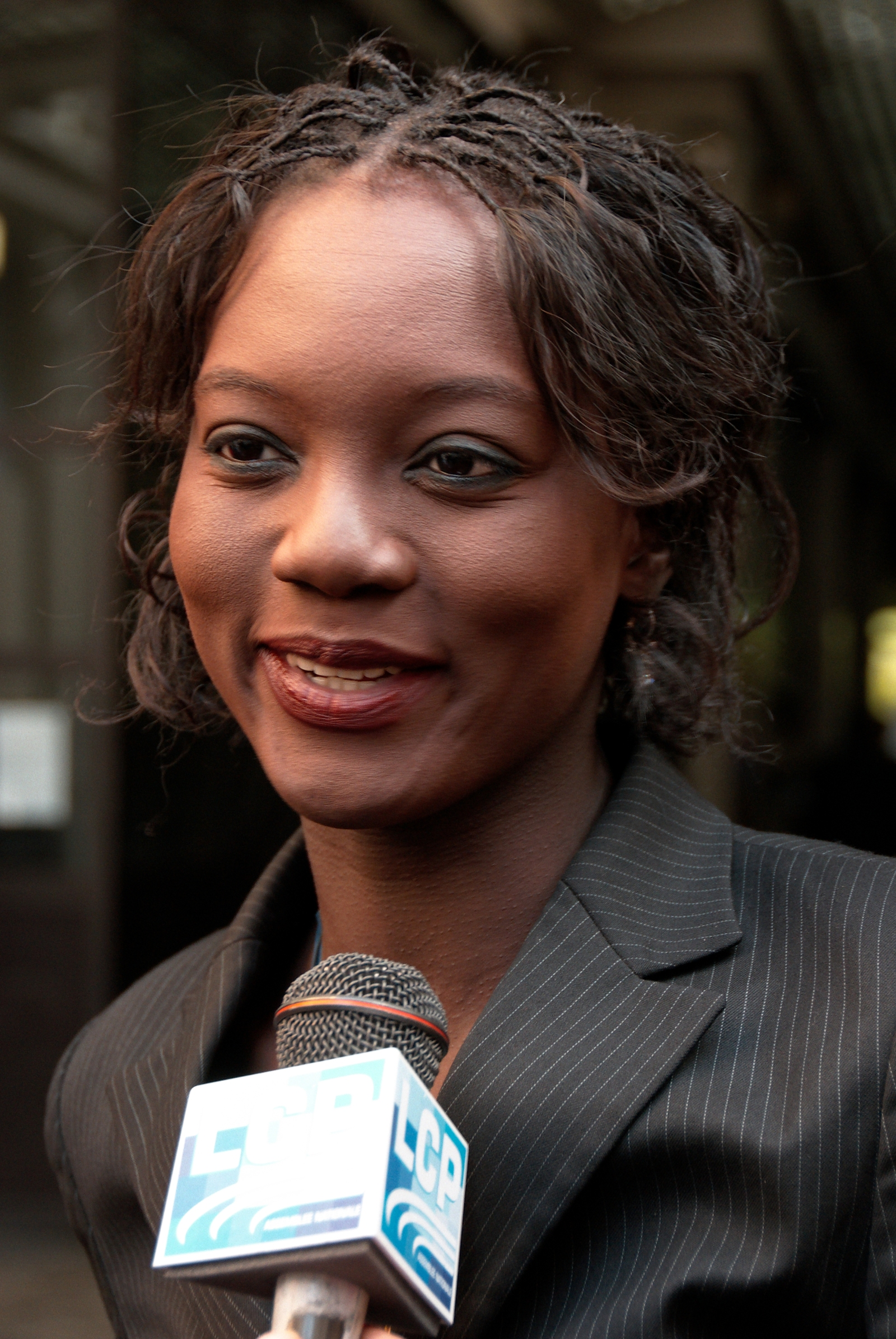
Rama Yade.
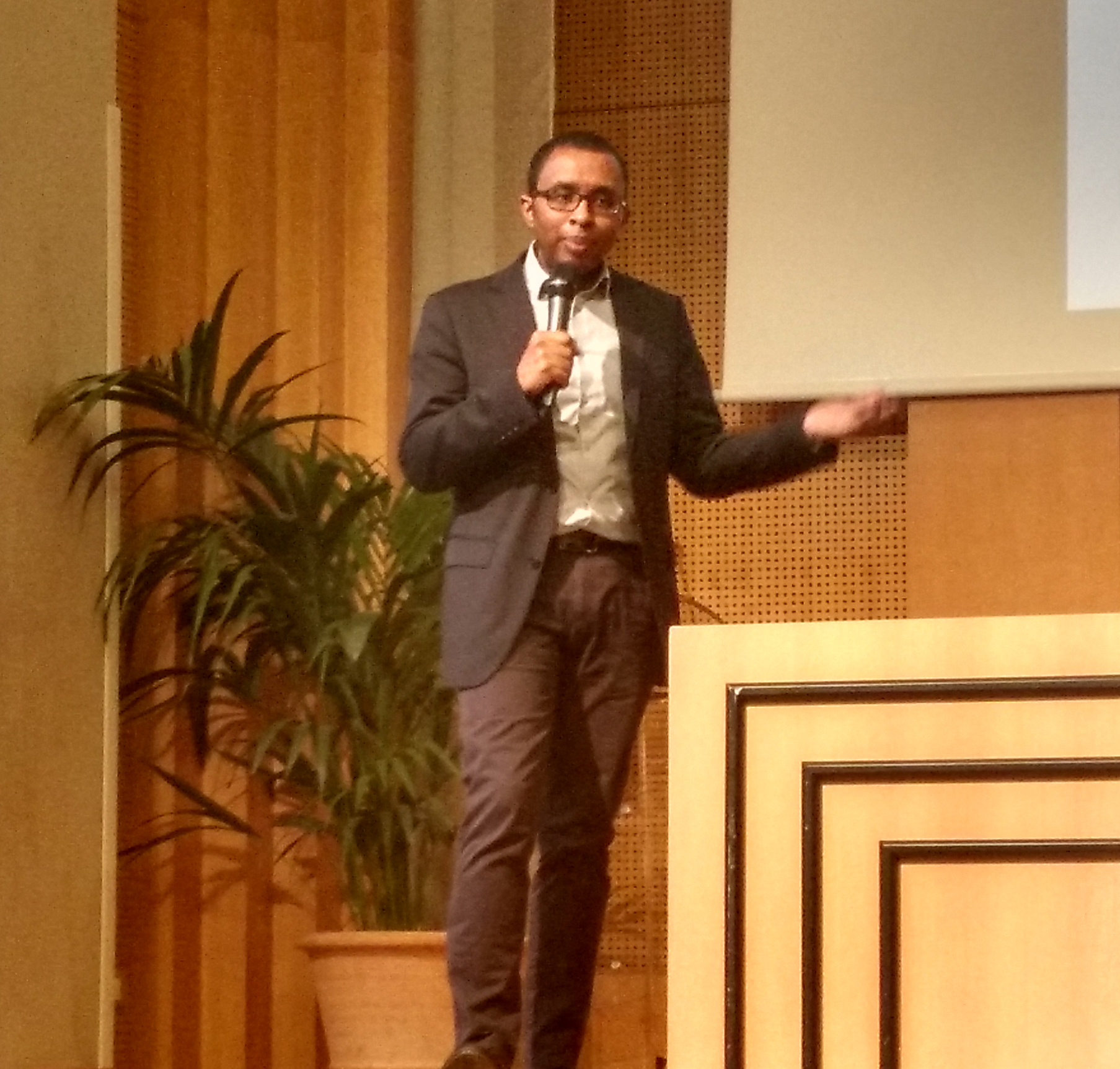
Pap Ndiaye.
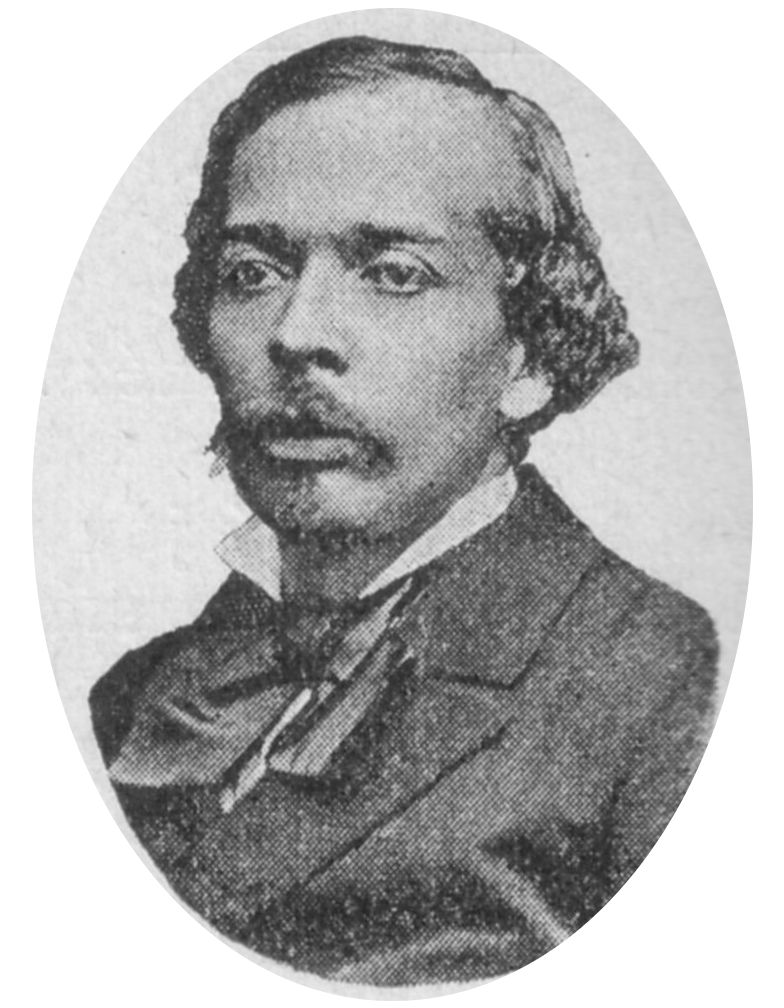
Severiano de Heredia.
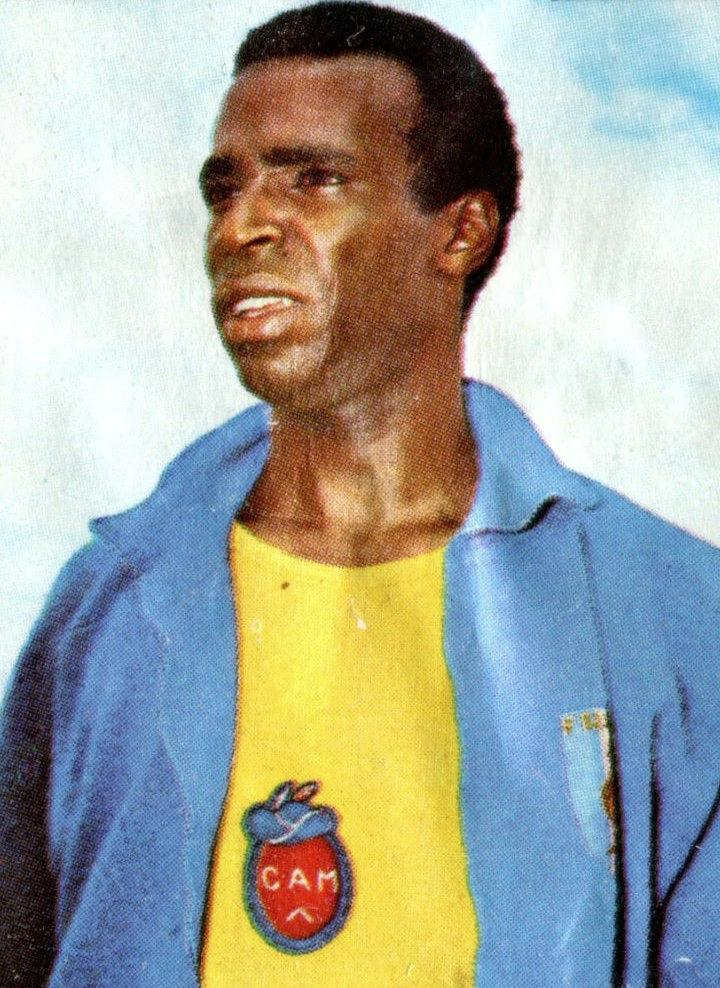
Roger Bambuck.
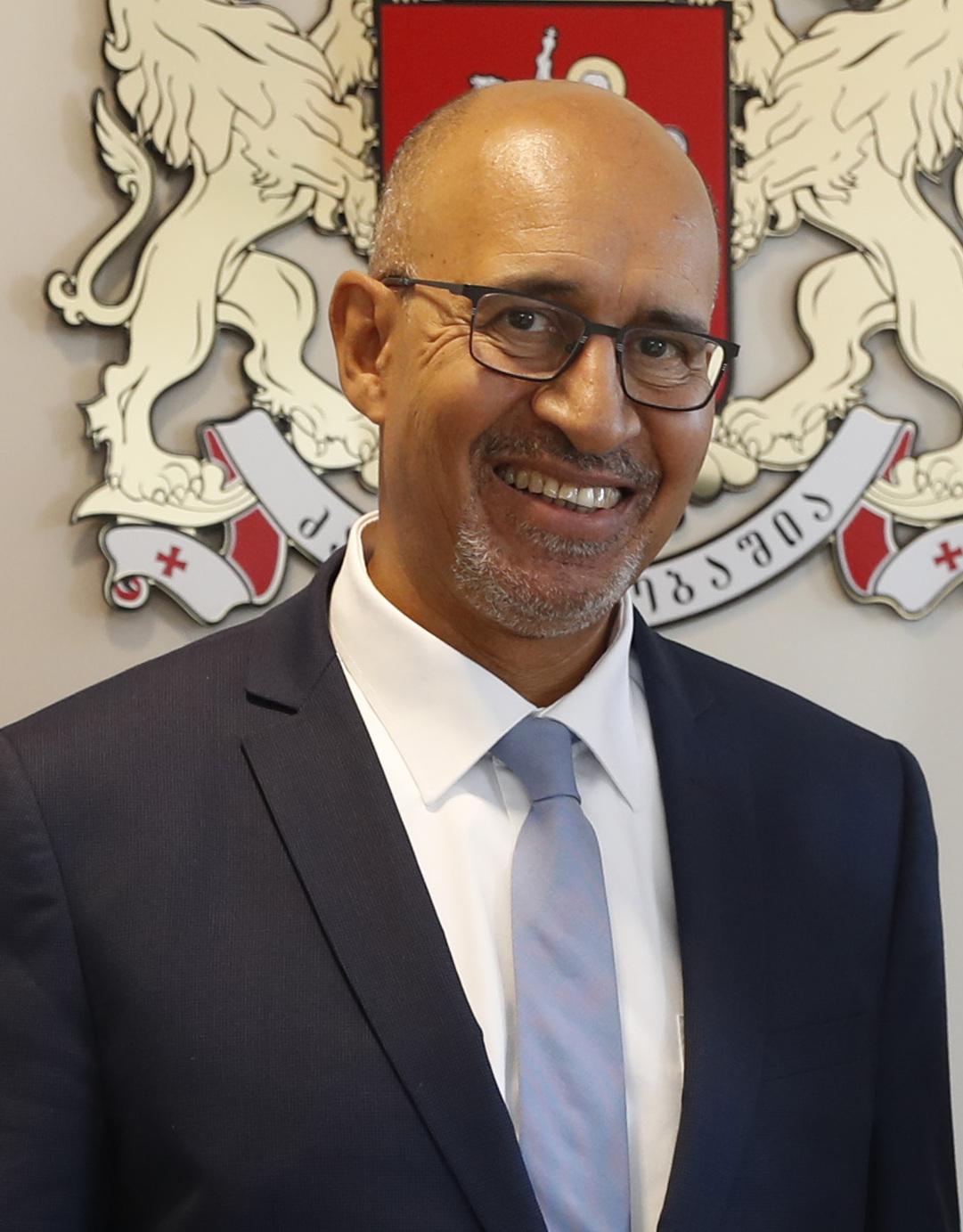
Harlem Désir.

Outre les hommes politiques noirs élus en métropole, il y a évidemment eu des dizaines de parlementaires noirs élus à la Chambre des députés devenue après 1945 Assemblée nationale ou au Sénat pour représenter des circonscriptions d'outremer, ainsi que des ministres, secrétaires d'État ou sous-secrétaires d'État, des gouverneurs, des préfets.
- Louis Guizot (1740-1794), magistrat, fut le tout premier maire noir d'une commune métropolitaine en 1790, avant d'être guillotiné sous la Terreur.
- Jean-Baptiste Belley (1746-1805) fut le premier député français noir, représentant alors le département du Nord de la colonie française de Saint-Domingue à la Convention nationale puis au Conseil des Cinq-Cents.
- Severiano de Heredia, né à La Havane, Cuba, le 8 novembre 1836 et mort à Paris le 9 février 1901, devint membre du conseil municipal de Paris pour le quartier des Ternes à partir d'avril 1873, président du conseil municipal de Paris en 1879, puis fut élu en août 1881 à la Chambre des députés (premier mandat sous l'étiquette de l'Union républicaine, second mandat sous celle de la Gauche radicale). Il devint ministre des Travaux publics du 30 mai 1887 au 11 décembre 1887 dans le premier gouvernement de Maurice Rouvier. Il lutta entre autres pour réduire la journée de travail en usine à dix heures pour les enfants de moins de douze ans, se prononça contre le général Boulanger et intervint dans le vote des lois sur le réseau métropolitain de Paris.
- Le Sénégalais Blaise Diagne (1872-1934) est devenu en 1914 le premier député noir d'Afrique élu à la Chambre des députés française. Il a également été le premier noir sous-secrétaire d'État aux Colonies en 1931.

Dans l'entre-deux-guerres, sous la IIIe République, plusieurs personnalités noires ou métisses sont nommées à des postes gouvernementaux (à l'instar de Gratien Candace), mais souvent cantonnés au sous-secrétariat d'État aux Colonies. Ces nominations s'entendent à une époque où la France est davantage tournée qu'avant vers son Empire colonial et souhaite mettre en valeur son « œuvre coloniale », notamment en exposant la promotion d'autochtones qu'elle a formés. Cela suscite de violentes critiques à l'étranger et l'hostilité d'une partie de la droite. Pour l'historien Dominique Chathuant : « Partagée par la gauche et les modérés, l'idée de nommer des hommes noirs à des postes politiques ou administratifs importants est sans doute d’une grande audace ». Ces personnalités adhèrent au discours assimilationniste républicain, qui pour eux sous-tend leur antiracisme.
- Le Guyanais Félix Éboué (1884-1944) est devenu le premier gouverneur-général de l'Afrique-Équatoriale française en 1940. Après sa mort, il devient la première personne noire entrée au Panthéon.

Sous la IVe République, entre 1946 et 1958, 52 députés d'Afrique noire siègent à l'Assemblée nationale ; ils appartiennent à des groupes apparentés à des partis politiques nationaux comme la SFIO, ou des groupes spécifiques, comme le Rassemblement démocratique africain et Indépendants d'outre-mer. Par ailleurs, chaque cabinet ministériel compte au moins un membre noir dans tous les gouvernements qui suivent celui de Pierre Mendès France. En 1957, le gouvernement Félix Gaillard en compte même quatre. Cela s'entend dans un contexte où l'Afrique noire prend une importance politique croissante (Union française), les autorités métropolitaines ne pouvant plus l'ignorer et donnant donc des gages de bonne volonté à ses représentants.
Parmis eux, deux femmes politiques « de couleur » pionnières :
- Eugénie Éboué-Tell (1891-1972), originellement institutrice, députée de la Guadeloupe pour la SFIO (1945-1946) puis conseillère de la République et sénatrice de Guadeloupe.
- Jane Vialle (1906-1953), originellement journaliste, résistante à Marseille en zone non occupée au sein du réseau Combat dès 1940, elle fut conseillère de la République pour l'Oubangui-Chari (1947-1948) puis sénatrice pour ce même ancien territoire colonial français de l'Afrique centrale (1948-1952).

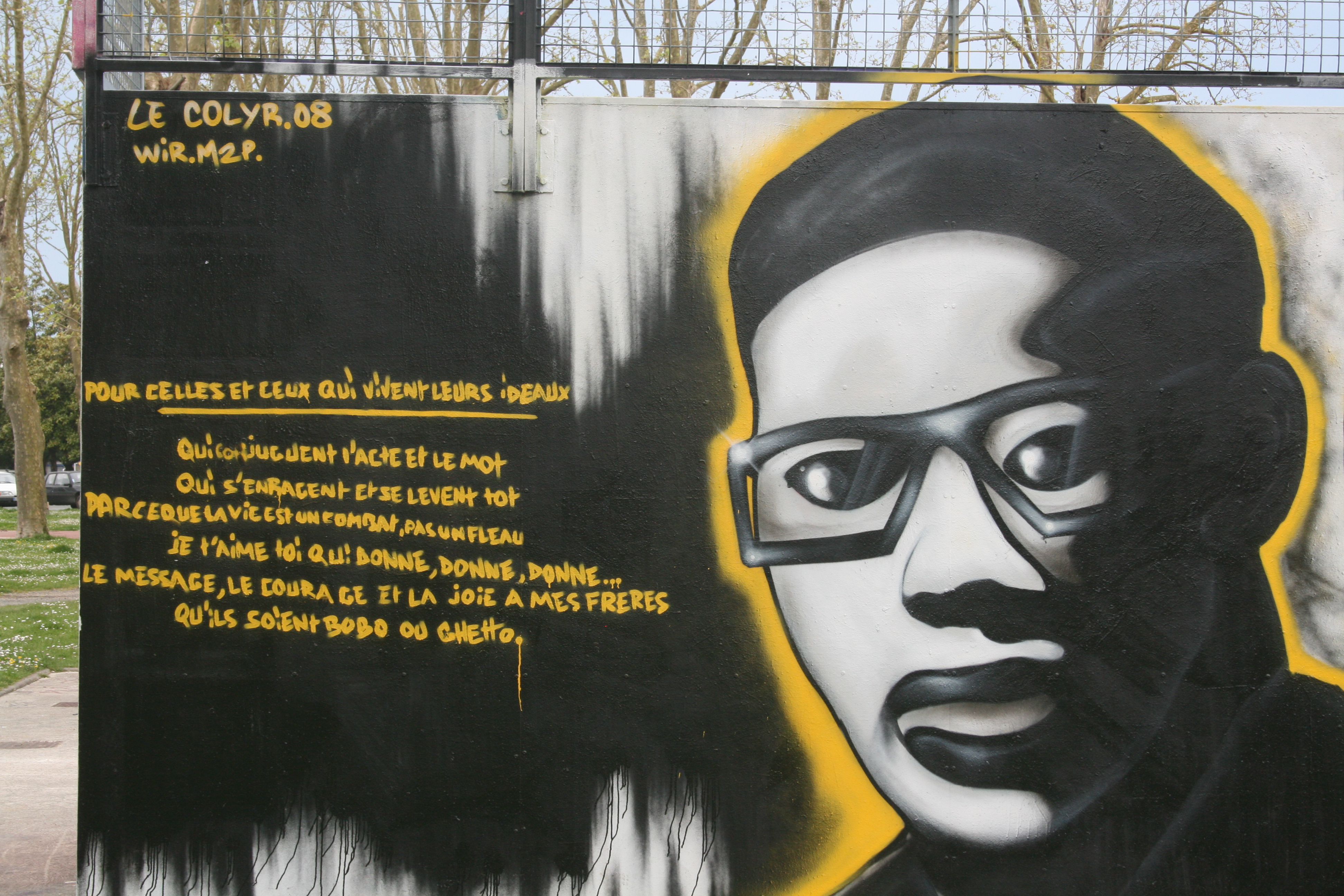
Graffiti en l'honneur d'Aimé Césaire.

Après les décolonisations, certaines de ces personnalités jouent un rôle important dans les pays ayant accédé à l'indépendance (l'ancien député français Léopold Sédar Senghor devient ainsi président du Sénégal). On ne compte plus, pendant de nombreuses années, de personnalités noires dans les gouvernements français. C'est davantage au niveau local, notamment dans les anciennes colonies antillaises devenues des DROM-TOM, que s'affirment des personnalités politiques noires, puis en France métropolitaine, où le BUMIDOM a permis l'émigration de nombreux habitants des départements d'outre-mer. Au niveau national, il faut attendre les années 2000-2010 pour voir régulièrement des Noirs nommés au gouvernement (Rama Yade, George Pau-Langevin, Laura Flessel, etc.).
- Christiane Taubira, députée du Parti radical de gauche de Guyane et garde des Sceaux (2012-2016), a été la première (et jusqu'à aujourd'hui la seule) candidate noire à une élection présidentielle française, en 2002.
- Gaston Monnerville (1897-1991), député de Guyane, sous-secrétaire d'État aux Colonies puis premier sénateur noir élu en métropole (1946-1974), président du Sénat (1947-1968), maire, président du conseil général du Lot, guyanais.
- Roger Bambuck (1945 -), guadeloupéen, secrétaire d’État à la jeunesse et aux sports (1988 à 1991), dans le gouvernement de Michel Rocard.
- Élie Bloncourt (1896-1978), guadeloupéen, député de l'Aisne (1936-1940, 1945-1947), conseiller général (1934-1940, 1945-1951).
- Gratien Candace (1873-1953), député de Guadeloupe (1912-1940), sous-secrétaire d'État aux Colonies (1932-1933).
- Ernest Chénière (1945-), député de l'Oise (1993-1997), martiniquais.
- Seybah Dagoma (1978-), députée de Paris (2012-2017), d'origine tchadienne.
- Harlem Désir (1959-), député européen (1999-), de père martiniquais.
- Alcide Delmont (1874-1959), martiniquais, sous-secrétaire d'État aux Colonies (1927-1930).
- Eugénie Éboué-Tell (1889-1972), députée et sénatrice (1946-1952), guadeloupéenne.
- Raphaël Élizé (1891-1945), premier maire noir de métropole (1929-1940) élu au suffrage universel (contrairement à Louis Guizot avant lui), martiniquais.
- Hélène Geoffroy (1970-), deputée du Rhône (2012-2016), maire de Vaulx-en-Velin (2014-2016), secrétaire d'État dans les gouvernements Valls et Cazeneuve (2016-2017), d'ascendance guadeloupéenne.
- Amadou Lamine-Guèye (1891-1968), sénateur (1958-59), sénégalais.
- Hégésippe Jean Légitimus (1868-1944) premier député noir guadeloupéen, plus jeune député élu à 30 ans (de 1898 à 1902 et de 1906 à 1914), premier président noir du conseil général en 1899, maire de Pointe-à-Pitre en 1904.
- Sibeth Ndiaye (1979-), secrétaire d'État et porte-parole du gouvernement (2019-2020), d'origine sénégalaise.
- George Pau-Langevin (1948-), députée de Paris, guadeloupéenne.
- Arthur Richards (1890-1972), conseiller général à Bordeaux (1951-1964), député de Gironde (1958-1967), guyanais.
- Fodé Sylla (1963-), député européen (1999-2004), d'origine sénégalaise.
- Rama Yade (1976-), secrétaire d'État (2007-2010), d'origine sénégalaise.
- Kofi Yamgnane (1945-), secrétaire d'État (1991-1993), député du Finistère (1997-2002), maire de Saint-Coulitz (1989-2001), conseiller régional de Bretagne (1992-1997), conseiller général du Finistère (1994-2008) d'origine togolaise.
- Laetitia Avia (1985 - 2022), députée de Paris (2017-), d'origine togolaise.
- Patrice Anato (1976-), député de Seine-Saint-Denis (2017-2022), d'origine togolaise
- Hervé Berville (1990-), Secrétaire d'État à la Mer depuis juillet 2022, député des Côtes-d'Armor (2017-2022), d'origine rwandaise.
- Rodrigue Kokouendo (1974-), député de Seine-et-Marine (2017-), d'origine centrafricaine.
- Jean François Mbaye (1979-), député du Val-de-Marne (2017-2022), d'origine sénégalaise
- Danièle Obono (1980-), députée de Paris (2017-), d'origine gabonaise.
- Sira Sylla (1980-), députée de la Seine-Maritime (2017-2022), d'origine sénégalaise.
- Huguette Tiegna (1982-), députée du Lot (2017-), d'origine burkinabée.
- Pap Ndiaye (1965-), ministre de l'Éducation nationale et de la Jeunesse (2022-2023), métis de père sénagalais.
- Rachel Keke (1974-), députée du Val de Marne (2022-), d'origine ivoirienne.
- Carlos Martens Bilongo (1990-), député du Val d'Oise (2022-), d’origine congolaise (RDC) et angolaise.
- Nadège Abomangoli (1975-), députée de Seine Saint-Denis (2022-), d'origine congolaise.

### Préfets
Lors de la nomination en 2008 de Pierre N'Gahane, « premier préfet noir » selon plusieurs médias, préfet des Alpes-de-Haute-Provence (2008-2011) et des Ardennes (2011-2013), puis secrétaire général du Comité interministériel de prévention de la délinquance et de la radicalisation (2013-2016), enfin préfet de Charente (2016-2018). Plusieurs observateurs ont noté qu'il y en avait déjà d'autres, nommés en métropole sous la Cinquième République,. Ont notamment suivi :
- Marcelle Pierrot (préfète du Lot, du Tarn, de Lorraine, des Vosges puis de la région Guadeloupe), Guadeloupéenne
- Richard Samuel (préfet de la Meuse en 2003-2005, de l'Eure en 2007-2009, de Maine-et-Loire en 2009 et de l’Isère de 2012 à2015), Guadeloupéen
- Alain Zabulon (préfet de Corrèze de 2008 à 2011, puis des Landes de septembre 2011 au 15 mai 2012 ; nommé directeur de cabinet adjoint du président de la République le 15 mai 2012[131]), Martiniquais
- Sophie Elizéon, nommée préfète du Territoire de Belfort en 2017[132]

### Ambassadeurs
- Robby Judes : ambassadeur de France aux Comores depuis 2014, premier ultramarin ayant atteint ce grade[133], Guadeloupéen.
- Fred Constant : universitaire et ambassadeur de France en Guinée équatoriale de 2016 à 2019.

### Militaires

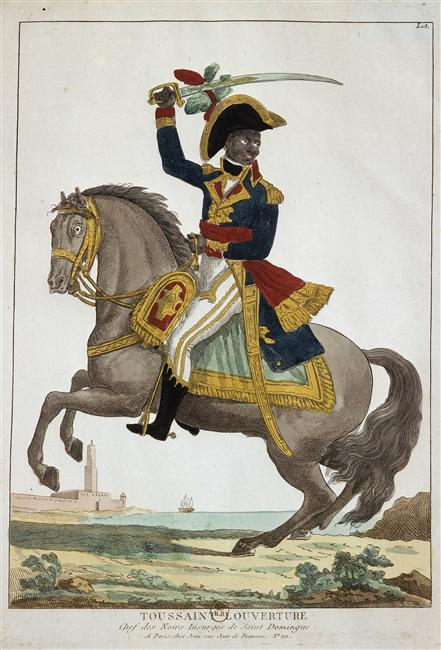
Toussaint Louverture, général révolutionnaire, héros de l'indépendance et premier gouverneur d'Haïti.

- Machicor, prince malgache (antanosy) devenu officier et cornette en 1675 dans les Gardes du duc de Mazarin, alors gouverneur d'Alsace[134],[23],[24].
- Aniaba, mousquetaire d'un régiment du Hainaut, filleul de Louis XIV
- Thomas Alexandre Dumas (général de la Révolution française), Saint-Domingue, aujourd'hui Haïti.
- Toussaint Louverture (général de la Révolution française), près du Cap-Français, aujourd'hui Haïti.
- André Rigaud (général de la Révolution française), Les Cayes.
- Louis-Jacques Bauvais (général de la Révolution française), Saint-Domingue, aujourd'hui Haïti.
- Jean-Louis Villatte (général de la Révolution française), Saint-Domingue, aujourd'hui Haïti.
- Joseph Damingue, officier français de la Révolution et de l'Empire
- Martial Besse (général de la Révolution française), Saint-Domingue, aujourd'hui Haïti.
- Jean-Joseph Chevalier de Lavit (1753-1809), capitaine, fils du colonel Jean Joseph de Lavit (1703-1782)[135] et de l'esclave qu'il avait affranchie Martonne Valentin[136], père de la cantatrice quarteronne Caroline Branchu.
- Augustin Clerveaux (général de la Révolution française), Saint-Domingue, aujourd'hui Haïti.
- Jean-Pierre Baptiste L’Eveillé (général de la Révolution française), Saint-Domingue, aujourd'hui Haïti.
- Louis Delgrès (colonel d'infanterie et abolitionniste), Martinique.
- Antoine Chanlatte (général de la Révolution française et de l'Empire), Port-Au-Prince.
- Jean-Jacques Dessalines (ancien esclave devenu officier français puis empereur d'Haïti), Saint-Domingue.
- Alexandre Pétion (général, puis président d'Haïti), Port-Au-Prince.
- Charles N'Tchoréré (1896-1940), officier français d'origine gabonaise, Mort pour la France
- Wladyslaw Jablonowski (général du Consulat), Dantzig, Pologne.
- Joseph Serrant (général de l'Empire), La Martinique.
- Alfred Dodds (général de la IIIe République), Sénégal.
- Camille Mortenol (premier Noir à atteindre le grade de capitaine de vaisseau dans la Marine en 1912).
- Roger Sauvage, as aérien français de la Seconde Guerre mondiale, ayant fait partie de l'escadrille Normandie-Niemen.
- Jean-Marc Vigilant (général de l'armée de l'air et de l'espace, ingénieur de l'École de l'air et de l'espace, breveté des écoles de guerre française et espagnole, pilote de chasse, auditeur du collège de l'OTAN à Rome, ancien directeur de l'école de guerre et président du club de pensée EuroDéfense-France), né le 26 février 1967 à Châlons-en-Champagne, d'origine martiniquaise.

### Culture

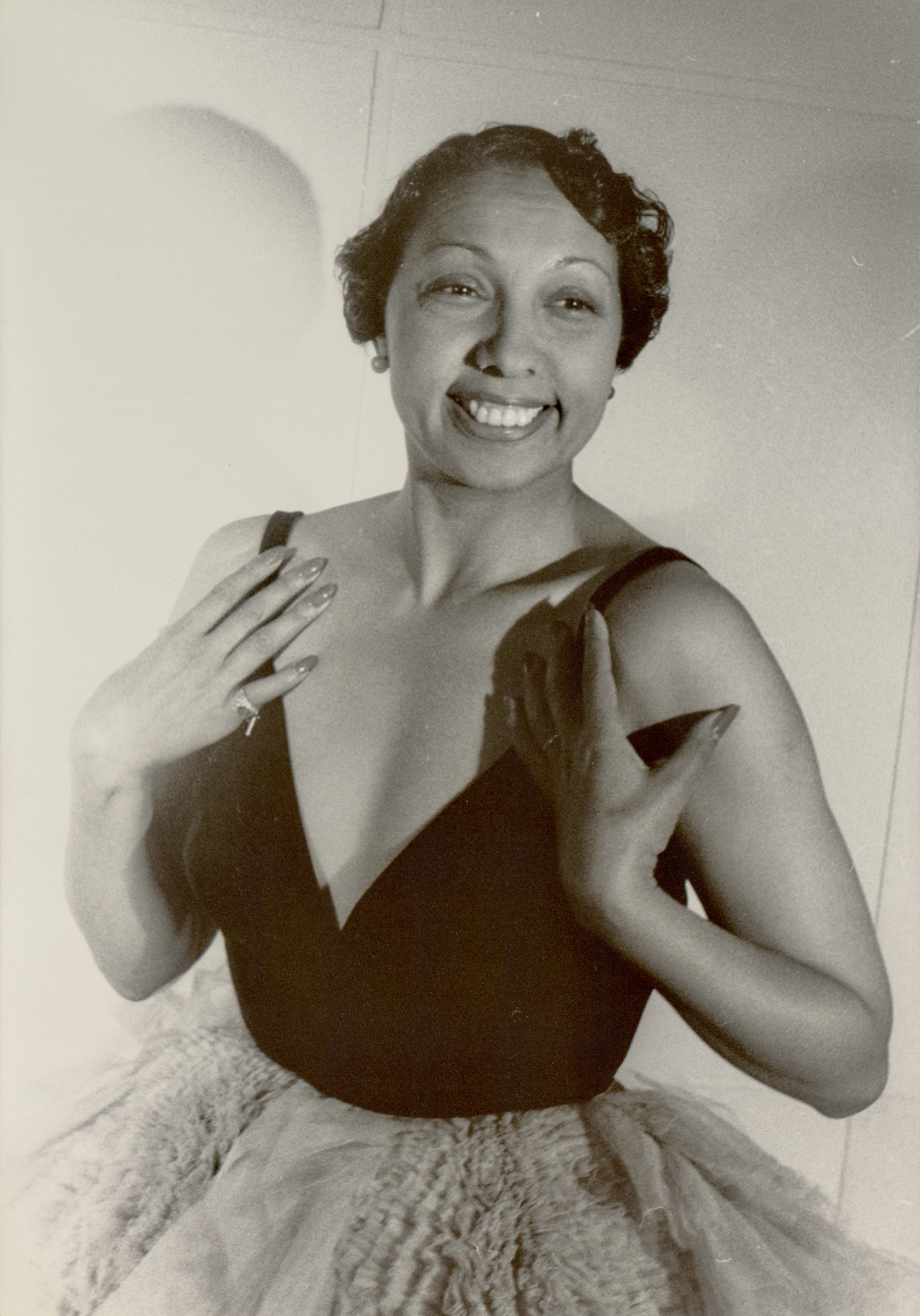
Joséphine Baker.
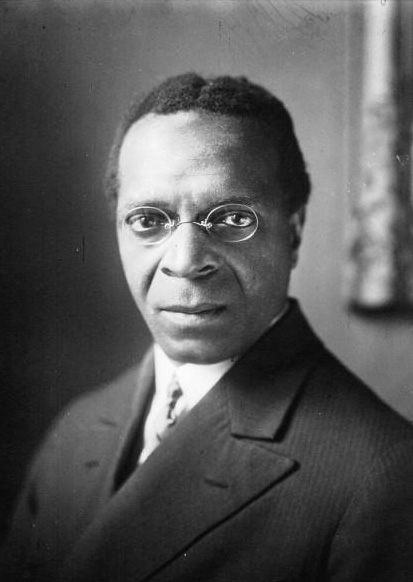
René Maran.
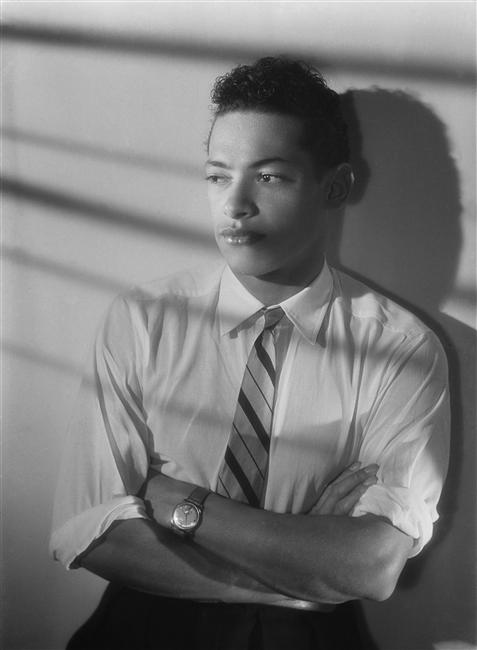
Henri Salvador.
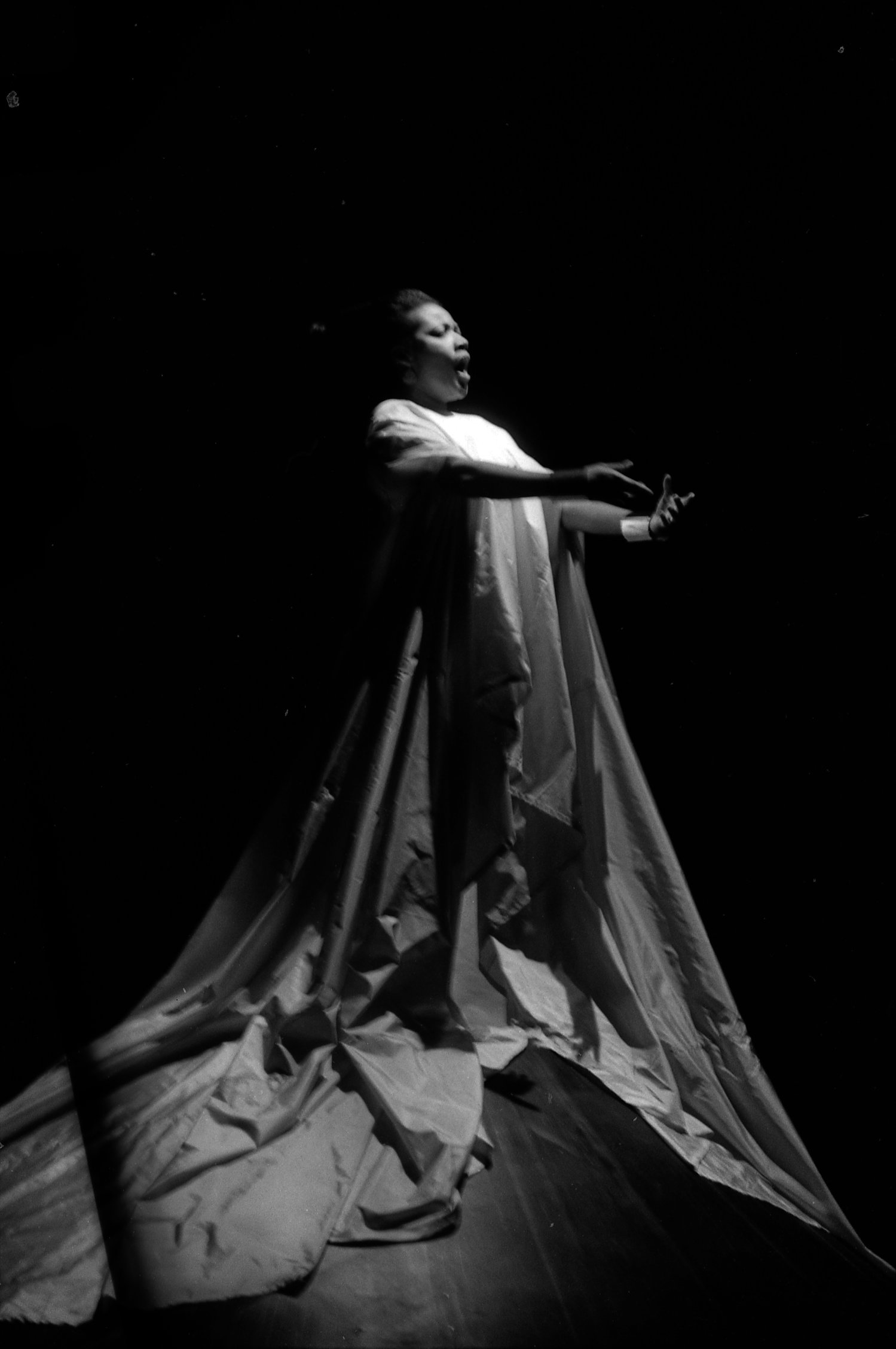
Christiane Eda-Pierre.

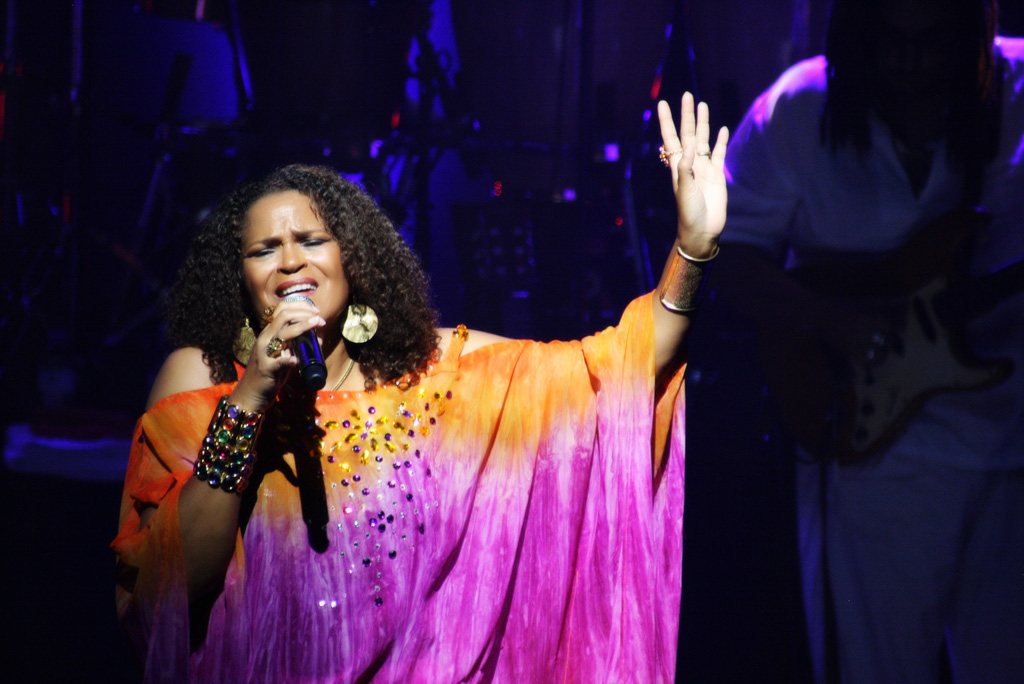
Jocelyne Béroard du groupe Kassav'.
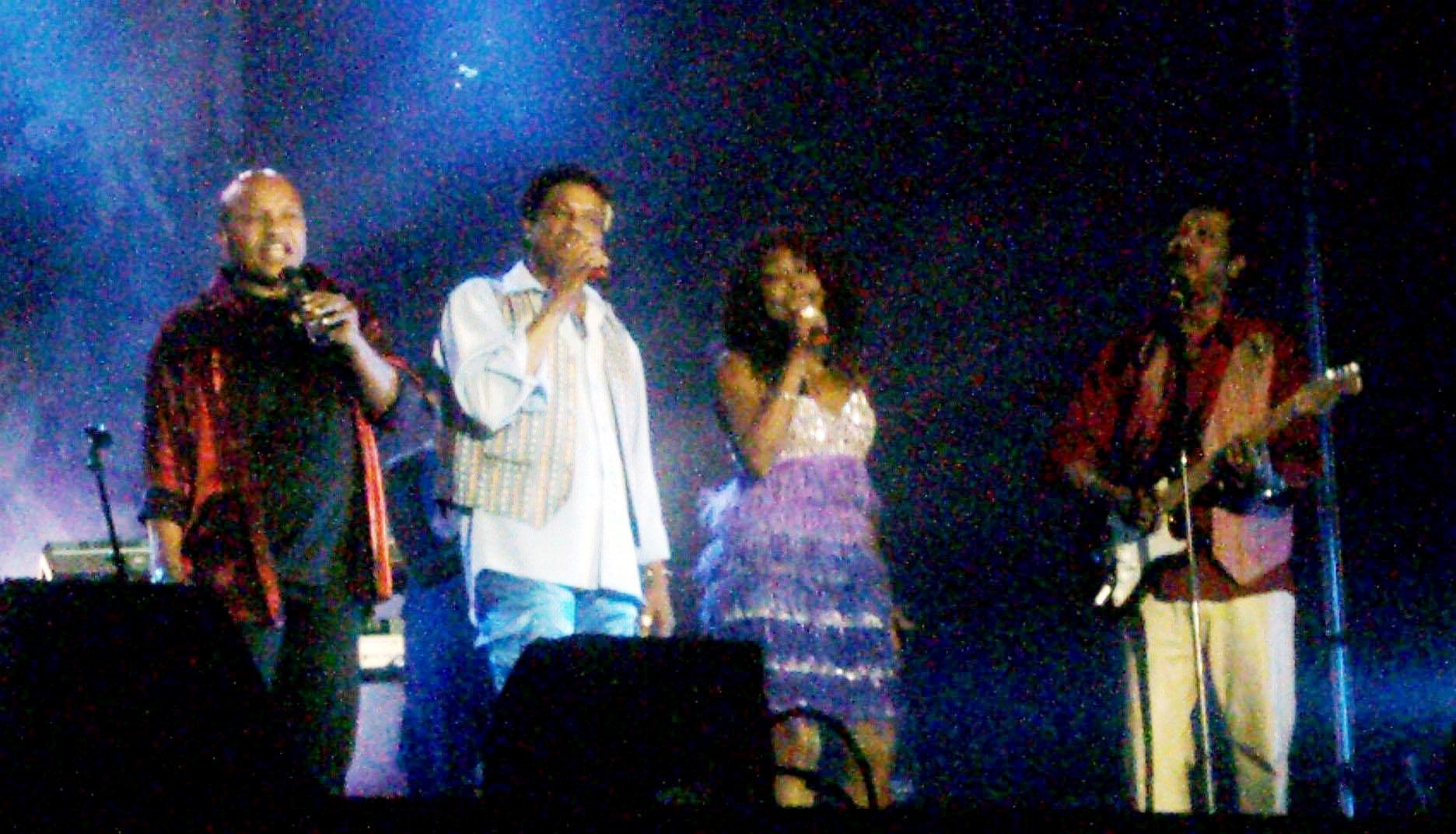
La Compagnie créole.
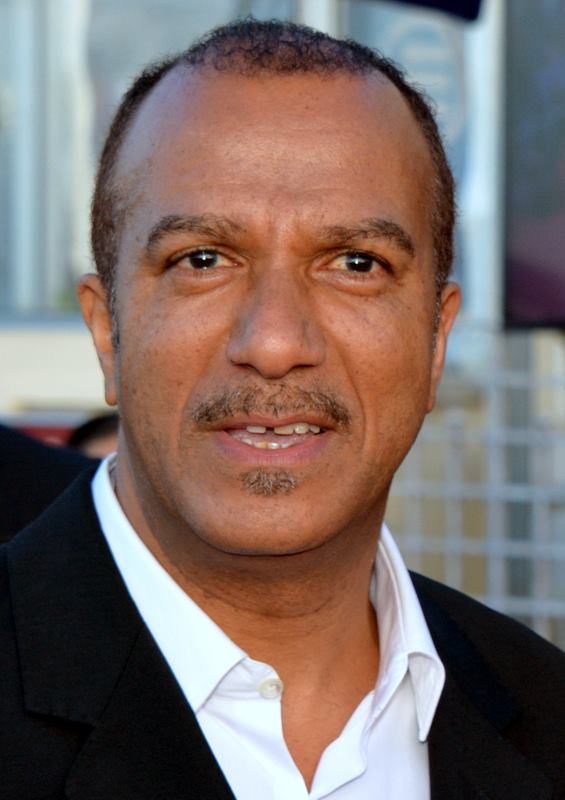
Pascal Légitimus.
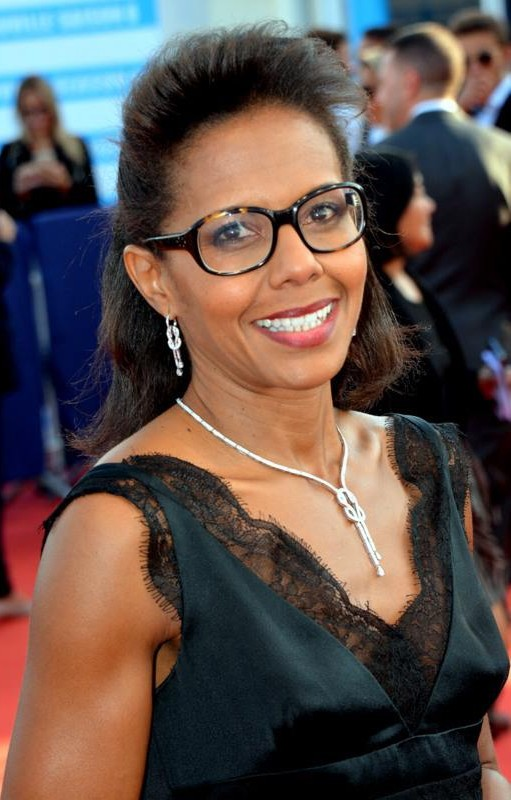
Audrey Pulvar.
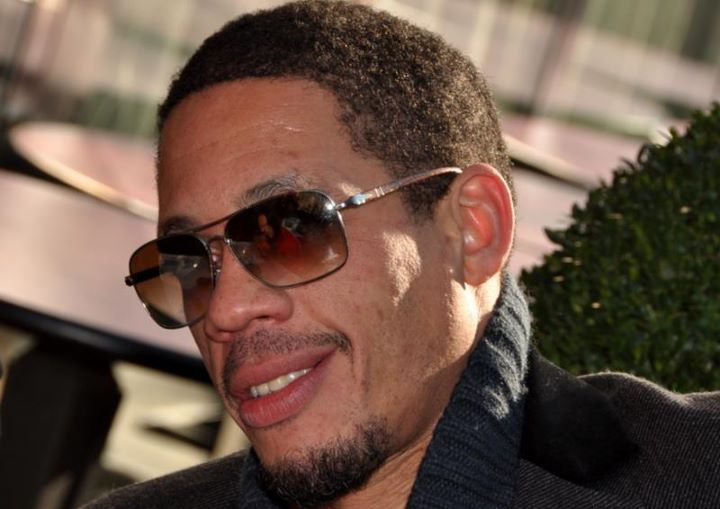
JoeyStarr.

- Sofia Samaha Achoun, chanteuse du groupe Shaka Ponk.
- Abd al Malik, rappeur, scénariste, réalisateur.
- Kady Adoum-Douass, journaliste de télévision.
- Élé Asu, journaliste de télévision.
- Ralph Amoussou, acteur.
- Birane Ba, comédien, pensionnaire de la Comédie-Française depuis 2019
- Stéphane Bak, acteur et doubleur.
- Joséphine Baker, chanteuse.
- Karine Baste-Régis, journaliste de télévision.
- Nadège Beausson-Diagne, actrice, chanteuse, chroniqueuse de télévision.
- Habib Benglia, acteur et danseur.
- Jocelyne Béroard, chanteuse.
- Blacko, rappeur.
- Andrée Blouin, écrivaine et militante.
- Joseph Bologne de Saint-George, musicien.
- Booba, rappeur.
- Melvin Boomer, breakdancer et acteur.
- Manon Bresch, actrice.
- Stéfi Celma, actrice et chanteuse.
- Aimé Césaire, écrivain.
- Suzanne Césaire, écrivaine.
- Théo Christine, acteur.
- Julien Clerc, chanteur.
- Maryse Condé, écrivaine.
- Syanie Dalmat, journaliste sportive.
- Alice Da Luz, actrice.
- Léon-Gontran Damas, écrivain.
- Edmond Dédé, violoniste et compositeur.
- Alex Descas, acteur.
- Guy Deslauriers, réalisateur.
- Karfa Diallo, essayiste et militant.
- Rokhaya Diallo, journaliste, éditorialiste, militante et réalisatrice.
- Fatou Diome, écrivaine.
- Guillaume Diop, danseur étoile du ballet de l'Opéra national de Paris.
- Mati Diop, réalisatrice et actrice
- Mouss Diouf, acteur et humoriste.
- Maïmouna Doucouré, réalistrice et scénariste.
- Olivier Dubois, journaliste reporter, ancien otage au Sahel.
- Alexandre Dumas et Alexandre Dumas fils, écrivains et dramaturges.
- Dieudonné, humoriste.
- Eriq Ebouaney, acteur.
- Corentin Fila, acteur.
- Mata Gabin, actrice, poète, autrice, chroniqueuse et chanteuse.
- Yann Gael, acteur et écrivain.
- Maïmouna Gueye Fall, actrice, autrice, metteuse-en-scène.
- Johanna Ghiglia, journaliste de la télévision publique.
- Édouard Glissant, écrivain.
- Kareen Guiock Thuram, journaliste, présentatrice, chroniqueuse, chanteuse et rédactrice en chef.
- Doc Gynéco, chanteur de hip hop.
- Eye Haïdara, actrice.
- Zita Hanrot, actrice.
- Hatik, rappeur et acteur.
- Christiane Eda-Pierre, soprano.
- Jacky Ido et Cédric Ido, acteurs, réalisateurs, scénaristes.
- Kery James, rappeur.
- Lucien Jean-Baptiste, acteur, réalisateur et scénariste.
- Joséphine Jobert, actrice.
- Kamini, rappeur, humoriste, chroniqueur.
- Christine Kelly, journaliste, animatrice télévisuelle et écrivaine.
- Hubert Koundé, comédien.
- Christian Lara, cinéaste
- Julius-Amédée Laou, cinéaste, dramaturge, professeur.
- Aude Legastelois, actrice.
- Darling Légitimus, comédienne.
- Pascal Légitimus, comédien.
- Karine Le Marchand, animatrice de télévision.
- Annabelle Lengronne, comédienne.
- Noémie Lenoir, mannequin et actrice.
- Robert Liensol, acteur.
- Marie NDiaye, écrivaine.
- Alain Mabanckou, écrivain.
- Aïssa Maïga, actrice.
- René Maran, écrivain.
- Jacques Martial, acteur, metteur en scène et homme politique.
- Sara Martins, actrice.
- MHD, rappeur.
- Black M, rappeur et chanteur.
- Mokobé, rappeur.
- Tania de Montaigne, écrivaine, enseignante, journaliste, auteure et interprète.
- Édouard Montoute, comédien.
- Aya Nakamura, chanteuse.
- Jeanne Nardal, écrivaine, philosophe.
- Paulette Nardal, femme de lettres, journaliste.
- Marie-Philomène Nga, actrice.
- Philippe Niang, scénariste et réalisateur.
- Rafaël Padilla, clown auguste (Chocolat) dans le duo « Foottit et Chocolat »
- Euzhan Palcy, cinéaste.
- Daniel Picouly, écrivain.
- Audrey Pulvar, journaliste.
- Marco Prince, chanteur-leader du groupe FFF (Fédération française de fonck).
- Claude Ribbe, écrivain.
- Firmine Richard, comédienne.
- Rohff, rappeur.
- Harry Roselmack, journaliste.
- Axelle Saint-Cirel, chanteuse lyrique mezzo-soprano.
- Virginie Sainsily, journaliste, reporter et présentatrice de télévision.
- Henri Salvador, chanteur.
- Karine Silla, actrice, scénariste, réalisatrice et écrivaine.
- Léonie Simaga, comédienne et metteuse en scène, sociétaire de la Comédie-Française de 2010 à 2015.
- MC Solaar, rappeur.
- José Sébéloué, auteur compositeur et interprète (fondateur de La Compagnie créole).
- JoeyStarr, rappeur.
- Leïla Sy, réalisatrice et militante.
- Omar Sy, acteur.
- Ahmed Sylla, humoriste et acteur.
- Assa Sylla, actrice.
- Tété, auteur-compositeur-interprète, musicien.
- Louis-Georges Tin, écrivain.
- Karidja Touré, actrice.
- Mac Tyer, rappeur.
- Laurent Voulzy, chanteur.
- Youssoupha, rappeur.
- France Zobda, actrice et productrice de télévision, détentrice d'un record Guinness.

### Concours de beauté

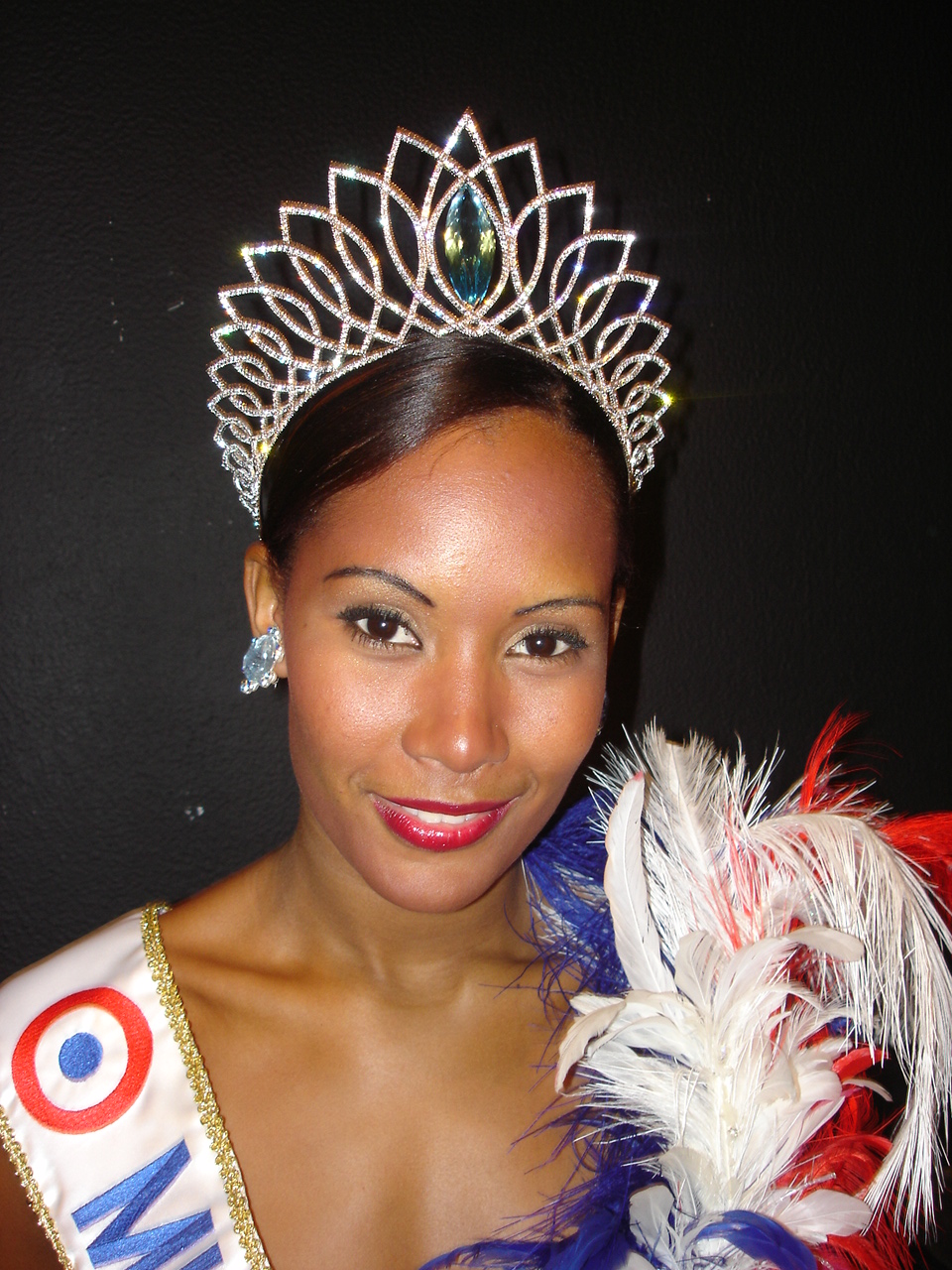
Corinne Coman, Miss France 2003.

#### Miss France
- Véronique de la Cruz, Miss France 1993.
- Sonia Rolland, Miss France 2000.
- Corinne Coman, Miss France 2003.
- Cindy Fabre, Miss France 2005.
- Chloé Mortaud, Miss France 2009.
- Flora Coquerel, Miss France 2014.
- Alicia Aylies, Miss France 2017.
- Clémence Botino, Miss France 2020.
- Indira Ampiot, Miss France 2023.
- Angélique Angarni-Filopon, Miss France 2025.

### Sport

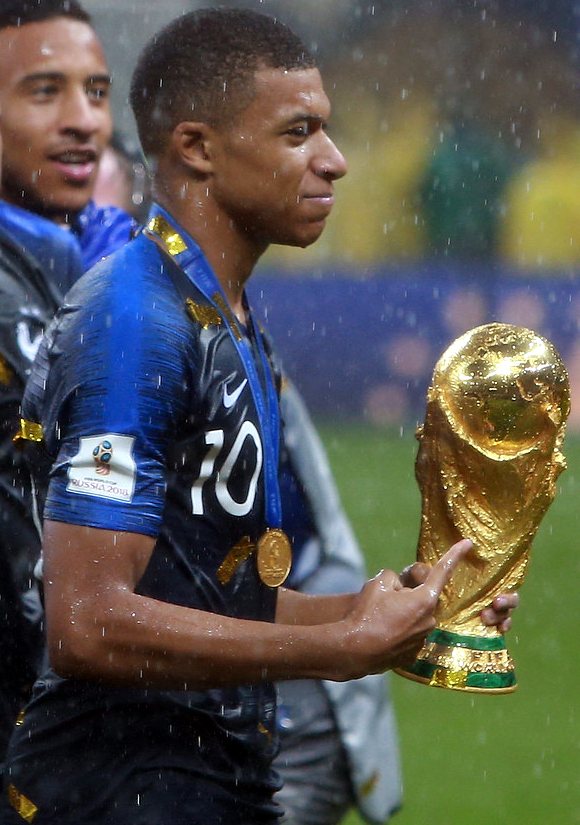
Kylian Mbappé.
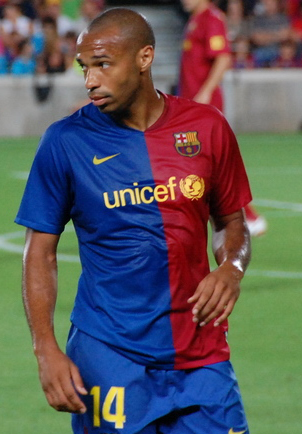
Thierry Henry.
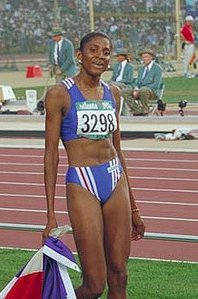
Marie-José Pérec.
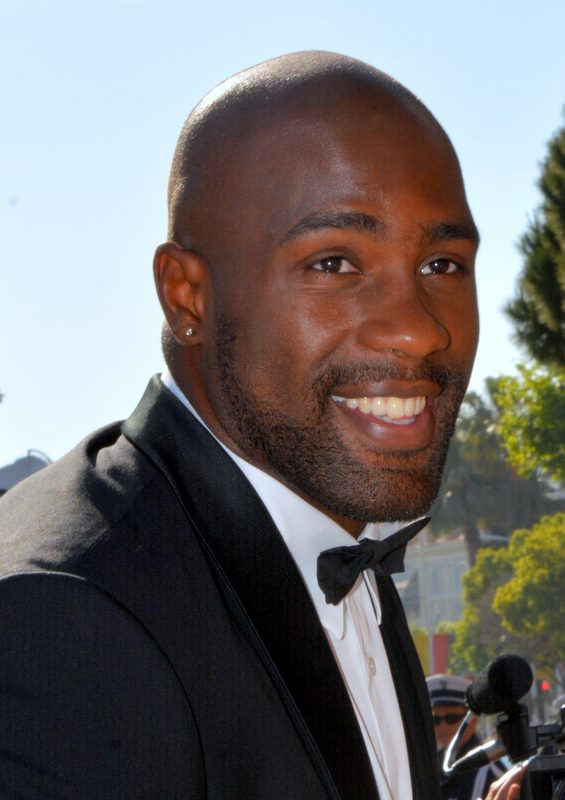
Teddy Riner.
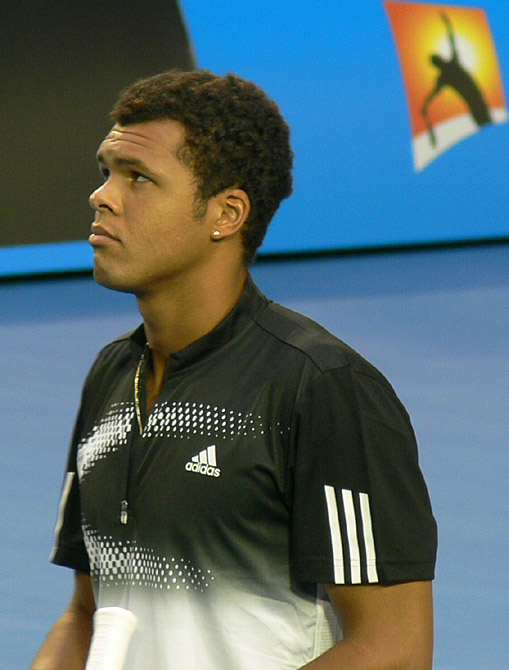
Jo-Wilfried Tsonga.
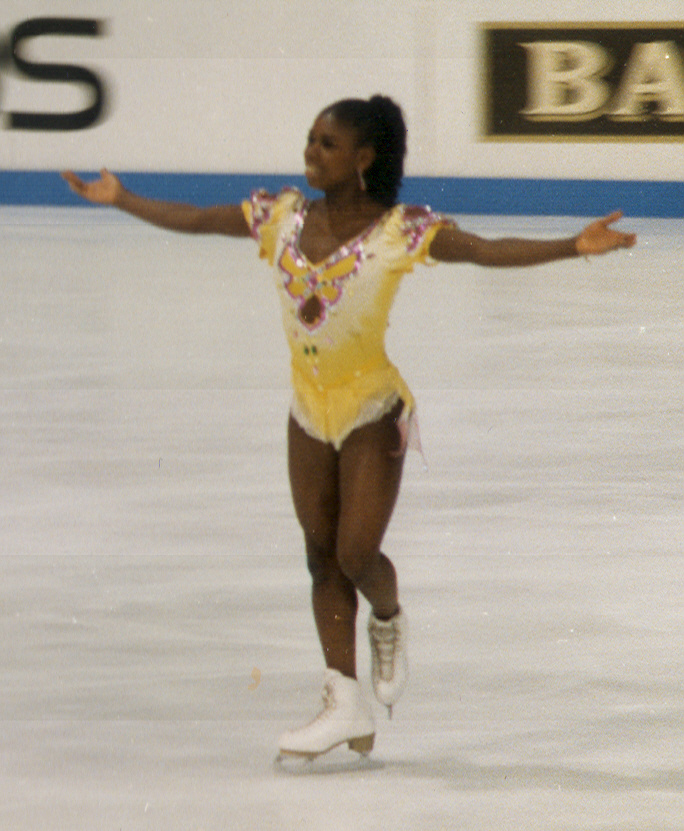
Surya Bonaly.
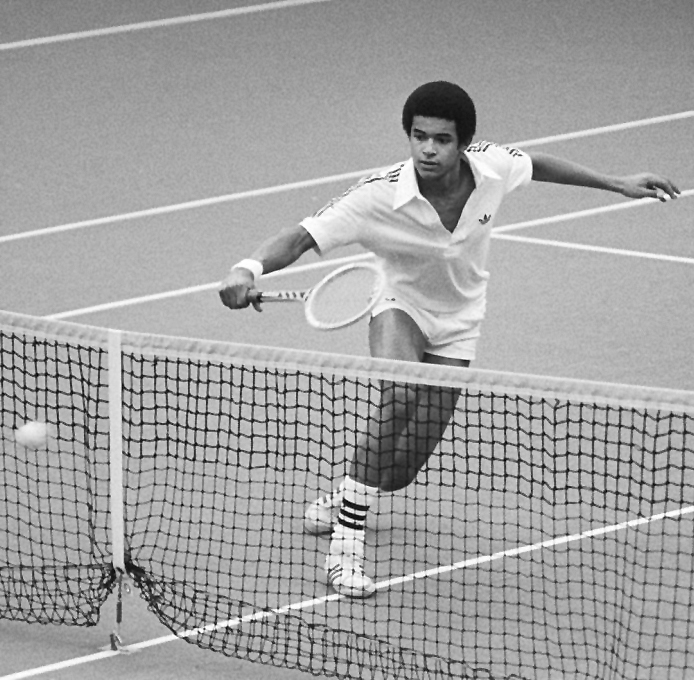
Yannick Noah.

- Nicolas Anelka (football)
- Christine Arron (athlétisme)
- Mathieu Bastareaud (rugby)
- Nicolas Batum (basket-ball)
- Eunice Barber (athlétisme)
- Serge Betsen (rugby)
- Surya Bonaly (patinage artistique)
- Yannick Borel (escrime)
- Djibril Cissé (football)
- Souleymane Cissokho (boxe)
- Kingsley Coman (football)
- Anthony Dablé (football américain)
- Ousmane Dembélé (football)
- Marcel Desailly (football)
- Stéphane Diagana (athlétisme)
- Boris Diaw (basket-ball)
- Ladji Doucouré (athlétisme)
- Thierry Dusautoir (rugby)
- Patrice Évra (football)
- Gaël Fickou (rugby)
- Arthur Fils (tennis)
- Laura Flessel (escrime)
- Sébastien Foucan (fondateur du Freerunning ou Freerun, et co-fondateur du Parkour avec David Belle)
- Mickaël Gelabale (basket-ball)
- Rudy Gobert (basket-ball)
- Thierry Henry (football)
- N'Golo Kanté (football)
- Alexandre Lacazette (football)
- Enzo Lefort (escrime)
- Thomas Lemar (football)
- Steve Mandanda (football)
- Eliaquim Mangala (football)
- Anthony Martial (football)
- Blaise Matuidi (football)
- Kylian Mbappé (football)
- Souleymane M’Baye (boxe)
- Jean-Baptiste Mendy (boxe)
- Gaël Monfils (tennis)
- Jean-Marc Mormeck (boxe)
- Estelle Mossely (boxe anglaise)
- Giovanni Mpetshi Perricard (tennis)
- Daniel Narcisse (handball)
- Earvin Ngapeth (volley-ball)
- Émile Ntamack (rugby)
- Francis Ntamack (rugby)
- Romain Ntamack (rugby)
- Joakim Noah (basket-ball)
- Yannick Noah (tennis)
- Yannick Nyanga (rugby)
- Fulgence Ouedraogo (rugby)
- Tony Parker (basket-ball)
- Dimitri Payet (football)
- Marie-José Pérec (athlétisme)
- Mickaël Piétrus (basket-ball)
- Paul Pogba (football)
- Patrice Quarteron (boxe thai)
- Wendie Renard (football)
- Jackson Richardson (handball)
- Teddy Riner (judo)
- Djibril Sidibé (football)
- Moussa Sissoko (football)
- Audrey Tcheuméo (judo)
- Jean Tigana (football)
- Lilian Thuram (football)
- Jo-Wilfried Tsonga (tennis)
- Ronny Turiaf (basket-ball)
- Patrick Vieira (football)
- Valériane Vukosavljević (basket-ball)
- Tony Yoka (boxe anglaise)

L'équipe de France de football qui est devenue championne du monde en 2018 comptait, parmi les 23 joueurs sélectionnés, 14 ayant des origines subsahariennes ou afro-caribéennes.

### Universitaires

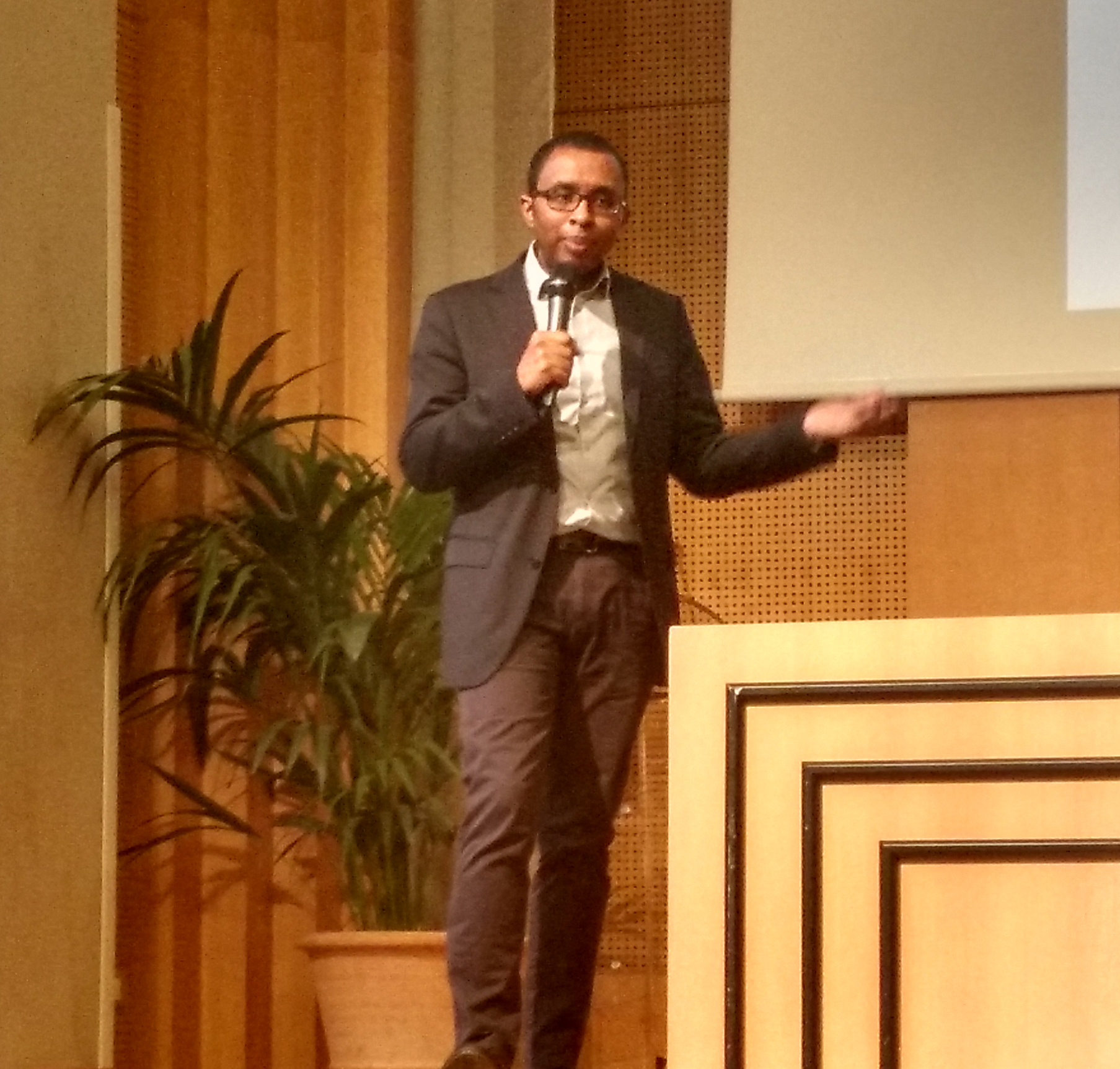
L'historien Pap Ndiaye, auteur de La Condition noire, puis ministre de l'Éducation nationale.

- Frantz Fanon
- Alice Mathieu-Dubois
- Pap Ndiaye
- Prosper Ève
- Frédéric Régent

### Chevalier de la Légion d'honneur
- Manu Dibango (Camerounais)
- Alice Mathieu-Dubois

## Influences sociale et culturelle

### Représentation dans la musique
L'influence des Noirs en France se vérifie dans la musique noire, ou faisant référence à ce sujet dans ses paroles et/ou dans son sujet a eu une certaine popularité en France, en renforçant et/ou en déjouant les stéréotypes.
En 1916, sort la chanson Les Mains noires et les mains blanches, à une époque où la guerre concerne tout le monde, y compris les tirailleurs sénégalais.
En 1964, Serge Gainsbourg sort Gainsbourg Percussions, album de jazz afro-cubain qui contient notamment Là-bas c'est naturel, Joanna et Couleur café.
En 1966, Nino Ferrer chante Je veux être noir.
Dans les années 1960, Johnny Hallyday sort Noir c’est noir et chante « Il y a longtemps sur des guitares, les mains noires lui donnaient le jour, pour chanter les peines et les espoirs, pour chanter Dieu et puis l’amour », qu'il chantera ensuite en 1981 en espagnol sous le titre Black es noir.
En 1967, (ou 1965) Claude Nougaro sort la chanson intitulée Armstrong, en référence à Louis Armstrong, considérée comme de la « musique noire » par certains chercheurs dont les paroles disent notamment :
« Armstrong, je ne suis pas noir 

Je suis blanc de peau 

Quand on veut chanter l'espoir 

Quel manque de pot ».
« Au-delà de nos oripeaux

Noir et blanc sont ressemblants

Comme deux gouttes d'eau

Oh yeah ! »
En 1979, François Béranger sort Mamadou m'a dit.
En 1985 passe à la radio la chanson (sortie en 1984), Mélissa, métisse d’Ibiza, vit souvent moitié nue, conduisant à ce que l'année suivante, huit mille petites filles s’appellent Mélissa, alors que le chanteur est lui-même le fils d'une femme métisse.
En 1987, Asimbonanga (« Nous ne l'avons pas vu »), une chanson politiquement engagée — dans un contexte d'apartheid —, et dédiée à Nelson Mandela tout en citant Steve Biko, connaît un important succès en France, se classant 2e du Top 50 pendant sept semaines consécutives. Elle entre également dans les charts en Suisse et au Royaume-Uni, se classant respectivement 45e et 94e,. Cette chanson a été enregistrée en Afrique du Sud et a été chantée par Johnny Clegg au festival Musiques métisses d'Angoulême en 1986. Le succès fut tel en France qu'au début des années 1990, un million d'exemplaires avait été vendu.

### Représentation dans la peinture
En 2019, l'exposition Le modèle noir de Géricault à Matisse au Musée d'Orsay connait un grand succès avec 500 000 visiteurs en quatre mois et un retirage des documents associés. Pour l’historien Pascal Blanchard, « l’argument dominant pendant longtemps était de dire que ces sujets n’intéressent pas le public. Maintenant, c’est fini ! ». Dans leur ouvrage paru en 2018 Noir, entre peinture et histoire, Grégoire Fauconnier et Naïl Ver-Ndoye avaient montré l'ancienneté de la représentation picturale des Noirs en France.

#### Ouvrages
- Félix F. Germain, Decolonizing the Republic : African and Caribbean Migrants in Postwar Paris, 1946–1974, Michigan State University Press, 1974, 256 p. (ISBN 978-1611862041)
- Michel Samuel, Le Prolétariat africain noir en France, Paris, Maspéro, 1978, 262 p. (présentation en ligne)
- Philippe Dewitte (préf. Juliette Bessis), Les Mouvements nègres en France, 1919-1939, Paris, L'Harmattan, 1985, 415 p. (ISBN 978-2-85802-620-3, présentation en ligne)
- (en) Sue Peabody, There Are No Slaves in France : The Political Culture of Race and Slavery in the Ancien Regime, New York, Oxford, Oxford University Press, 1996, 220 p. (ISBN 978-0-19-515866-3, lire en ligne)
- Sylvie Chalaye (préf. Blaise N'Djehoya), Nègres en image, Paris, L'Harmattan, coll. « La Bibliothèques d'Africultures », 2002, 190 p. (ISBN 978-2-7475-2187-1, lire en ligne)
- (en) Sue Peabody et Tyler Stovall (dir.), The Color of Liberty : Histories of Race in France, Durham, Duke University Press, 2003, 400 p. (ISBN 978-0-8223-3117-9, lire en ligne)
- Erick Noël, Être noir en France au XVIIIe siècle, Paris, Tallandier, 2006, 320 p. (ISBN 978-2-84734-299-4)
- Pierre Boulle, Race et esclavage dans la France de l'Ancien Régime, Paris, Perrin, 2007, 286 p. (ISBN 978-2-262-02672-1)
- Myriam Cottias, La Question noire. Histoire d’une construction coloniale, Bayard, 2007
- Florence Gauthier, L’aristocratie de l’épiderme : Le combat de la Société des Citoyens de Couleur, 1789-1791, CNRS éditions, 2007, 450 p. (ISBN 2271065763)
- Pap Ndiaye, La Condition noire : essai sur une minorité française, Paris, Calmann-Lévy, 2008, 435 p. (ISBN 978-2-7021-3807-6, présentation en ligne)
- Benoît Hopquin, Ces Noirs qui ont fait la France : du chevalier de Saint-Georges à Aimé Césaire, Calmann-Lévy, 2009.
- Érick Noël (dir.), Dictionnaire des gens de couleur dans la France moderne (fin XVe s.-1792) : 3 volumes : Paris et son bassin, La Bretagne, Le Midi, Droz, coll. « Bibliothèque des Lumières », 2011 - 2013 - 2017
- Pascal Blanchard (dir.) (préf. Alain Mabanckou), La France Noire : Trois siècles de présences des Afriques, des Caraïbes, de l'océan indien et d'Océanie, Paris, La Découverte, coll. « Cahiers libres », 2012, 360 p. (ISBN 2707169218), p. 46
- Jean-Philippe Dedieu, La Parole immigrée : les migrants africains dans l'espace public en France, 1960-1995, Paris, Klincksieck, coll. « Pouvoirs de persuasion », 2012, 336 p. (ISBN 978-2-252-03828-4)
- (en) Trica Danielle Keaton, Tracy Denean Sharpley-Whiting et Tyler Stovall (dir.), Black France/France noire : The History and Politics of Blackness, Durham, Duke University Press, 2012, 344 p. (ISBN 978-0-8223-5262-4, lire en ligne)
- Frédéric Régent, La France et ses esclaves : De la colonisation aux abolitions (1620-1848), Hachette Pluriel, 2012 (1re éd. 2007), 368 p. (ISBN 2818502799)
- P. H. Boulle et Sue Peabody, Le Droit des Noirs en France au temps de l'esclavage. Textes choisis et commentés, L'Harmattan, 2014
- Régis Dubois, Les Noirs dans le cinéma français : de Joséphine Baker à Omar Sy, La Madeleine, LettMotif,, coll. « Thèses-essais », 2016, 248 p. (ISBN 978-2-36716-170-9)
- François Durpaire, Nos ancêtres ne sont pas gaulois ! : Contre-histoire de France, Albin Michel, 2018, 320 p. (ISBN 2226324933)
- Aïssa Maïga (dir.), Noire n'est pas mon métier, Paris, Éditions du Seuil, 3 mai 2018, 128 p. (ISBN 978-2-02-140119-6)
- Dominique Chathuant, Nous qui ne cultivons pas le préjugé de race : Histoire(s) d'un siècle de doute sur le racisme en France, Paris, éditions du Félin, 2021, 503 p.
- Olivette Otele (trad. Guillaume Cingal), Une histoire des Noirs d’Europe de l’Antiquité à nos jours, Albin Michel, 2022, 304 p. (ISBN 2226466444)
- Raphaël Adjobi, Les Français noirs et la République : Une histoire mouvementée, L'Harmattan, 2024, 178 p. (ISBN 978-2-336-45348-4)

#### Articles
- Dominique Chathuant, « L'émergence d'une élite politique noire dans la France du premier 20e siècle ? », Vingtième Siècle. Revue d'histoire, 2009/1 (no 101), p. 133-147
- François Héran, « Si les Noirs m'étaient comptés », L'Histoire no 457, mars 2019, p. 60-63.
- Pap Ndiaye, « Une histoire longue », L'Histoire no 457, mars 2019, p. 32-39.
- Sylvain Pattieu, « La grande migration antillaise », L'Histoire no 457, mars 2019, p. 54-59.
- Sue Peabody, « Être Noir et libre en France », L'Histoire no 457, mars 2019, p. 40-45.
- Christelle Taraud, « Modèles, courtisanes et prostituées », L'Histoire no 457, mars 2019, p. 48-53.
- Dominique Chathuant, « "Et le nègre continue". Rire de connivence et race au premier XXe siècle », RevueAlarmer, mis en ligne le 9 novembre 2021.

#### Émission de radio
- Xavier Mauduit, « Être noir en France avant l’abolition de l’esclavage », sur France Culture, 16 avril 2021.

#### Filmographie
- Paris mon paradis réalisé en 2010, par Éléonore Yameogo, réalisatrice burkinabè.
- Noirs de France, série de trois documentaires : 1. Le Temps des pionniers (1889-1939) - 2. Le Temps des migrations (1940-1974) - 3. Le Temps des passions (1975-2011), réalisés par Juan Gélas et écrits par Pascal Blanchard et Juan Gélas, 2012 [voir en ligne]
- Tout simplement noir, film de Jean-Pascal Zadi et John Wax, 2020.
- Noirs en France, documentaire, France 2, janvier 2022 de Aurélia Perreau et Alain Mabanckou avec la participation de Yannick Noah, Maïly Koudou, Maboula Soumahoro, Soprano, Ibrahima Bouillaud, Jean-Pascal Zadi, Pap Ndiaye, Kathy Laurent Pourcel, Karine Baste-Régis, Didier Vieillot et Laetitia Helouet.